# Arquitectura renaixentista francesa

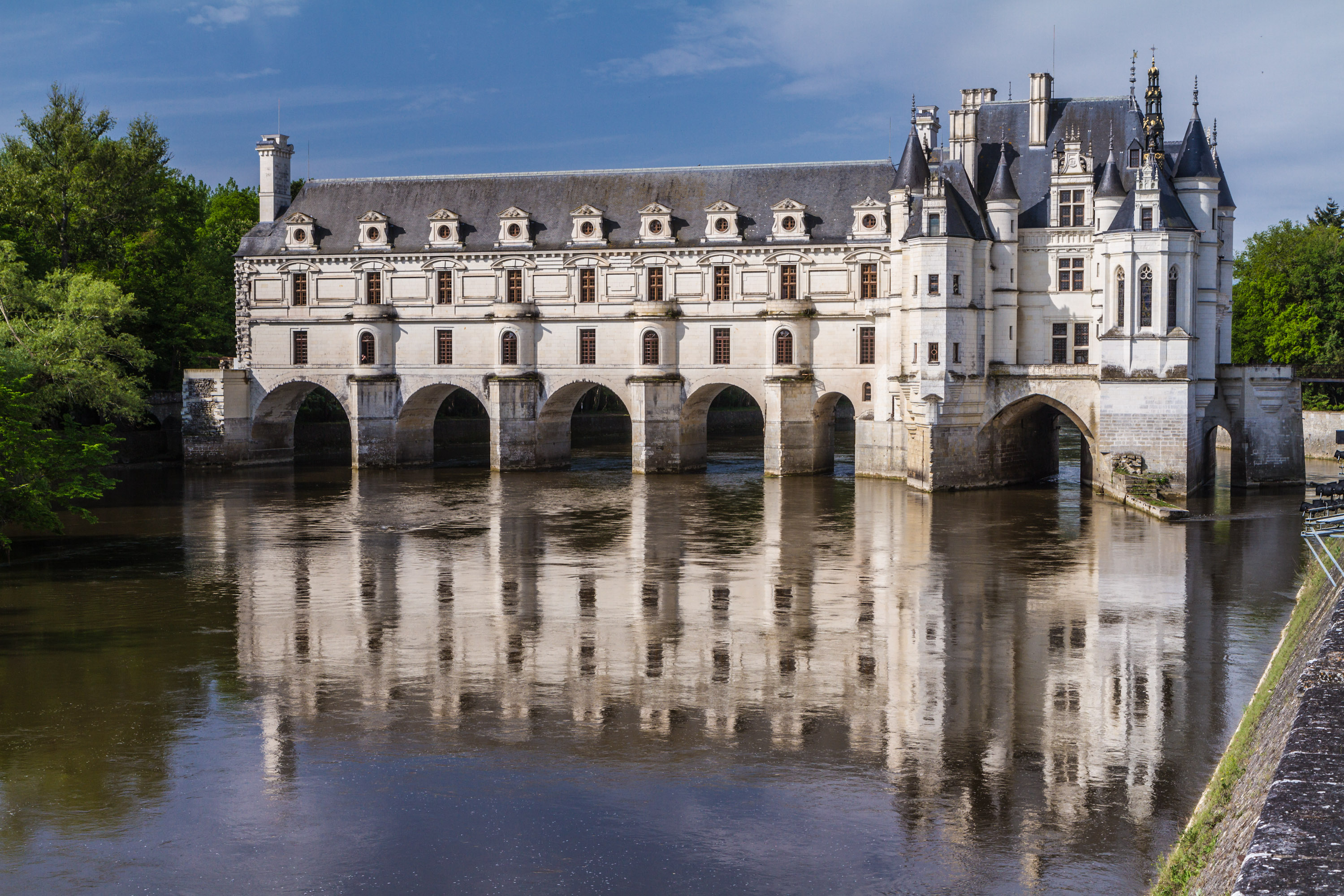
Castell de Chenonceau (1515-1522).

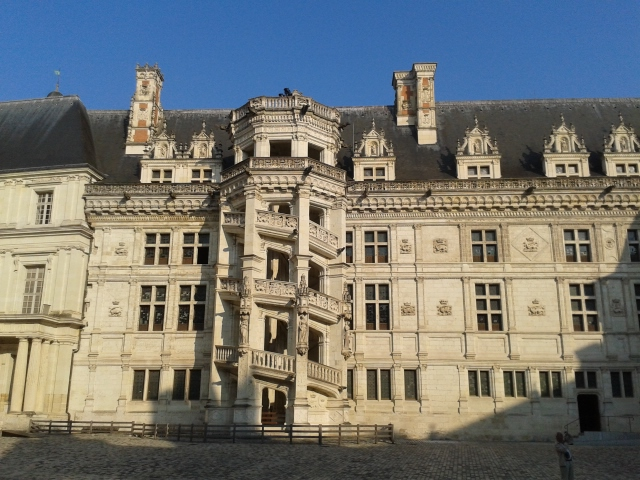
Façana interior del castell de Blois (1514-1527).

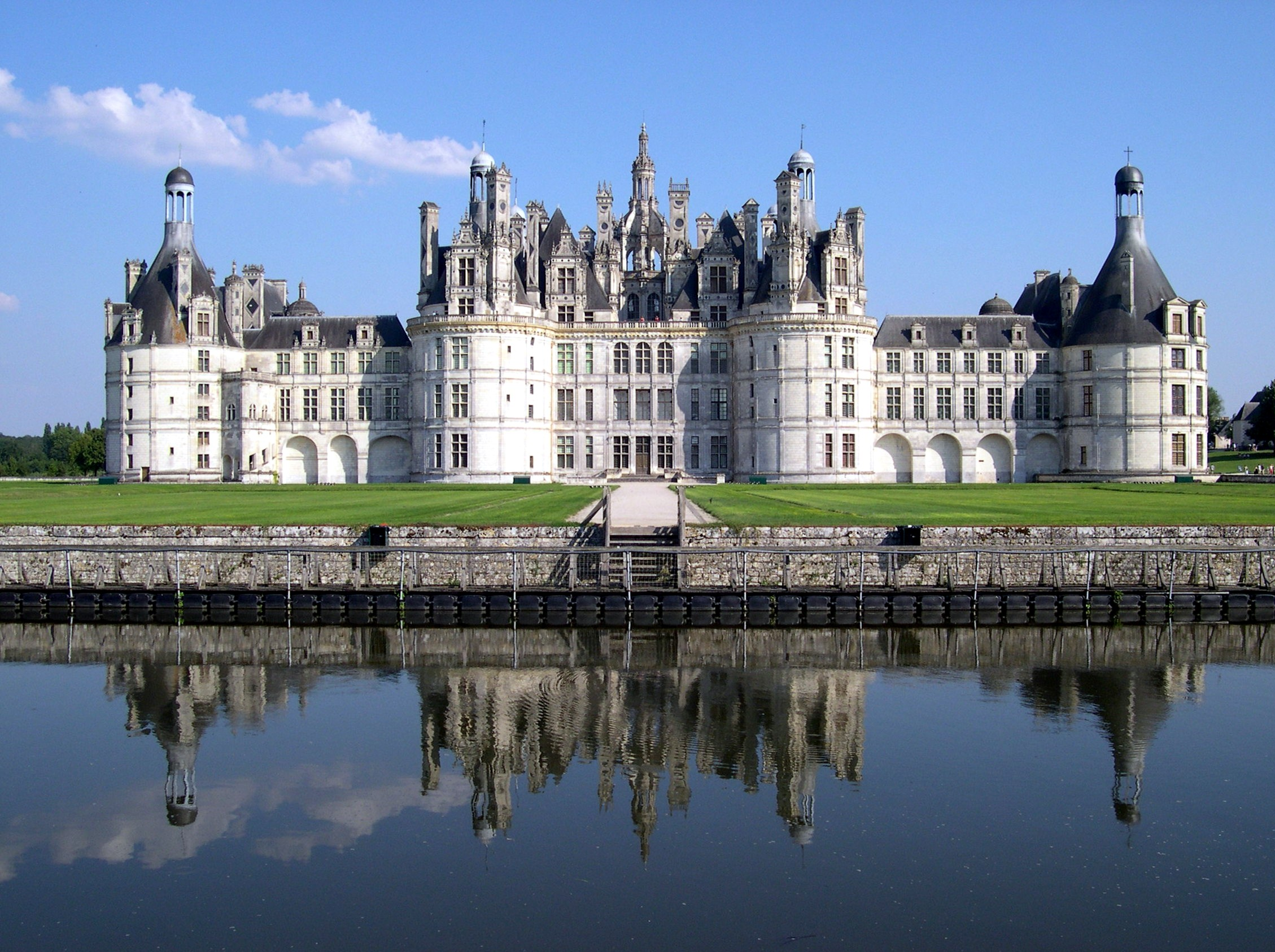
Castell de Chambord (1519-1539).

L'arquitectura renaixentista francesa és una denominació historiogràfica amb la qual es designa la producció arquitectònica de principis de l'edat moderna en el que avui és França, -aleshores principalment el regne de França, encara que també parts de Flandes, Lorena, Alsàcia, Savoia, Cerdanya, Bretanya i Provença-.
Correspon a l'arquitectura francesa en l'època del Renaixement - que va substituir progressivament l'arquitectura gòtica - que havia nascut en el país en el segle XII- a partir de la importació i adaptació dels models del Renaixement italià. Va aparèixer a començaments del segle xvi, més de mig segle més tard que a Itàlia, en diferents regions franceses, de forma especial en la vall del Loira i l'Illa de França, i va continuar fins principis del xvii, quan va ser succeïda per l'arquitectura barroca.
Els principals protagonistes van ser els reis Carles VII de França (r. 1422–1461), Lluis XI (r. 1461–1483), Carles VIII (r. 1483-1498), Lluís XII (r. 1498-1515) i especialment Francesc I (r. 1515-1547), que va fer trucar a nombrosos artistes italians i sota el regnat dels quals l'estil renaixentista es va convertir en l'estil dominant en la cort francesa. Van treballar en l'embelliment de les seves pròpies residències reials de camp - Amboise (1495-1498), Blois (1499-1502), Chambord (des de 1519) o Fontainebleau (des de 1532) -, i a la capital en la reforma del Louvre (des de 1527) i en la construcció d'altres nous: el Castell de Madrid (1528-1540) i el Palau de les Teuleries (a partir de 1564). L'arquitectura va continuar prosperant en els regnats d'Enric II (r. 1547-1559) i Enric III (r. 1574-1589).
Durant la Guerra dels Cent Anys, Carles VII va trobar a la vall del Loira un lloc de refugi ideal. Va ser coronat en Reims després de les èpiques batalles de Joana d'Arc que van iniciar la sortida dels anglesos de tot el regne. La meitat del segle XV va ser un període clau per a la Vall del Loira a la història de França i el seu patrimoni arquitectònic. Els grans de el regne es van instal·lar a la regió, condicionant fortaleses medievals o aixecant nous edificis. Carles VII va residir a Chinon, que va romandre com siede de la cort fins 1450, i ell i el delfí de França, el futur Lluís XI, van ordenar o autoritzar la realització d'obres de construcció. Llavors va començar la construcció dels Castells del Loira. Així, de 1443 a 1453, l'edifici principal del castell de Montsoreau és construït a la vora del Loira per Joan II de Chambes, diplomàtic a Venècia i a Turquia i conseller privat del rei Carles VII. Entre 1465 i 1469, Lluís XI va ordenar la construcció del castell de Langeais, a la fi del promontori, a cent metres davant de la masmorra de segle x.
Durant els primers anys del segle xvi el regne de França havia participat a diverses guerres al nord d'Itàlia, portant de tornada a França no solament tresors artístics del Renaixement, com ara botí o adquirits, sinó també noves idees estilístiques. La manifestació més evident d'aquestes noves idees va ser la reforma o nova edificació de châteux (castells) residencials a la vall del Loira i l'Illa de França. L'exemple renaixentista més antic és el castell de Montsoreau (c. 1461), seguit per Amboise (c. 1495), Gaillon (1502-1509), Chenonceau (1513-1521), Azay-le-Rideau (1518-1523), Villandry (1532-1536), Ancy (1544-1550), Écouen (1538-1555) i Anet (1547-1555). La vall del Loira té una densitat excepcional de castells i cases senyorials que daten del Renaixement o que van ser modificats de manera significativa en aquest moment quan la cort reial s'allotjava allà amb regularitat. Coneguts com els castells del Loira, alguns d'ells es troben entre els edificis més notables i famosos del Renaixement francès.
Destacats arquitectes italians van estar al capdavant d'importants projectes en el país - Giovanni Giocondo (1496-1508), Domenico da Cortona (c. 1495-1549), Francesco Primaticcio (1532-1570), Giacomo Vignola (1541-1543) o Sebastiano Serlio (1541-1554)-, però a poc a poc els arquitectes francesos es van inspirar en les idees noves i van començar a apropiar-se del nou estil renaixentista: els més famosos del segle xvi van ser Philibert Delorme (1510-1570), Jacques Androuet du Cerceau (1510-1584) -més conegut pels seus notables gravats d'edificis-, Pierre Lescot (1515-1578) -que havia treballat construint la façana interior sud-oest de la Cour Carrée del Louvre de París, construint l'ala ara coneguda com a ala Lescot- i Jean Bullant (1515-1578).
El Renaixement francès es considera habitualment dividit en quatre parts: estil Lluís XII -1495-1530 aproximadament, transició entre el gòtic i el Renaixement-, Primer Renaixement (1515 a 1530/1540), Segon Renaixement o Classicisme (1540 a 1559/1564) i manierisme (1559/1564-principis del segle xvii). A més a més de les dificultats de tota periodització, hi ha dues qüestions que indueixen a confusió: aquests períodes a França, que tenen més o menys correlació amb Itàlia i d'altres països europeus, no acostumen a correspondre als mateixos períodes temporals en tots els llocs; i també es complica el seu ús en utilitzar-se amb generalitat d'altres denominacions estilístiques usades en les arts decoratives i el mobiliari que corresponen als diferents regnats -estil Lluís XII, estil Francesc I, estil Enric II, estil Enric IV- que de vegades s'usen extensivament en arquitectura.

## Context històric

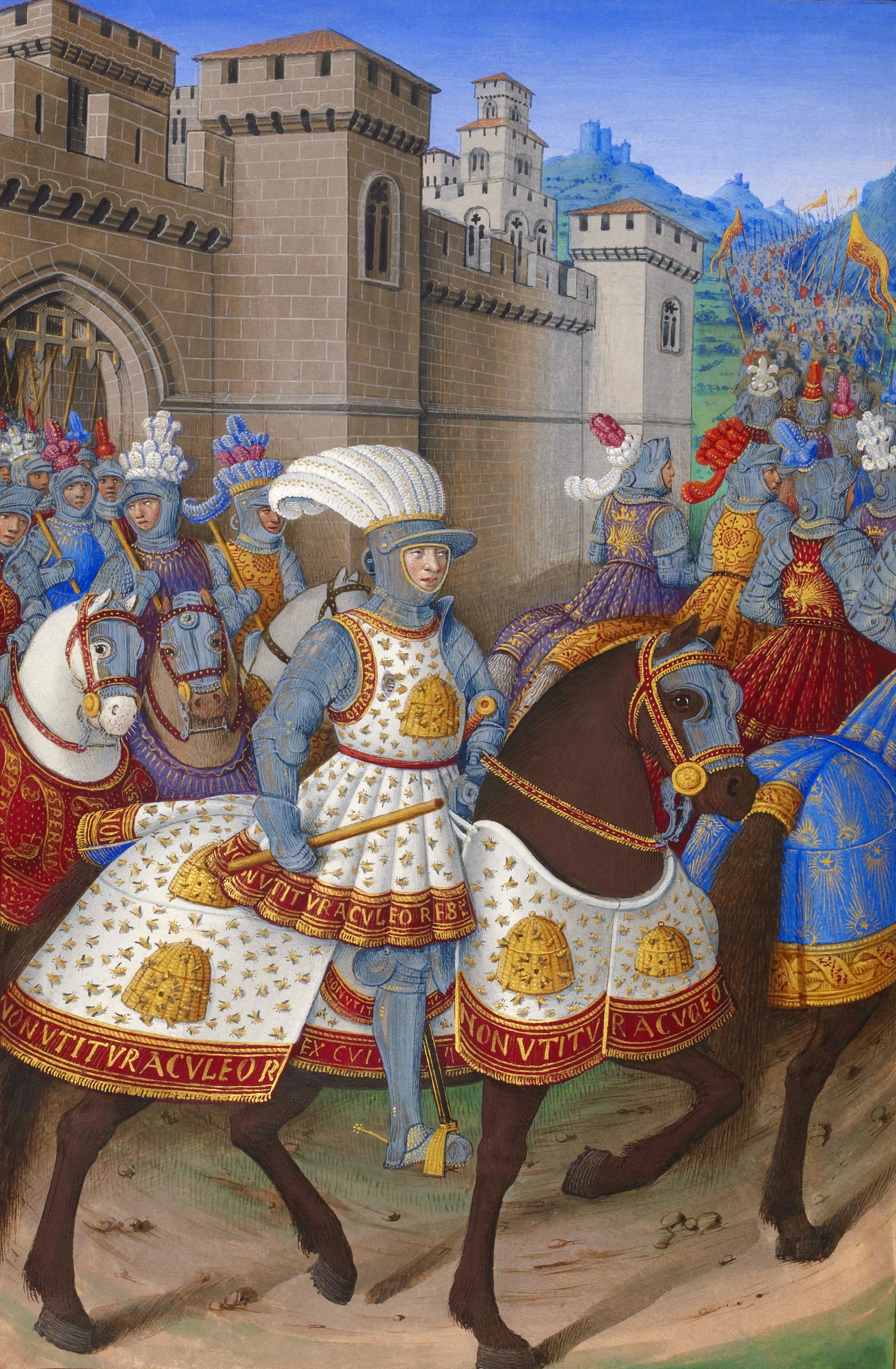
Lluís XII i les seves tropes surten d'Alexandria per afrontar als genovès, de Jean Bourdichon (1508, foli 15v, Bnf).

Encara que l'italianisme havia existit des de feia molt de temps a França, amb Plutarc en la literatura, Jean Fouquet en pintura o Francesco Laurana a |Marsella en arquitectura, van ser sobre tot les guerres d'Itàlia de Carles VIII i Lluís XII les que van posar en relació França amb el renaixement de les arts que tenia lloc aleshores a Itàlia. Des del regnat de Carles VIII, les descripcions de vestimentes i d'interiors mostren ja un gran refinament en el luxe de la vida privada. Claude Seyssel, en el seu Éloge de Louis XII, parla del nombre de «grans edificis públics i privats» que s'havien construït en tot el regne. Va constatar que les cases estaven moblades de totes les coses amb més sumptuositat que mai abans ho van estar. Així, el 1495 els primers vint-i-dos artesans italians van arribar a Amboise «per construir i treballar la moda d'Itàlia». Entre ells es trobaven el «deviseur de bâtiments», arquitecte Giovanni Giocondo, els escultors Guido Mazzoni i Jérôme Pacherot, els ebenistes i marquetistas Dominique de Cortone i Bernardin de Brescia i fins i tot el jardiner napolità Pacello da Mercogliano. De manera més impulsada, l'ambaixada de Cèsar Borgia, el 1499, va ajudar a difondre entre els senyors les ostentacions personals de prodigalitat que sorgiran sobretot sota Francesc I amb l'entrevista del Camp de la tela d'or (maig-juny de 1520).
Els viatges, de fet, campanyes de guerra de Carles VIII i Lluís XII no van causar, com sovint es creu, una conversió immediata a l'art del Renaixement. Solament algunes personalitats entre els eclesiàstics, els nobles o els financers al servei del rei, van començar realment a interessar-se en l'art italià; Lluís XII mateix es va mantenir suficientment indiferent.
Gràcies a aquestes guerres d'Itàlia, un cert nombre de grans famílies franceses van trobar l'oportunitat d'aconseguir la glòria, així com la fortuna. Submergits més que el rei a l'entorn italià -el mariscal de Gie va ser el primer d'ells, seguit de prop pel clan d'Amboise com el cardenal Georges d'Amboise i el tinent general Carles II d'Amboise-, es posaran al capdavant dels grans constructors francesos. Aquests innovadors van importar d'Itàlia primer pintures i objectes de marbre, com ara estàtues, medallons o d'altres fonts, abans de fer trucar directament a alguns escultors i pintors per tal de crear treballs in situ. Si ràpidament els motius italianitzants es van introduir en l'arquitectura dels hôtels (Bourges, Blois, Tours) i castells (Gaillon, Bury, Chateaudun...), continuen estant plantats sobre una edificació francesa, fent servir tants motius com permeten la renovació de les formes del gòtic flamíger preexistens.
Mai no es va cercar replicar els edificis italians i es va requerir encara menys artistes estrangers realitzar el treball. Els assoliments són sempre en col·laboració amb els mestres d'obres francesos, preocupats per damunt de tot de les tradicions artístiques nacionals a les quals creien obligats. Les formes arquitectòniques importades es troben immediatament inserides i sotmeses al sistema de construcció gòtic preexistent, el que va obligar a cercar noves solucions, creant una síntesi. Les propies decoraciones, que haurien pogut ser fàcilment copiades dels models italians, van patir alhora transformacions per adaptar-se a l'art francès: els nous motius es van tornar a interpretar amb molta més llibertat pels escultors francesos que dominaven cada vegada millor el repertori.
La manifestació més evident d'aquestes noves idees va ser l'edificació de castells residencials en la vall del Loira i en la Ille-de-França. Els antecedents eren castells en un estil prerenaixentista construïts en la regió del Berry, a prop de Bourges -capital del rei Carles VI (r. 1380-1422), pròxima a l'actual via Lemovicensis del Camins de Sant Jaume a França-, quan el nord de França encara no s'havia recuperat completament de les seqüeles de la Guerra dels Cent Anys.
L'arquitectura d'aquests «castells» contrasta amb els (châteaux forts) construïts des del segle xi. D'altra banda, en un primer moment, l'estil renaixentista es va utilitzar en les obres d'ampliació, embelliment i modernització dels edificis medievals existents. Es veu en el castell de Blois, per exemple, una transició entre ell gòtic flamíger i l'estil Renaixement. Posteriorment, es comença la construcció de totes les peces dels edificis enterament «Renaixement». Així, el castell de Chambord (1519-1536) dissenyat per Domenico Bernabei da Cortona, nomenat «Boccador», per a Francesc I, és una combinació d'una edificació gòtica i l'ornament renaixentista. S'ha dit: «L'alegria amb la qual els paletes van amuntegar ornament italià sobre l'elaborada coberta pertany a l'esperit de finals del gòtic de generositat ornamental». Els castells construïts després, de forma especial els del «segon Renaixement», ja presenten una unitat d'estil.
L'estil va derivar progressivament cap a un manierisme francès conegut com a estil Enric II, amb l'obra d'arquitectes com Sebastiano Serlio, que va ser contractat després de 1540 en el treball del castell de Fontainebleau. A Fontainebleau, artistes italians com Rosso Fiorentino, Francesco Primaticcio i Niccolo Dell' Abbate van formar la primera Escola de Fontainebleau. Un altre castell construït per Serlio per a un gran senyor del regne, Antoine III de Clermont, va ser el castell d'Ancy-le-Franc (1544-1550) a Borgonya que també va ser ricament decorat per artistes flamencs i els italians que havien participat a Fontainebleau.

## Periodització: les quatre fases del Renaixement francès
El Renaixement a França es considera habitualment dividit en quatre parts. El primer acte correspon a l'estil Lluís XII -1495-1530 aproximadament-, que forma la transició entre el gòtic i el Renaixement. Aquest primer estil floreix des de 1515, sobretot en la vall del Loira, on l'acceptació plena del Renaixement italià es va sentir amb una més gran rapidesa. Igual que a Itàlia, encara que més tardanes, tres fases segueixen després fins al començament del segle xvii, un Primer i un Segon Renaixement que acaben en el manierisme.
En cada etapa del seu desenvolupament, l'art del Renaixement francès va romandre com un art original, nascut de la trobada entre models italians, artistes flamencs i peculiaritats franceses. Els models tanmateix van canviar molt entre 1495 i 1610, ja que els francesos van admirar successivament l'art de finals del Quattrocento, el de l'Alt Renaixement i després el manierisme. D'aquestes trobades successives es va originar una producció artística abundant, desordenada, i de vegades difícil de comprendre. Quan es fa el balanç, dos fets bàsics emergeixen: l'art francès modern ha pres forma a través de les grans obres de mitjan segle xvi mentre que prop del palau reial de Fontainebleau, «veritable nova Roma», va néixer sota la voluntat del rei Francesc I un important centre artístic, que va ser l'únic a Europa capaç de competir amb els grans centres italians i que serà nomenada escola de Fontainebleau.
La nova situació així creada va controlar el futur: anunciant l'afirmació d'un estil nacional ja a la meitat del segle xvii i el futur paper jugat per Versalles.

### L'estil Lluís XII: transició entre el gòtic i el primer renaixement (1495 a 1525/1530)

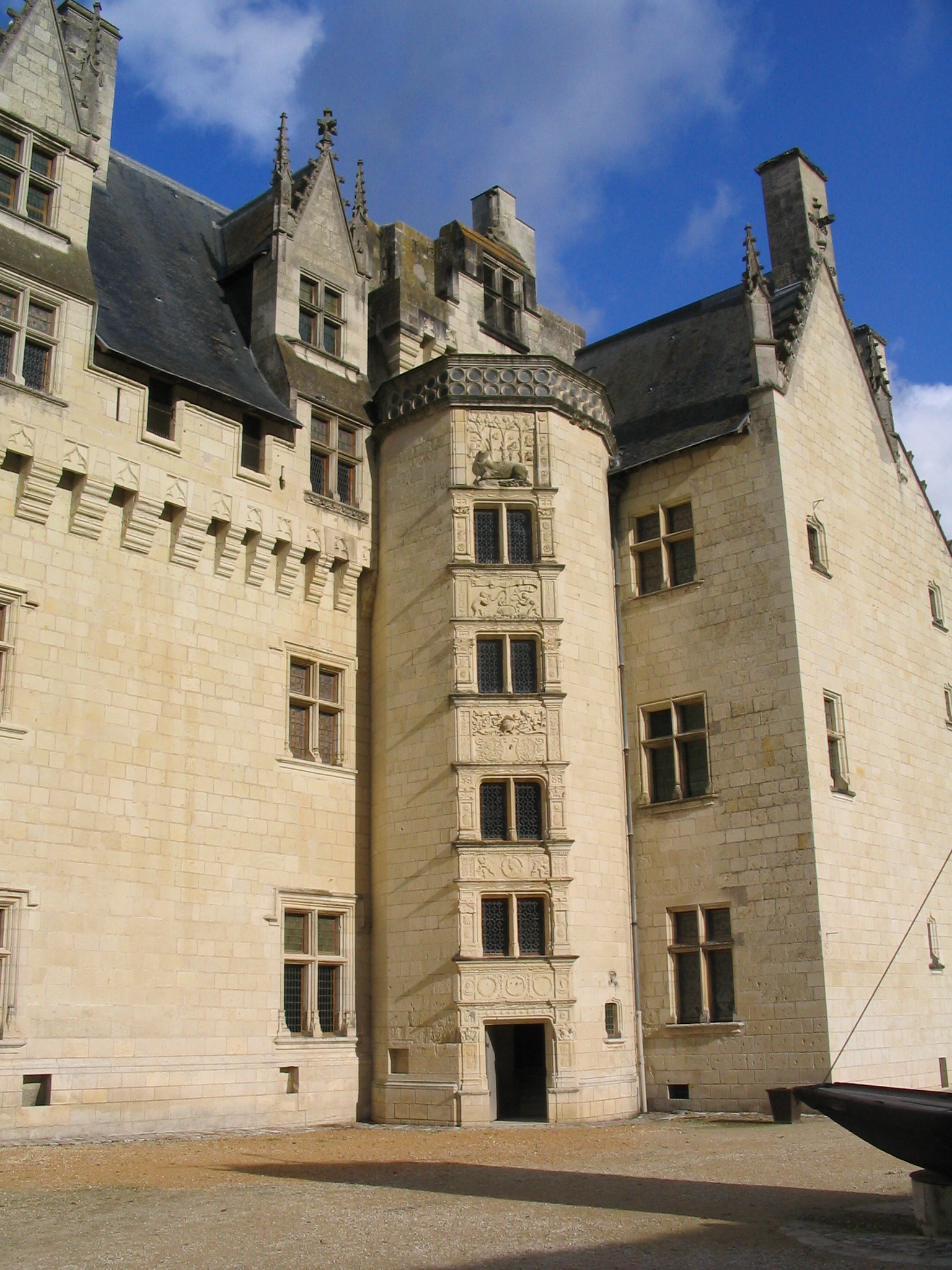
Escala helicoidal del Castell de Montsoreau (ca. 1500).

L'estil Lluís XII (1495 a 1525/1530), és un estil de transició, un passatge molt curt entre dues èpoques llampants, el període gòtic i el Renaixement. Descriu un moment en què les arts decoratives partint de l'arc ogival i del naturalisme gòtic s'encaminaran cap a l'arc de mig punt i les formes suaus i arrodonides mesclades de motius antics estilitzats típics del primer Renaixement: encara n'hi ha una gran quantitat de gòtic en el castell de Blois, i ja no hi ha res en la tomba de Sant Lluís XII a Saint-Denis.
Des de 1495, una colònia d'artistes italians va ser instal·lada a Amboise i va treballar en col·laboració amb mestres paletes francesos. Aquesta data és en general considerada com el punt de partida d'aquest nou moviment artístic. En general, l'edificació roman estant francesa i només la decoració canvia i es converteix en italiana. Seria inadequat per tant determinar aquest estil amb l'única contribució d'Itàlia: les relacions existents entre la producció arquitectònica francesa i la de la arquitectura plateresca espanyola, i la influència del Nord, especialment d'Anvers, també es noten tant en les arts decoratives com en l'art de la pintura i del vitrall.
Els límits de l'estil Lluís XII són força variables, sobretot quan es tracta de la regions fora de la vall del Loira. A més a més dels disset anys del regnat de Lluís XII (1498-1515), aquest període inclou el regnat de Carles VIII i el començament del de Francesc I, fent iniciar el moviment artístic el 1495 per fer-lo acabar el 1525/1530: l'any 1530 correspon a un veritable canvi estilístic, que, després de la creació per Francesc I de l'Escola de Fontainebleau, és en general considerada com l'acceptació plena de l'estil renaixentista.

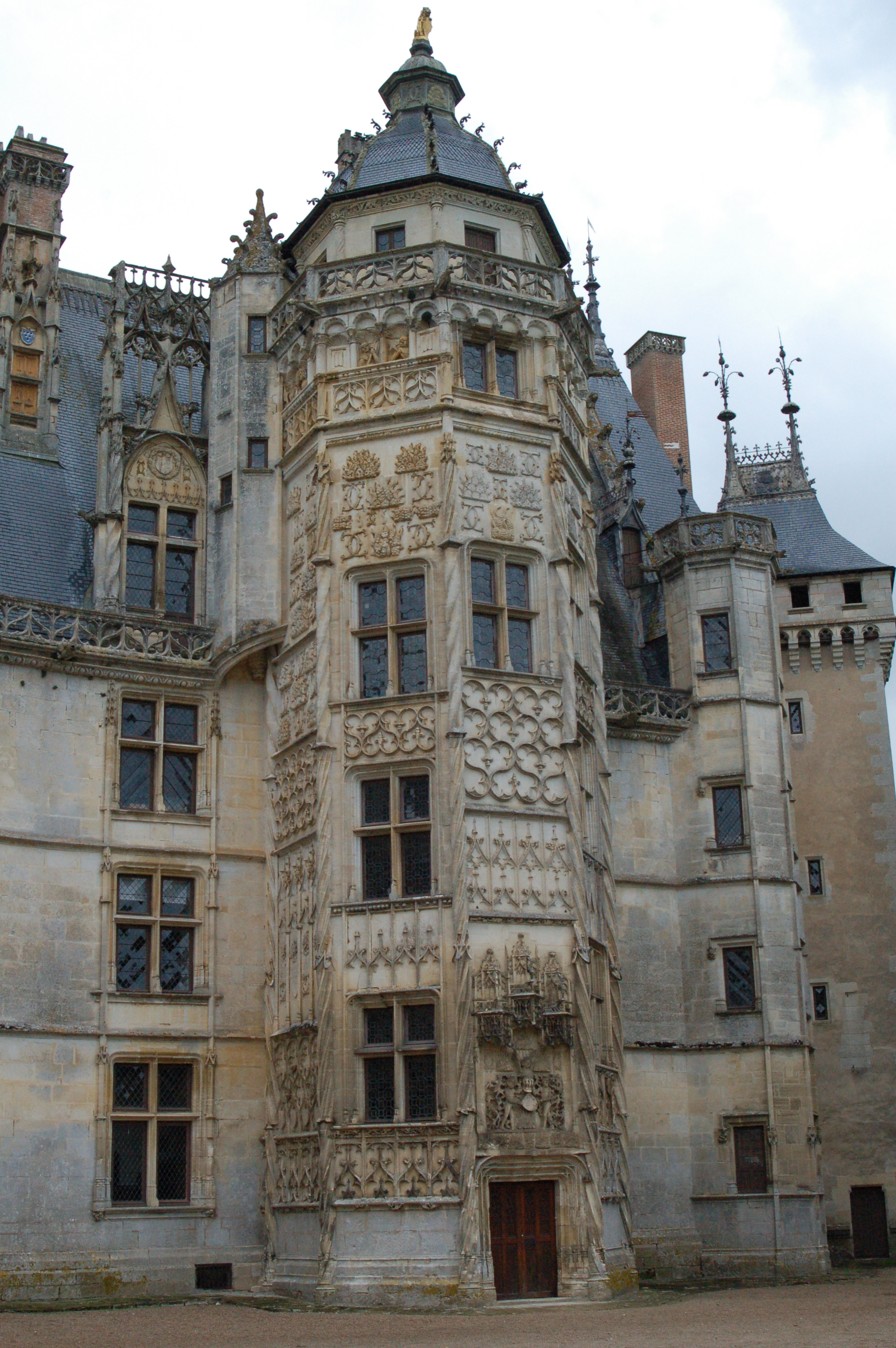
Cornisa renacentista a la Torre del Lleó del Castell de Meillant, ca. 1510

En els treballs decoratius del final del regnat de Carles VIII, s'observa una marcada tendència a separar-se de l'arc ogival per aproximar-se a l'arc de mig punt (plein cintre). La influència de les obres milaneses de Bramante per a Ludovico Sforza és perceptible en la part inferior de l'"Ala Carles VIII" del castell d'Amboise: si la part superior de l'edifici és gòtica, la façana del promenoir des gardes presenta una lògia, una sèrie d'arcades de mig punt que marquen els buits ritmats de pilastres llises. En general, les formes ornamentals no tenen ja la gràcia pròpia de l'època ogival: el ritme de les façanes s'organitza de forma més regular amb la superposició de les obertures en trams, i fa ja la seva aparició la petxina, que es convertirà en un important element en la decoració renaixentista. Aquesta evolució és particularment perceptible en el castell de Meillant, on els treballs d'embelliment encarregats per Carles II d'Amboise van començar des de 1481: si l'edificació encara és plenament medieval, la superposició de les finestres en trams lligats entre elles per un cordó de pinacles, anuncia la quadrícula de les façanes tan característica del Primer Renaixement. De la mateixa manera, es remarca l'entaulament a ovals clàssics coronat per una balustrada gòtica i el tractament en Bramante de Tempietto de la part alta de l'escala helicoidal amb una sèrie d'arcades de mig punt decorades amb petxines.
Si al final del regnat de Carles VIII, l'aportació dels ornaments italians va venir a enriquir el repertori flamíger, sota Lluís XII ja n'hi ha tota una «escola francesa» que s'obre a Itàlia amb noves propostes, establint així els principis d'un estil de transició.
En arquitectura, l'ús del «maó i pedra», encara presents en els edificis del segle xiv, tendeix a generalitzar-se. Els alts sostres a la francesa amb torretes de cantonada i les façanes amb escala helicoidal fan perpetuar la tradició, però la superposició sistemàtica de buits,la ruptura de golfes i l'aparició de lògies influïdes per la vil·la Poggioreale i del Castell Nou de Nàpols són el manifest d'un nou art decoratiu on l'edificació continua sent profundament gòtica. La propagació de vocabulari ornamental arribat de Pavia i de Milà va tenir un paper important en ésser percebuda com l'arribada d'una certa modernitat.
En aquest art en plena mutació, els jardins es van tornar tan importants com la mateixa arquitectura. L'arribada a Amboise d'artistes italians, com Pacello da Mercogliano, va ser en origen sota Carles VIII per a la creació dels jardins més grans del Renaixement francès gràcies a les noves creacions paisatgístiques, a la instal·lació d'una ménagerie (col·lecció de bèsties salvatges) i dels treballs d'aclimatació agronòmica realitzats des de 1496 als "Jardins du Roy", aleshores situats en el domini reial de Château-Gaillard. El 1499, Lluís XII va confiar la realització dels jardins del castell de Blois al mateix equip que va ser contractat posteriorment per Georges d'Amboise per realitzar parterres en diferents nivells en el seu castell de Gaillon.
En conclusió, l'estil Lluís XII mostra que es volia sorprendre tant a francesos com a italians: va ser a partir de la fantasia amb la qual van ser incorporades les novetats italianes en unes edificacions que continuaven sent totes medievals franceses com naixerà cap a 1515/1520 el Primer Renaixement o Renaixement inicial.

Edificis d'estil Lluís XII amb dominant flamígera
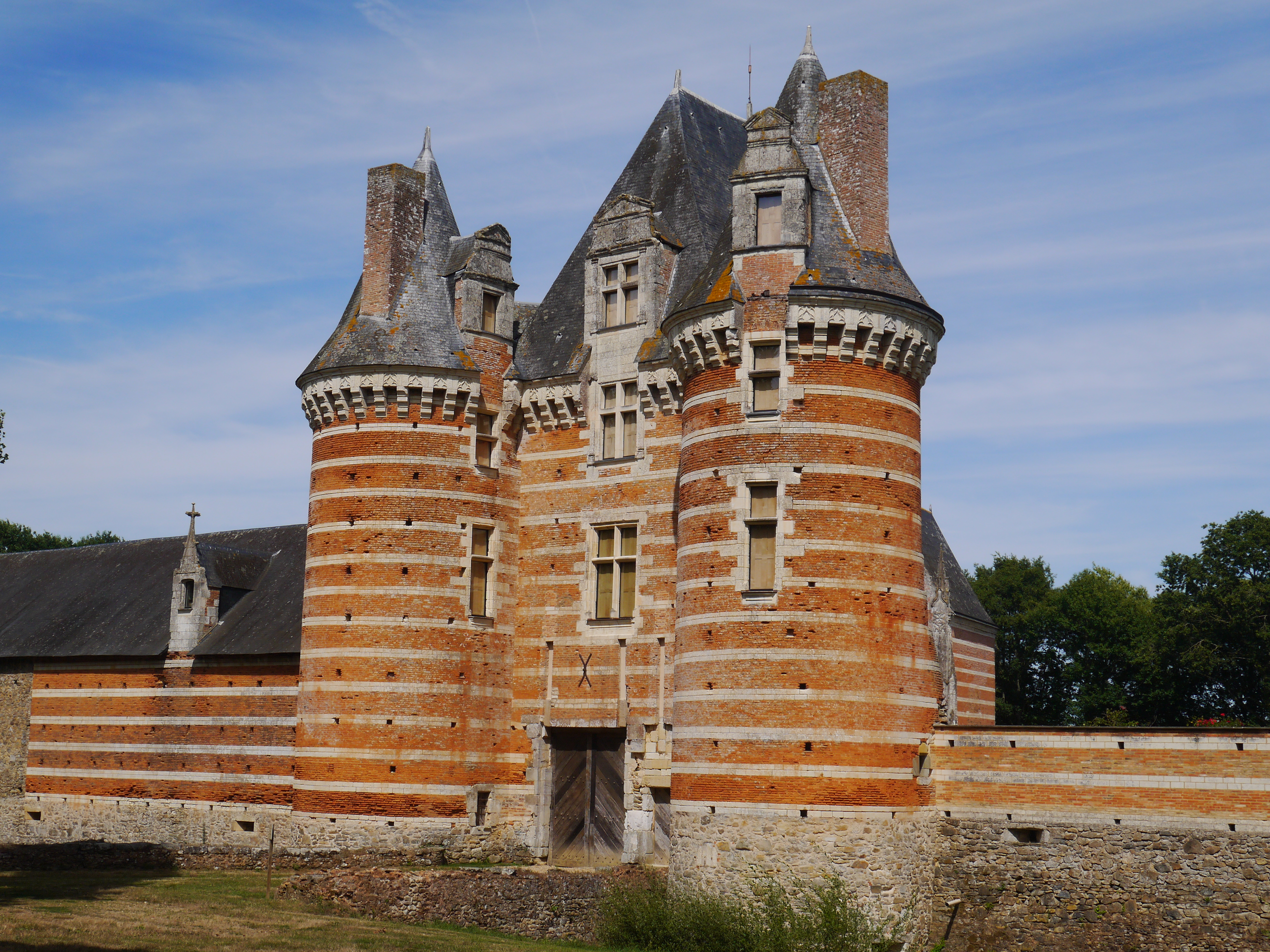
Castell de Mortiercrolles (1496-1499)
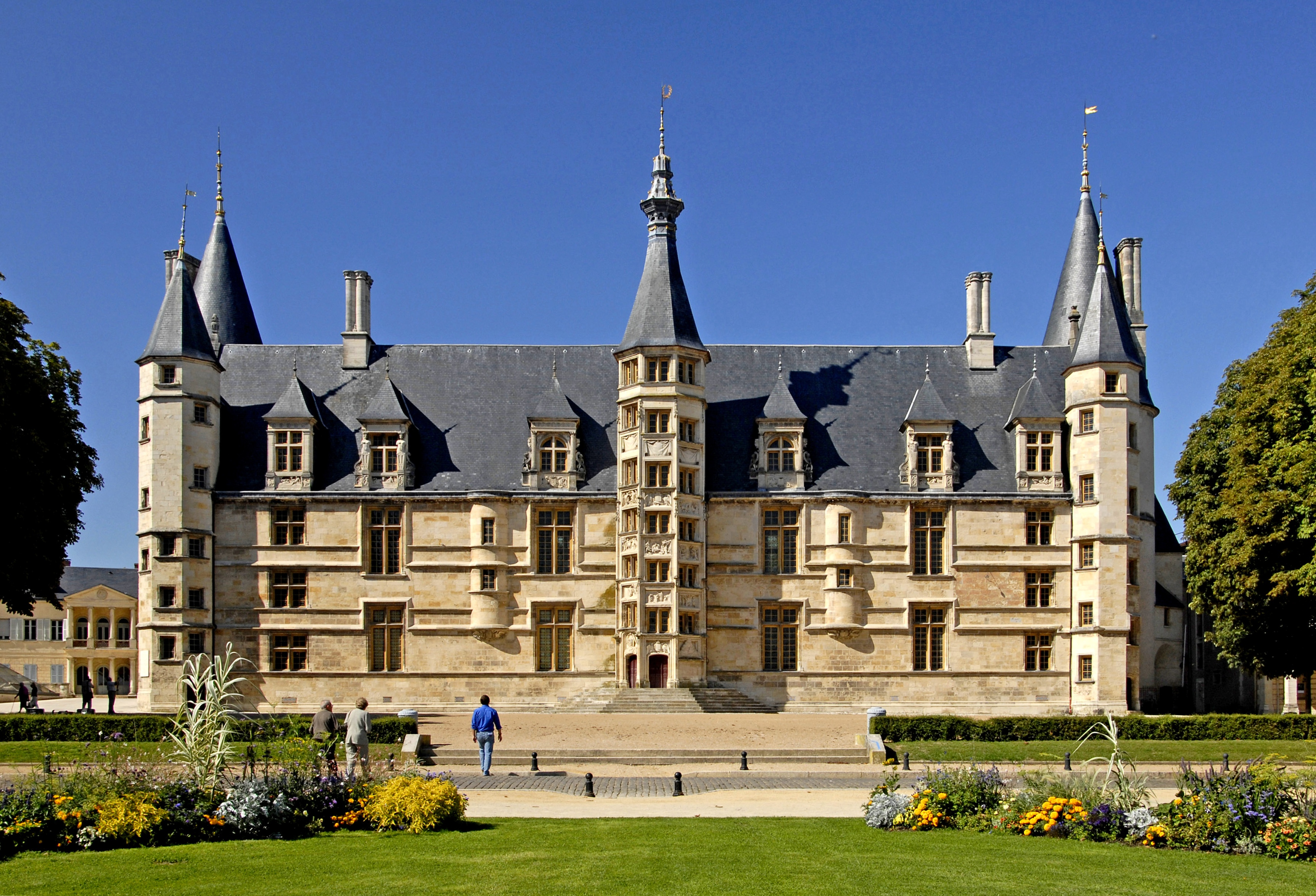
Palau ducal de Nevers, fi XV-XVI
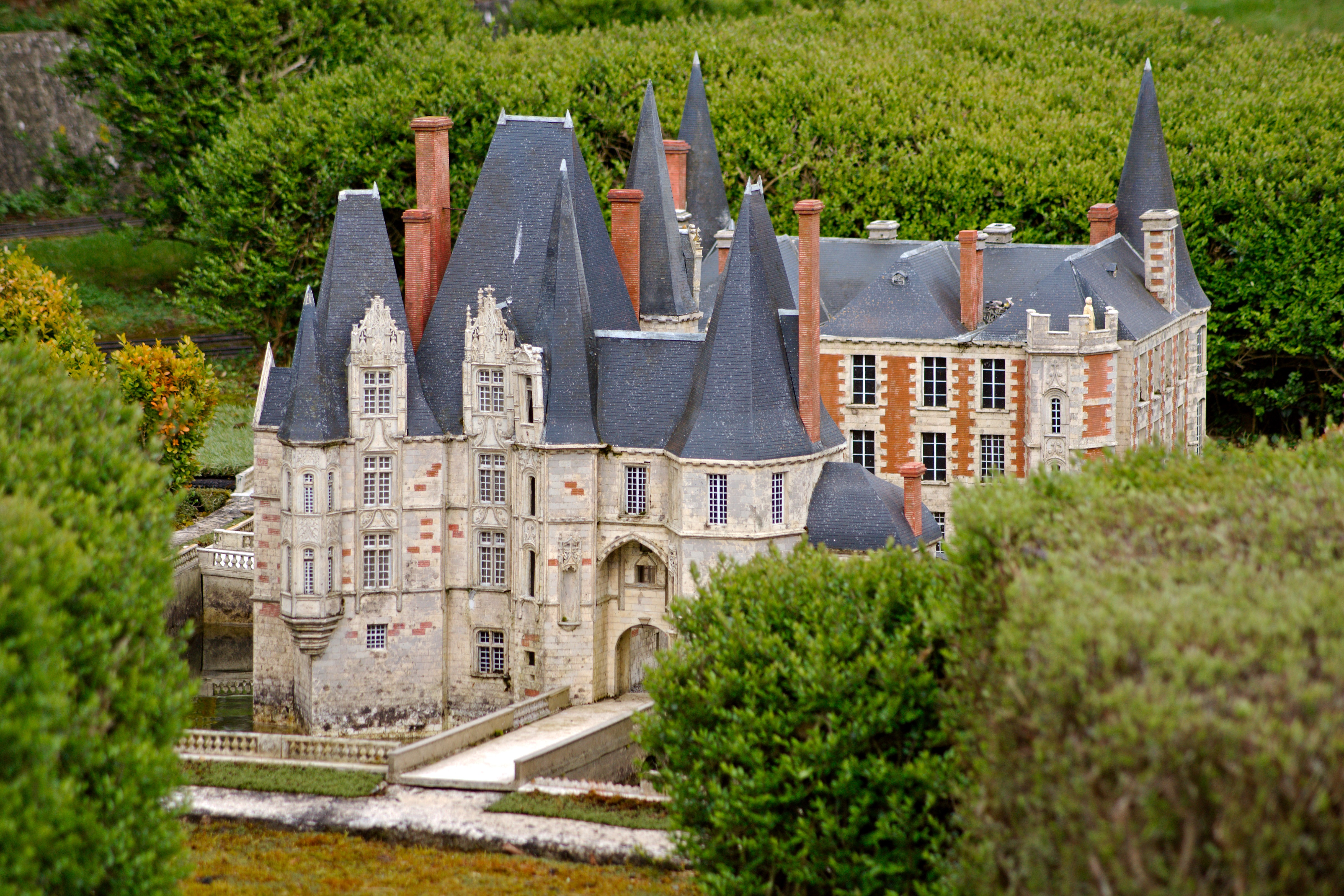
Castell d'Ô (Orne) (abans de 1505)

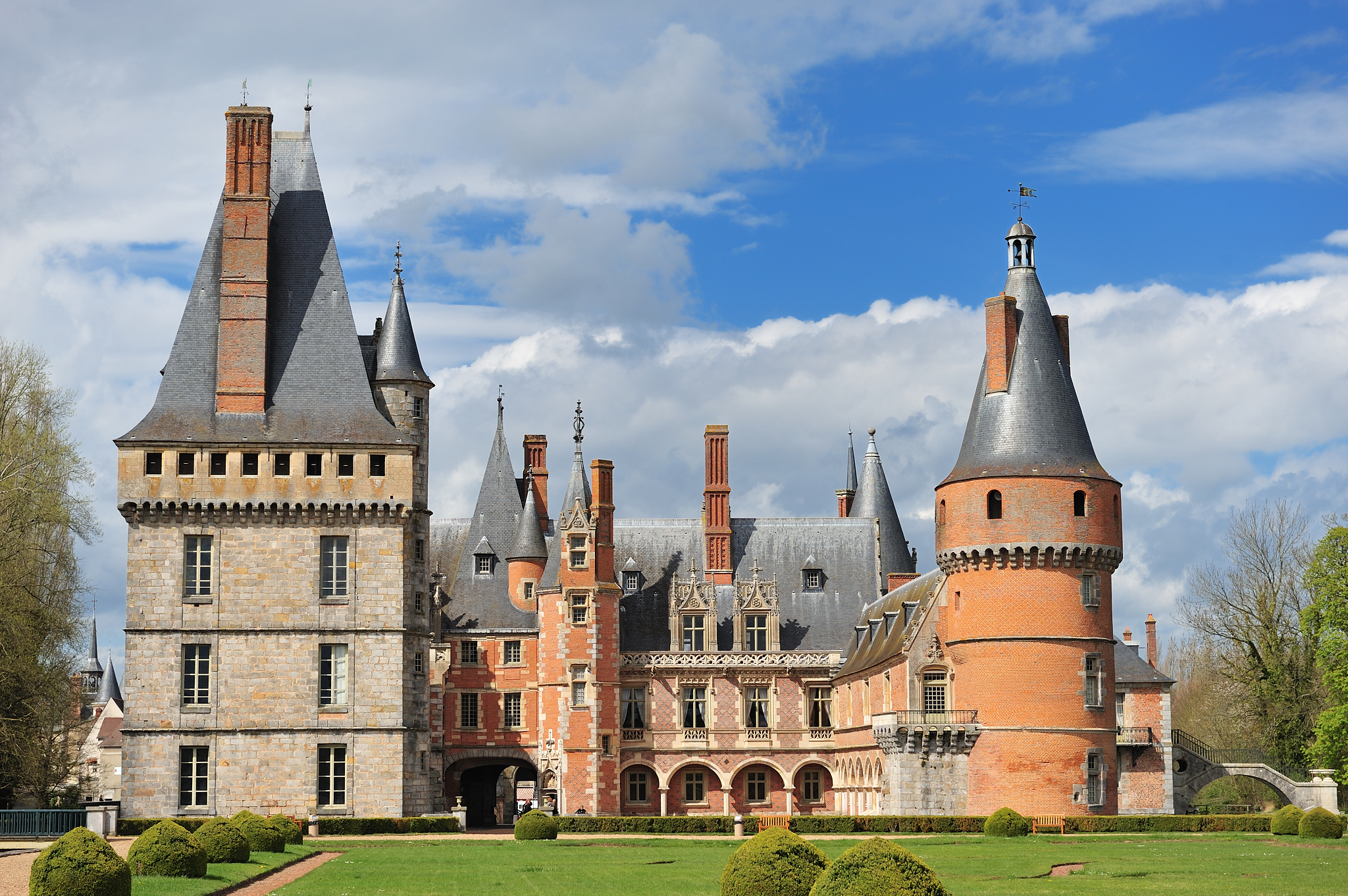
Castell de Maintenon (1505)
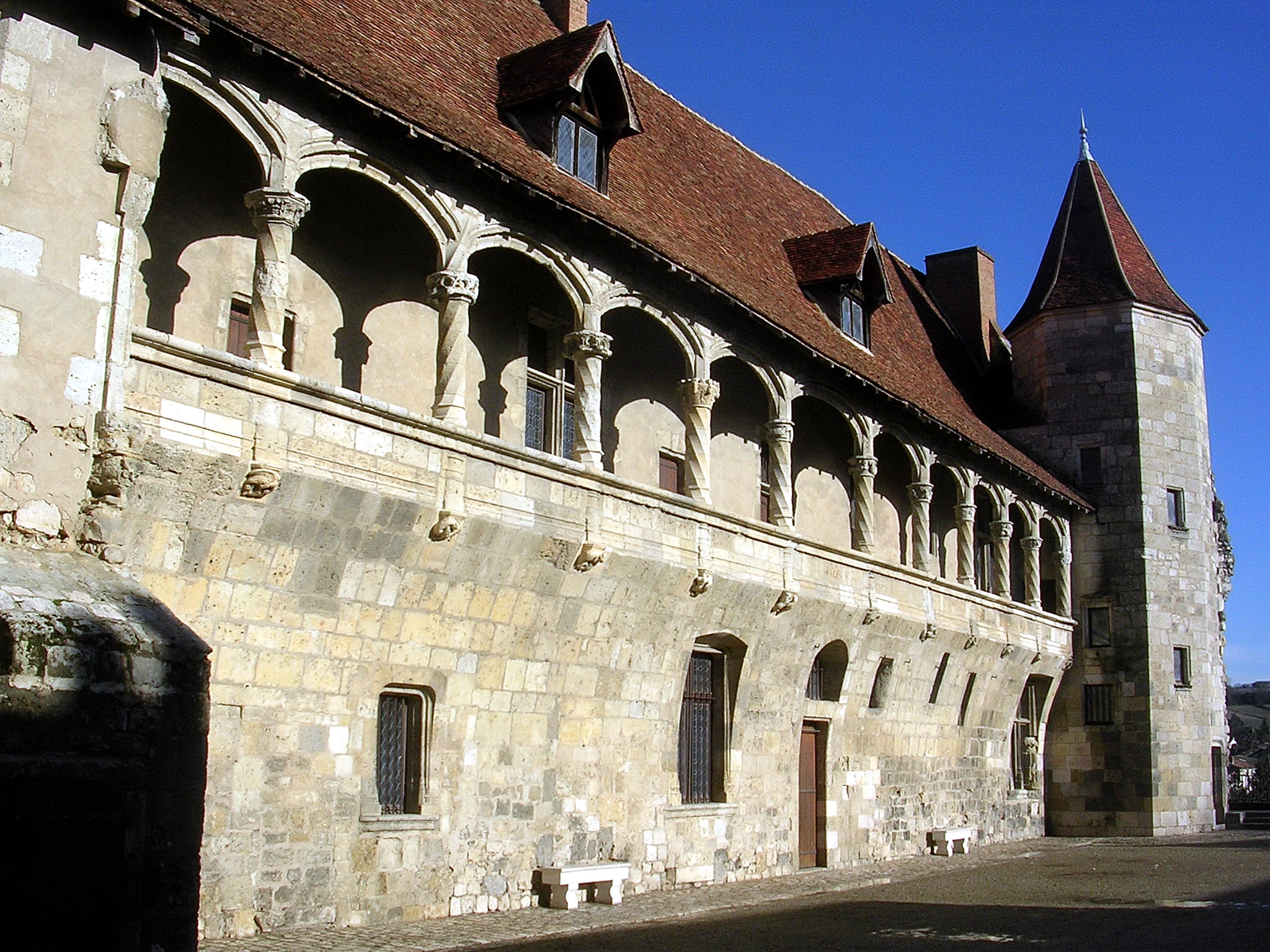
Castell de Nérac (1510-1521)
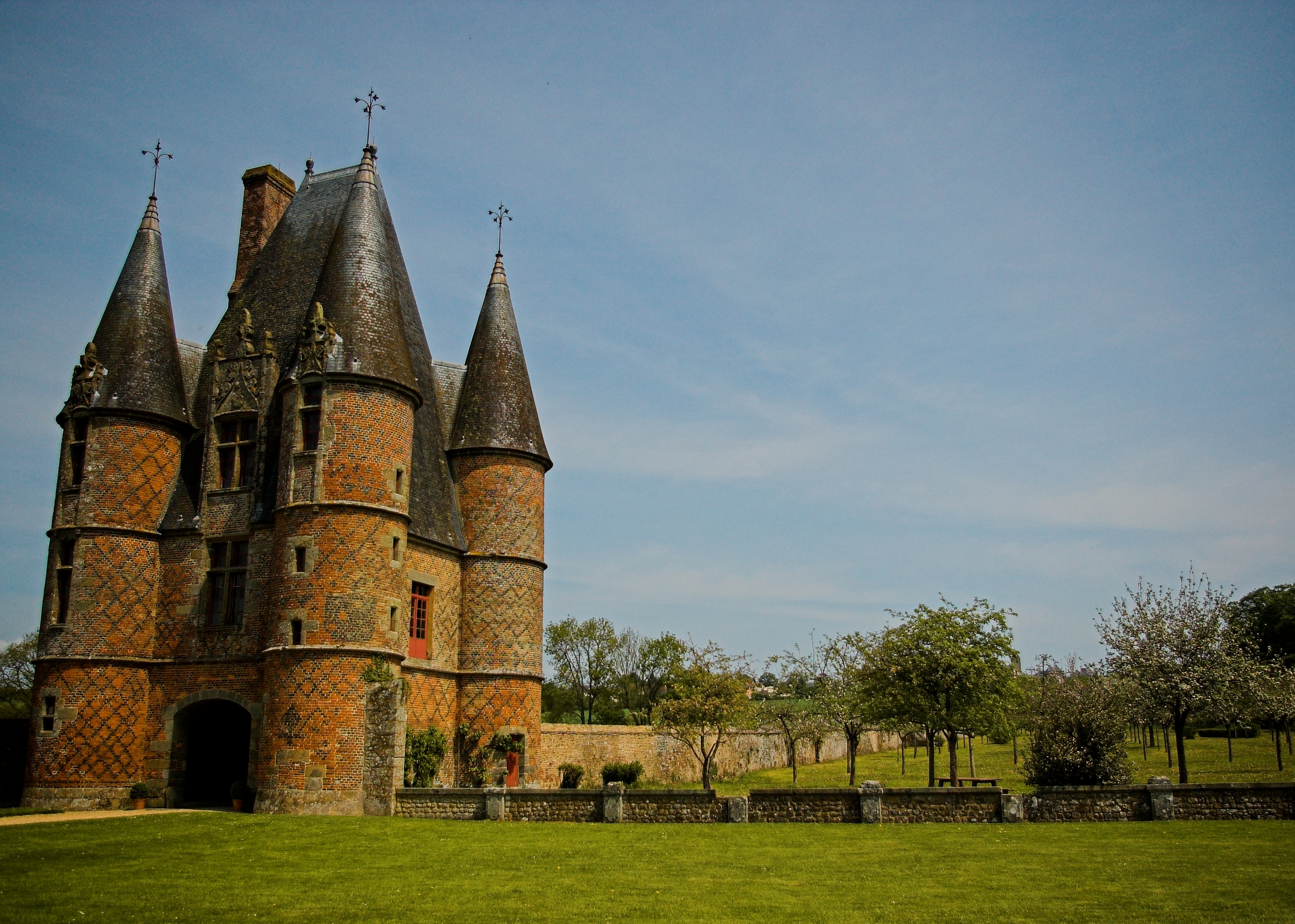
Entrada del castell de Carrouges (1526-1533)

Edificis d'estil Lluís XII amb dominant italiana
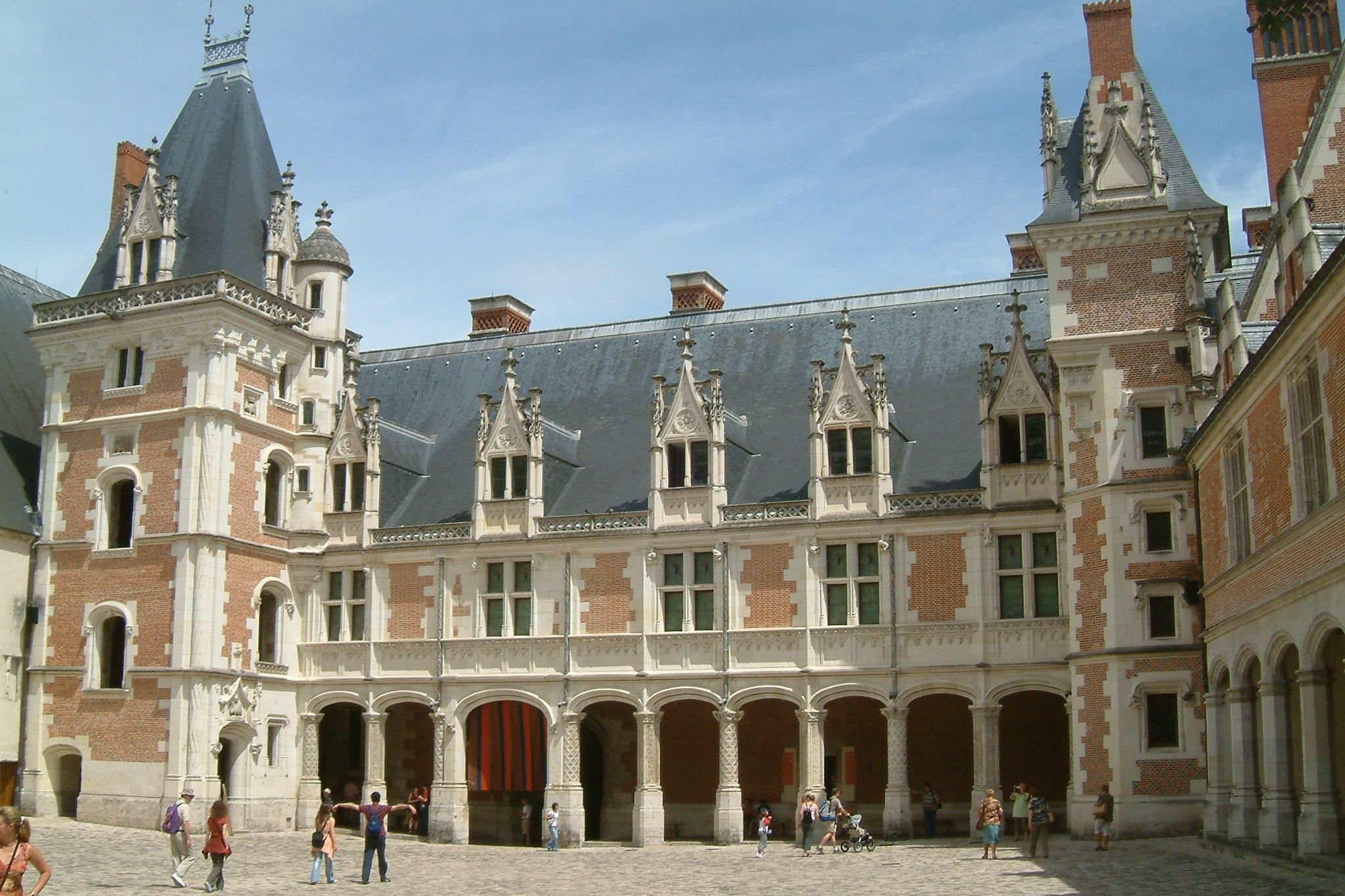
Castell de Blois (1498-1503)
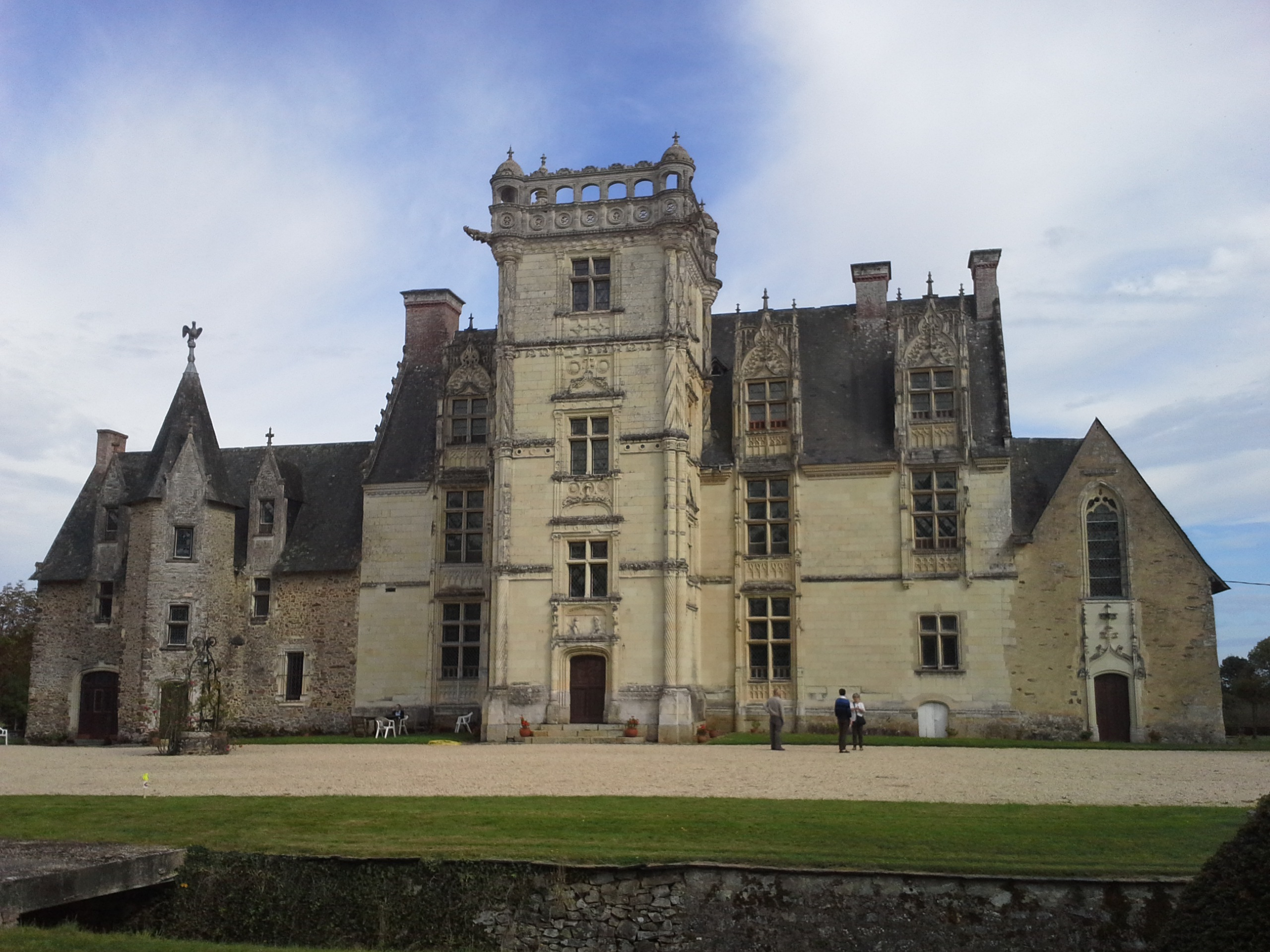
Castell de Saint-Ouen de Chemazé (1505)
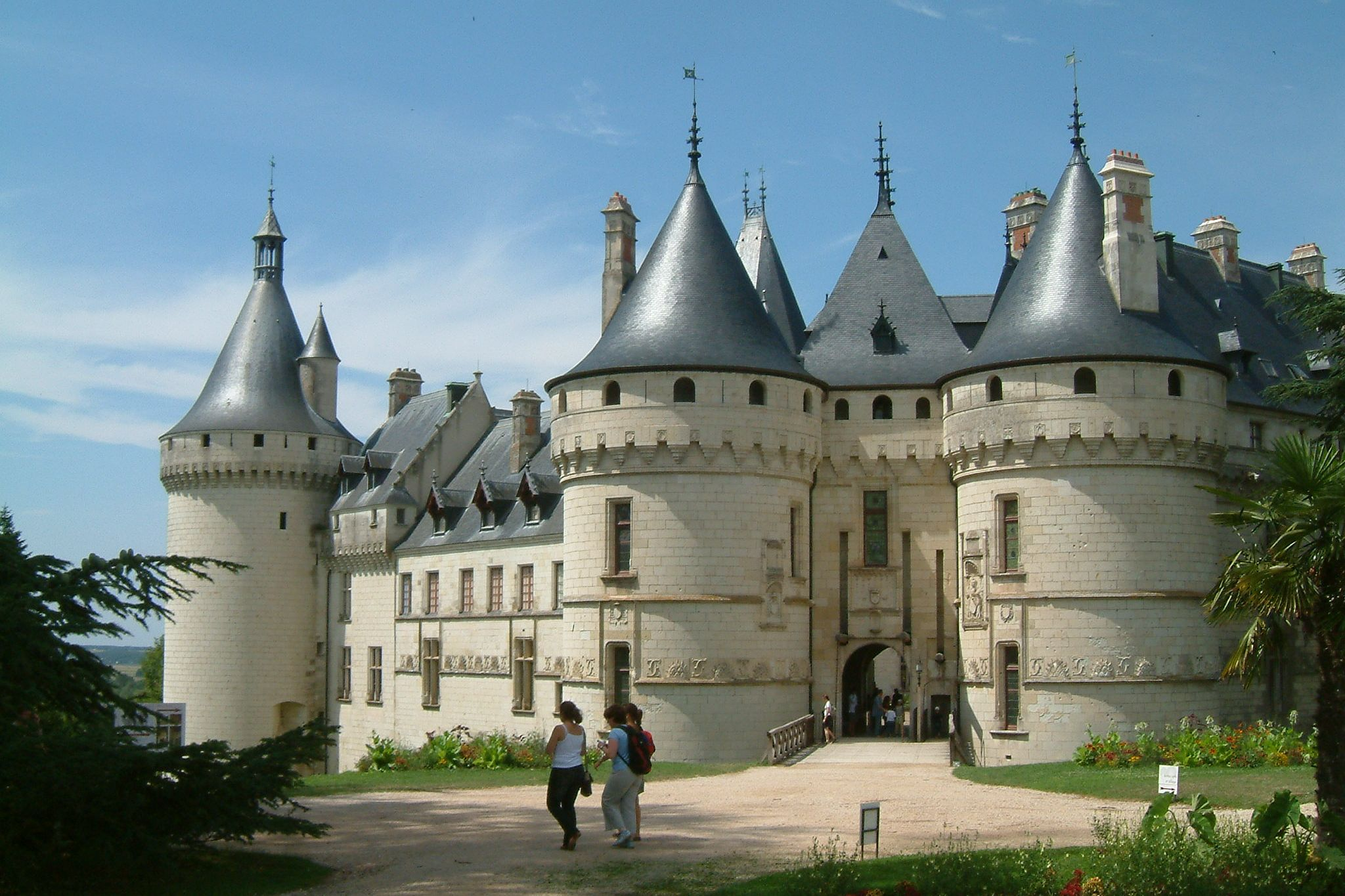
Castell de Chaumont-sur-Loire (1498-1510)
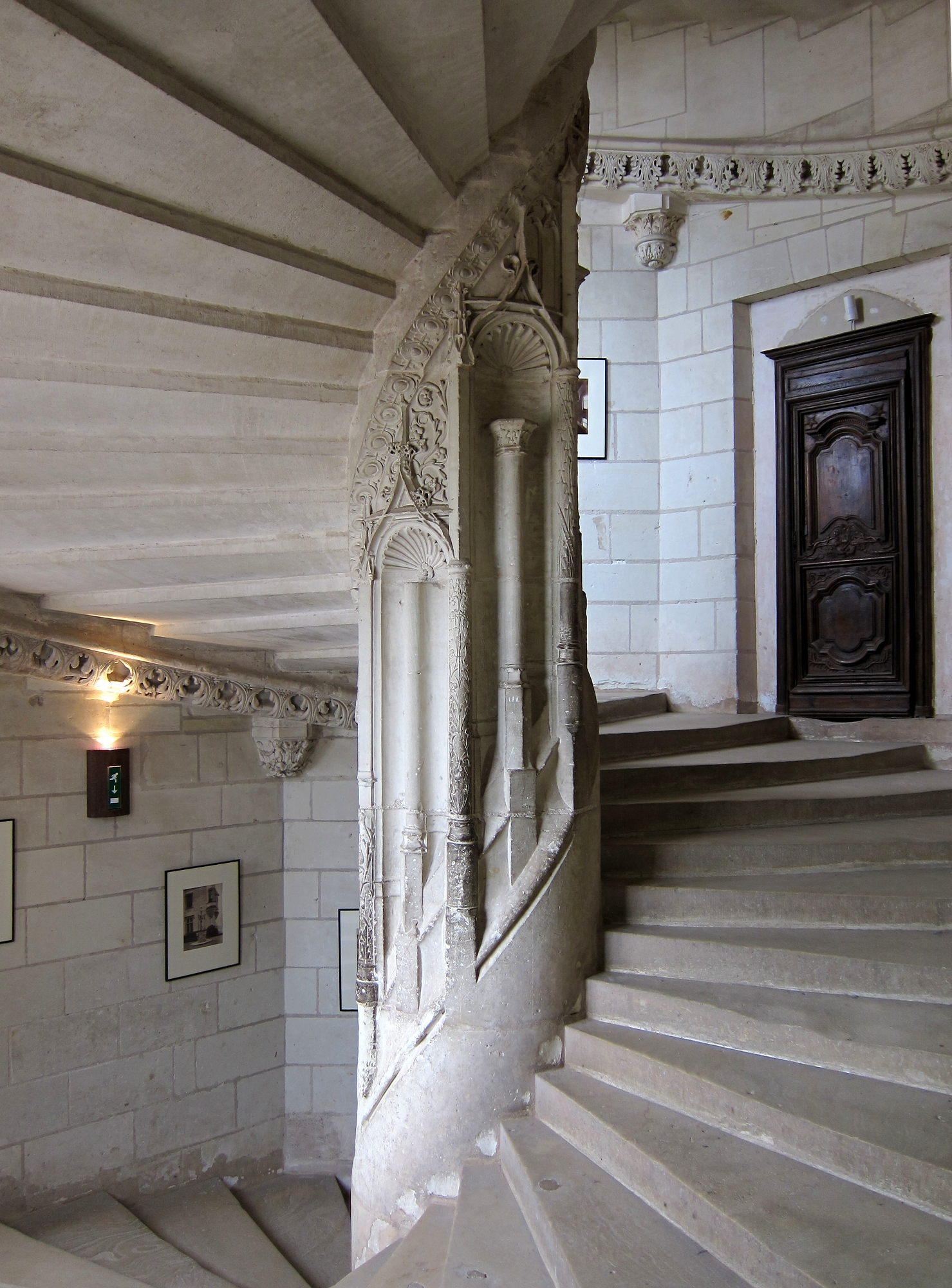
Escala del castell de Chaumont-sur-Loire (1498-1510)
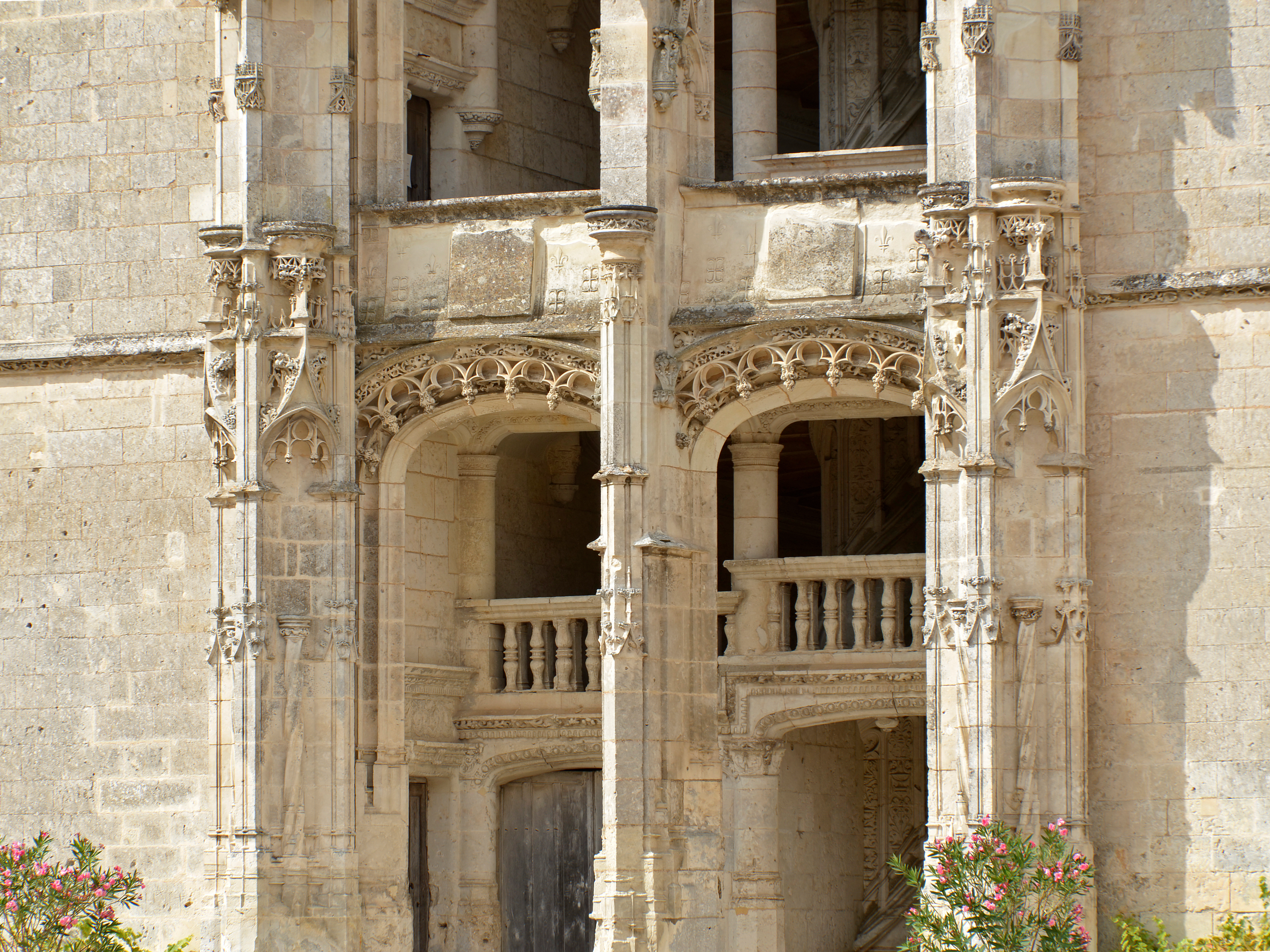
Escala del castell de Châteaudun (1491-1518)
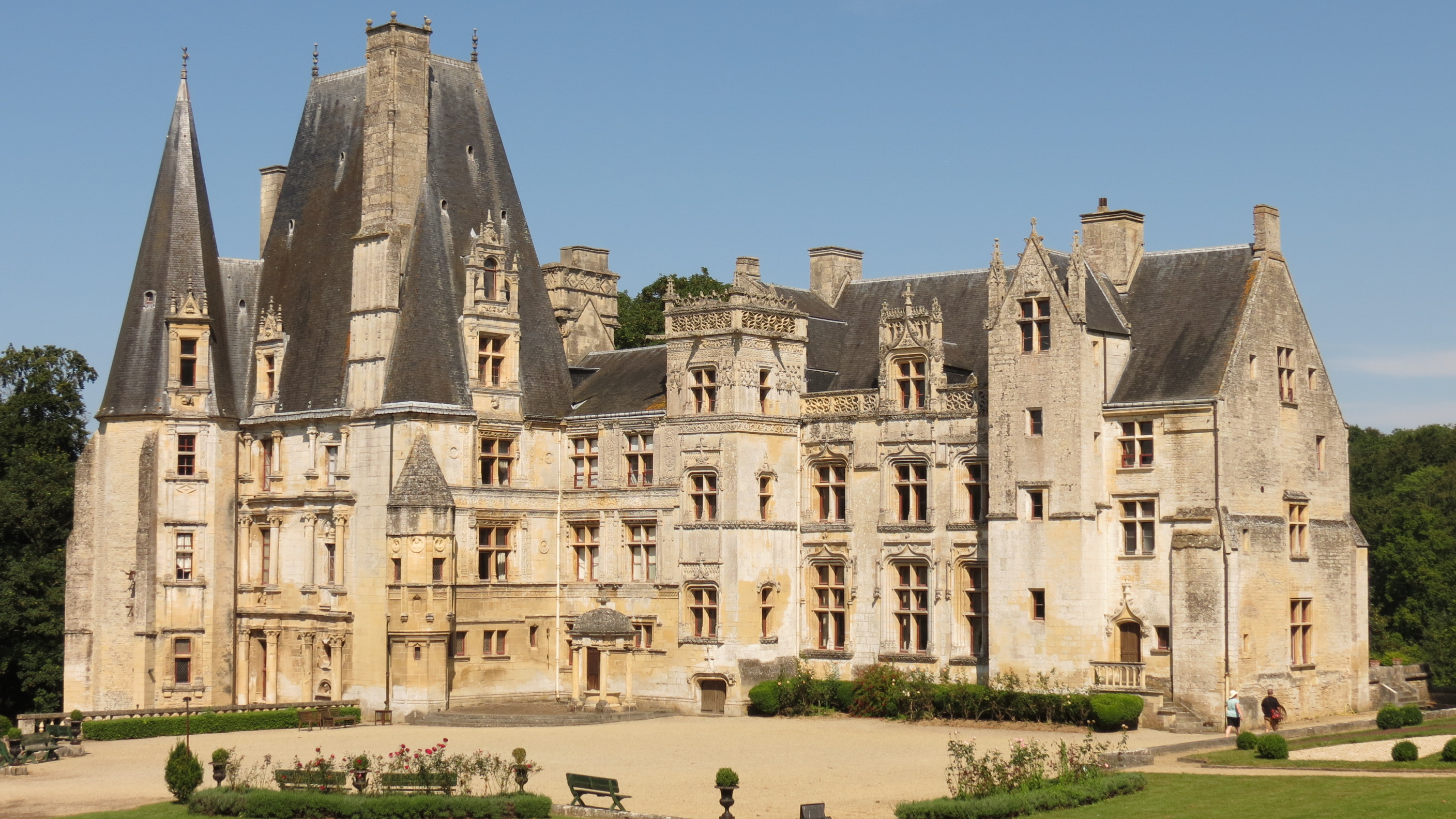
Castell de Fontaine-Henry (ca. 1500)

### Primer Renaixement (1515 a 1530/1540)

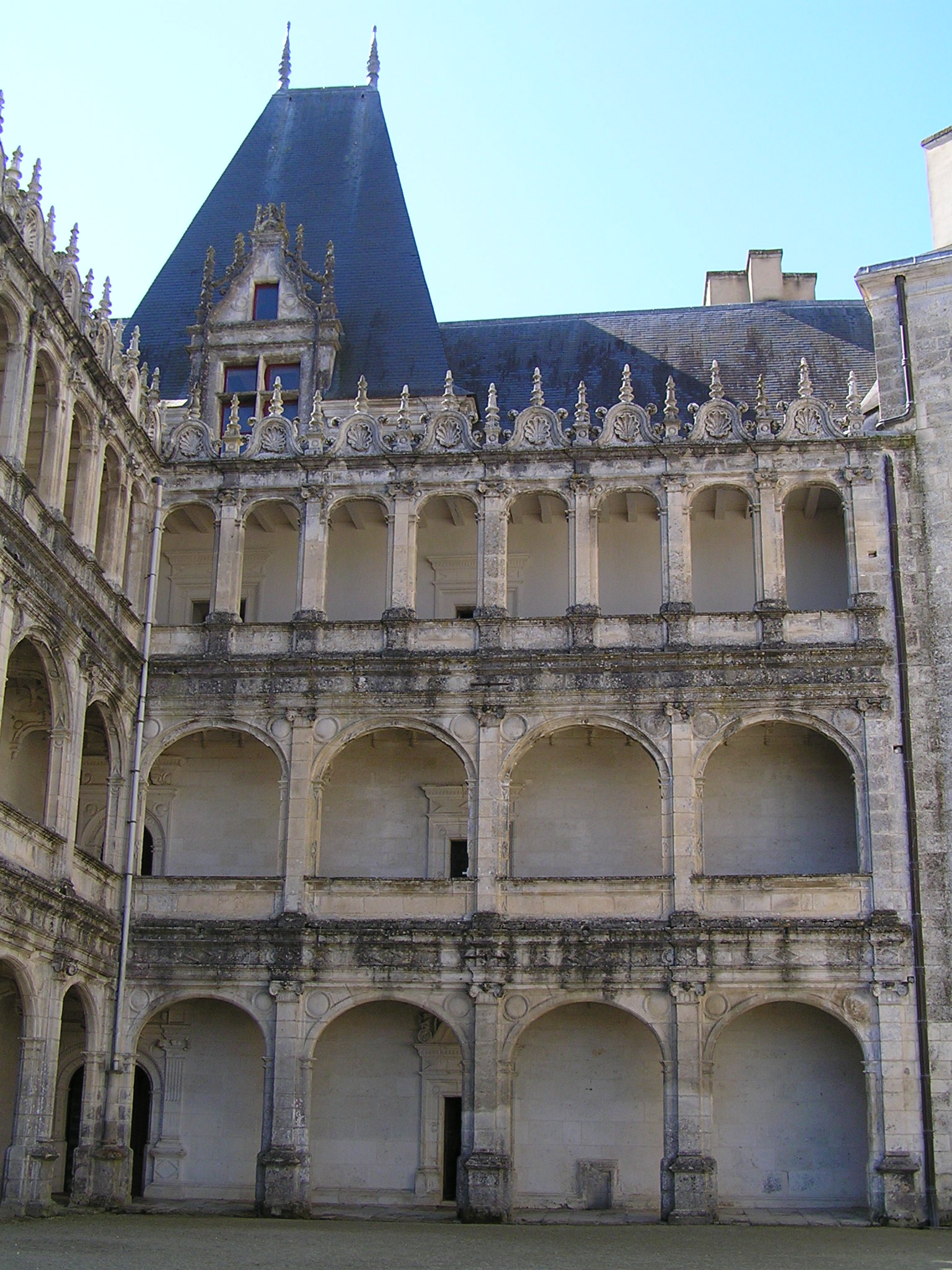
Galeries d'estil de Bramante del castell de La Rochefoucauld (a partir de 1519)

Igual que en el període precedent, la manifestació mes evident del Primer Renaixement a França s'expressa per la construcció de castells residencials, no només a la vall del Loira i a l'Illa de França, sinó en algunes províncies mes al sud com Berry, el Carcí i el Périgord -Castell d'Assier i de Montal- que, després de recuperar-se de les seqüeles de la Guerra dels cent anys, van veure les seves grans famílies endeutar-se durant diverses generacions per modernitzar les edificacions medievals preexistents.
Si des de finals del segle xv, el procés transitori de l'estil Lluís XII va imposar a poc a poc les formes del Primer Renaixement, a partir dels anys 1515/1520, l'arribada d'una nova onada d'artistes italians, més nombrosos que abans, tindrà una gran influència en l'art francès, creant una veritable ruptura: les formes gòtiques, finalment, es dilueixen a poc a poc la dignitat italiana. Aquesta evolució és particularment sensible en la portalada de l'església de Saint-Maurille de Vouziers, on una ornamentació clàssica ve a emmascarar una edificació encara gòtica.
A diferència del període anterior, el principal protagonista ja no va ser l'entorn del rei sinó el propi rei Francesc I, que comportant-se com un monarca humanista es converteix un dels actors primordials d'aquesta evolució estilística, en imposar-se a les arts, com mecenes i guia del seu poble i de la cristiandat, sense renegar per això del seu paper militar. És per això que va atreure els artistes italians per construir els seus castells. Aquests artesans doctes tindran aleshores un gran aura sobre els mestres d'obres franceses: el presumible arquitecte de Chambord, Domenico Bernabei da Cortona (c. 1465/1470 - 1549) hauria estat dit en italià nomenat «Boccador», en el sentit que parlava amb «paraules d'or».
Tanmateix, al llarg de tot el Primer Renaixement francès, la planta dels edificis continuarà sent tradicional i els elements arquitectònics estaran lliurement inspirats en l'art nou arribat de Llombardia. Mai, potser, l'arquitectura francesa haurà mostrat més elegància, lleugeresa i fantasia que durant aquest període artístic. Es desprèn un gust especial dels edificis de la Vall del Loira, on els mestres paletes francesos tradicionalistes i plens d'eloqüència, no n'accepten més que de mal grat la nova arquitectura fent sempre concordar l'edificació amb la forma i adient-se les siluetes atrevides i pintoresques de l'edat mitjana amb la decoració renaixentista italiana.
Per això en la tradició de l'estil Lluís XII es conserven durant tot el període les tradicions nacionals, com ara les sostrades altes -solament el castell de Saint-Germain-en-Fangui va ser cobert amb terrasses-. Encara que els progressos de l'artilleria havien tornat qualsevol dispositiu de defensa inútil -ja fossin torres, matacans emmerletats o també les cortines dels castells-, encara es conservaven per tradició, però estant buidats de contingut per ésser transformats en altres tants elements decoratius. Així, en molts edificis, com en els castells de Chenonceau, de La Rochefoucauld, de Villandry o, com va ser el cas en Azay-le-Rideau -remodelat en el segle XIX-, la permanència del donjon no es justificava més que pel símbol senyorial que representava; la seva funció militar va ser aleshores substituïda per la de prestigi i aparell.
En aquest moviment, les talaies dels castells medievals es converteixen, en Azay-le-Rideau, en]gracioses torretes de cantonada en sortint, mentre que els merlets dels camins de ronda es converteixen en petites finestres, transformant aquest espai en una agradable galeria de circulació. Característiques aparegudes amb l'estil Lluís XII, les finestres de les façanes tenen el seu «chambranle», que es connecten pis a pis, formant una espècie de tram completat en claraboia  treballada. Aquesta quadrícula, que es troba al castell de Blois o al castell de Chambord, dona en els alçats una sensació de regularitat, sovint «fictícia», subratllant les horitzontals i les verticals, mentre que la proliferació de xemeneies i pinacles semblen formar una corona en l'edifici, estant un últim reflex de la màgia medieval.

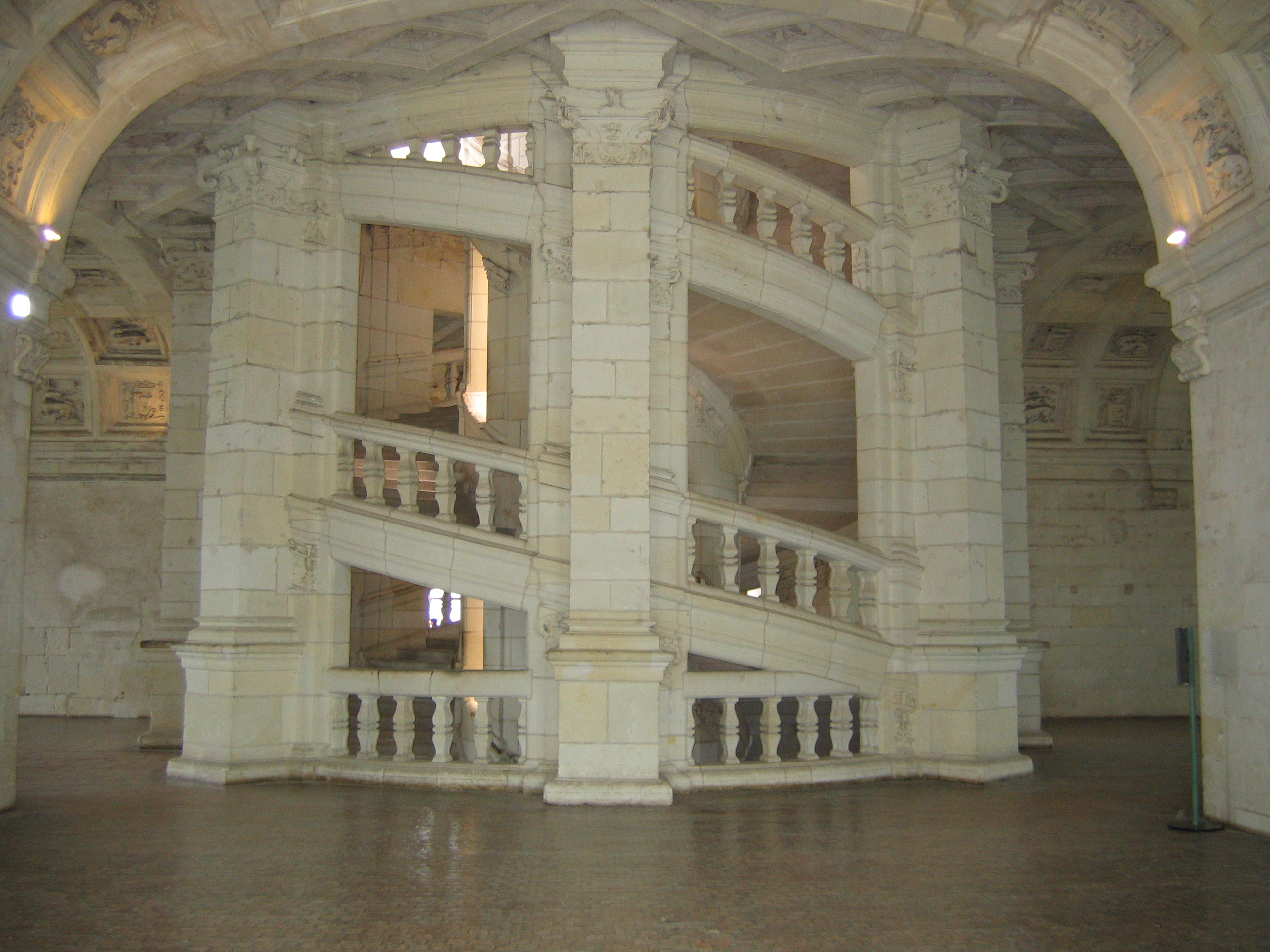
Escala doble del castell de Chambord (1526-1537).

Si l'arquitectura s'obre ara en gran part sobre l'exterior, la riquesa decorativa es reserva per al pati, de forma especial per al motiu central de l'escala. Obsessió per regla general aliena al Renaixement italià, l'escala és considerat aleshores com l'element francès al voltant del qual gira tot el castell: la torre poligonal sobresortint de la fàbrica, conservada en l'ala de Francesc I del castell de Blois, se substitueix gradualment per una escala en rampa sobre rampa, que molt més que una innovació italiana, sembla pertànyer al repertori occidental de França des del segle xv.
Si la façana dels allotjaments del castell de Blois porta una certa modernitat, a través de les seves obertures en filera sobre l'exterior, inspirades pel pati del Mirador del Vaticà, l'ús del model romà de Bramante es veu revisat i sotmès a l'edificació medieval preexistent. Inacabada, aquesta façana no va poder rebre una decoració italianitzant similar al castell de Blois en elpati. No per això roman com menys representativa de les diverses cerques operades durant el Primer Renaixement: mitjançant la substitució dels perfils complets i nets a les arestes agudes de les motllures gòtiques, marca un progrés en la imitació dels models antics.

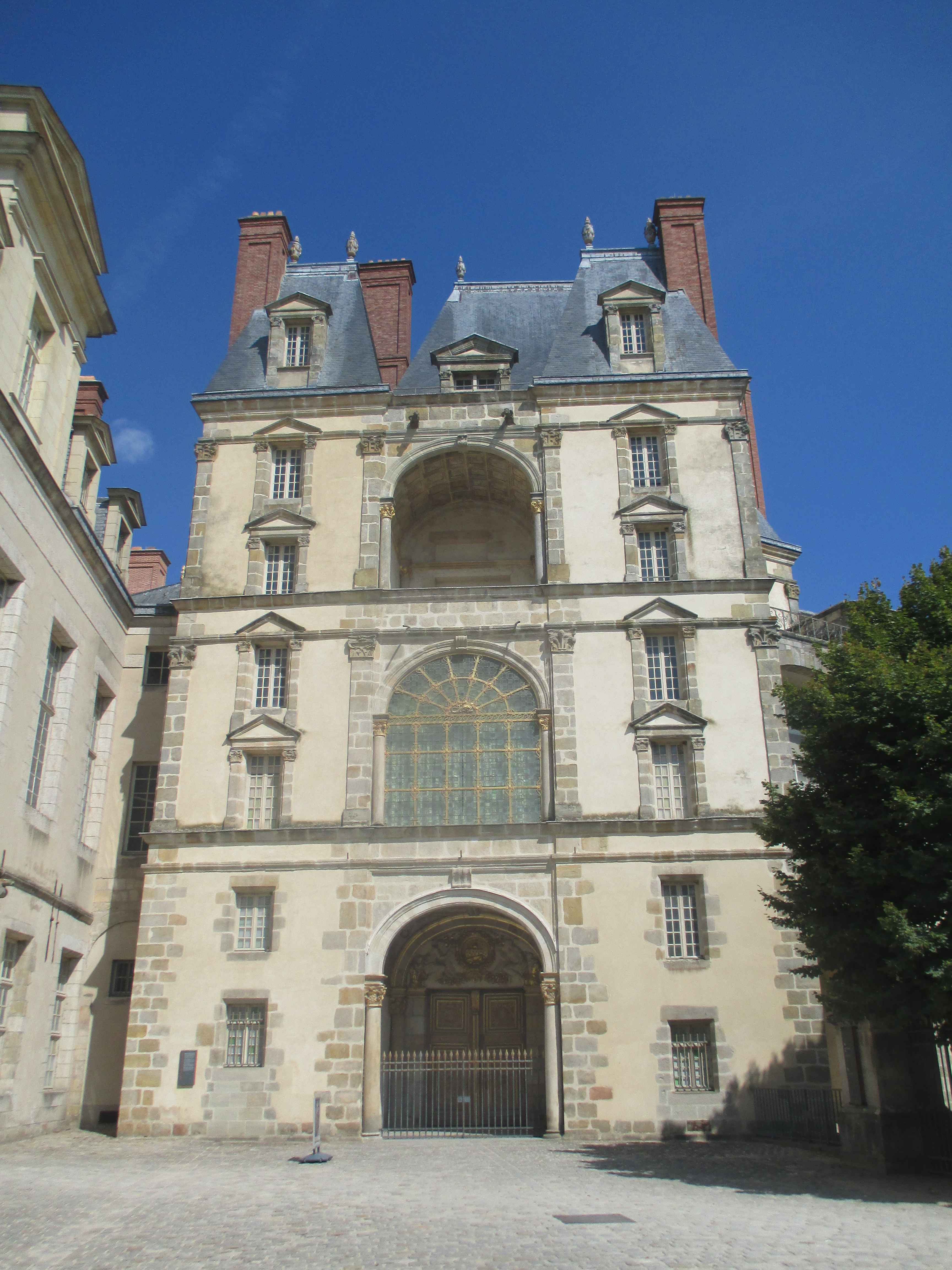
El Pavelló de la Porta Dorada del castell de Fontainebleau (1527-1528).

Aquesta interpretació de les realitzacions de Bramante, també si no respecta en res els ordres antics, es troba en la superposició d'arcades emmarcades per pilastres que adorna els patis del castell de la Rochefoucauld i després al de Chambord. Primera realització Ex nihilo, el castell de Chambord és un lloc de trobada de caceres i celebracions de la cort, concebut com un lloc teatral poc habitat. La presència de Leonardo da Vinci i de Domenico da Cortona (Boccador), planteja preguntes sobre el castell a la francesa en contacte amb el renaixement italià. Mentre que les torres de l'edat mitjana no tenien d'altres temps més que les finestretes dels arquers, una superposició de finestres amb pilastres venen aquí a il·luminar àmpliament l'edifici, mentre que el coronament emmerletat desapareix per primera vegada.
La decoració exuberant es relaciona aleshores especialment amb les teulades de xemeneies, lluernes i torretes, totes adornades amb losanges o amb discs de pissarra, de tabernacles i de pingants tractats al gust de la Itàlia del nord, sempre evocant les incrustacions de marbre negre de la Cartoixa de Pavia, on Francesc I havia estat presoner. Si el desenvolupament d'apartaments simètrics amb destí residencial va ser una novetat, l'organització de la planta continuava sent tradicional, recordant el castell de Vincennes, amb un donjon central envoltat per una muralla on es troba el pati i les dependències comunes.3 El projecte inicial de 1519, es va veure tanmateix modificat des de 1526 per transferir l'apartament del rei en una ala lateral: estant el donjon centrat incompatible amb el nou ritual de la cort que requeria un apartament reial en filera. Com a la Vil·la Mèdici, cada nivell té ara els seus apartaments repartits al voltant d'un eix central per l'escala doble, pensada en col·laboració amb Leonardo da Vinci. Tanmateix els treballs es van alentir: després de la derrota de Pavía, Francesc I es va veure obligat a tornar a París.
Al seu retorn de la captivitat, el 1527, encara que el patrocini de l'entorn reial va continuar sent important, el rei no va ser menys el protagonista dels desenvolupaments estilístics del seu país, pels canvis que va aportar a tota una sèrie de castells prop de la capital a Villers-cotterêt i La Muette. Mentre que a l'Illa de França estaven sorgint noves innovacions, la vall del Loira es va convertir en el conservatori del Primer Renaixement.

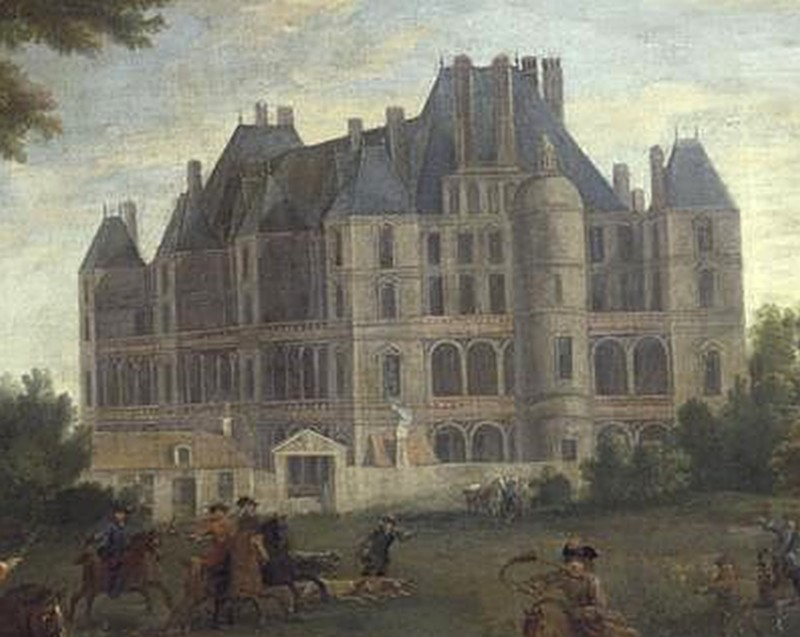
Castell de Madrid a París (1528-1540), avui desaparegut.

El castell de Madrid, ara destruït, reflecteix aquesta evolució: el Palau dels Vargas de la Casa de Campo, residència d'un gran financer espanyol localitzada enfront allà on va ser la presó de Francesc I a Madrid, va inspirar la realització d'aquest palau sense fossat la planta recollida la qual s'oposa a la tradició francesa. Realitzats com una nova residència de festes, els apartaments simètrics s'organitzen prop d'un saló de ball central, mentre que dos pisos de lògies formen la torre de l'edifici, presentant una decoració inèdita de pisa esmaltada feta per Della Robbia. L'alçada del castell estava marcada pels pavellons avançats, substituint aquí les torres encara totes medievals de Chambord, el ritme nou de les quals s'obtenia per la separació de les golfes. L'ús d'una planta geomètrica i la presència de lògies, anunciant el Palau Farnese, són un reflex distant de Poggio Reale de Nàpols i de la Vil·la Mèdici.

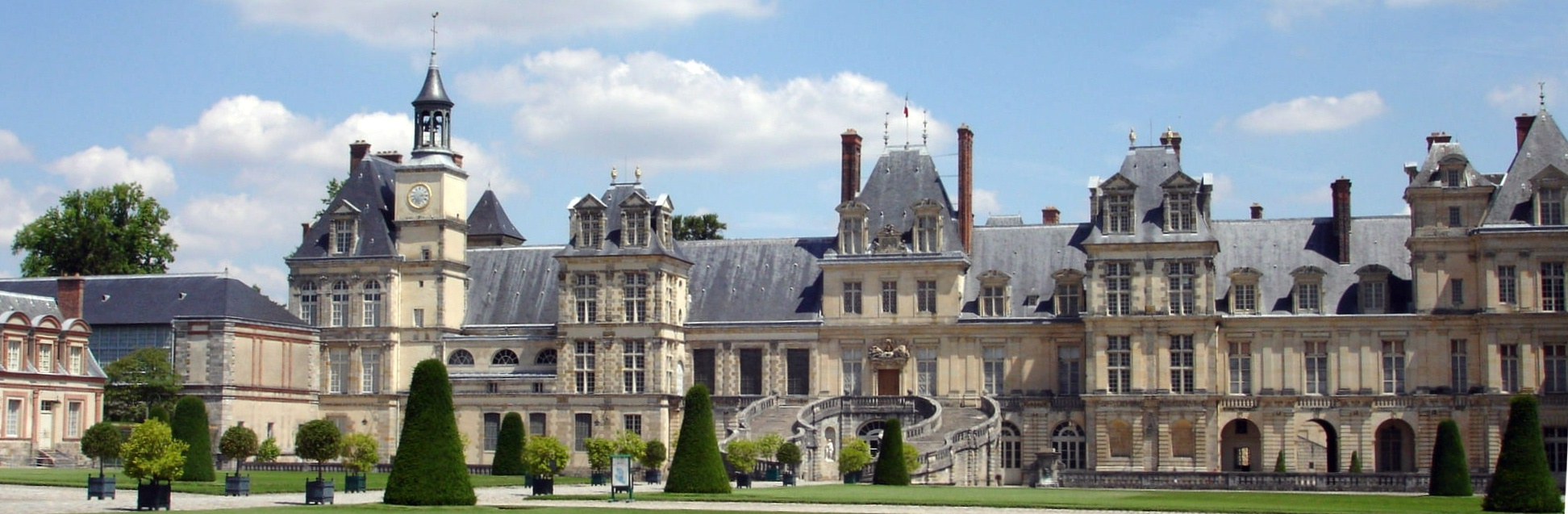
L'ala de l'escala del «cavall de ferro» del castell de Fontainebleau (1542-1545), marca l'adveniment del Segon Renaixement.

Tot seguit, es va produir un esdeveniment de summa importància en el castell de Fontainebleau, convertit entre 1530 i 1540 en la residència principal del sobirà. Encara que existeix un gran contrast entre la qualitat mitjana de l'arquitectura i l'esplendor de la decoració interior, les realitzacions dirigides per Gilles le Breton, marquen un canvi profund que remarca el final del període. Encara que es conserva el donjon del segle xii, el pati oval corresponent a l'antiga fortalesa medieval, es va veure adornat per Rosso i per Serlio amb un pòrtic que s'obre sobre una escala de volada doble. El «pavelló de la porta daurada», construïda per a l'ocasió, reprèn les disposicions observades des de 1509 en el castell de Gaillon. Però contràriament al que s'observa a la Vall del Loira, s'escull en endavant una arquitectura austera a base de pedra de maçoneria i pedres recobertes. Si la superposició de pilastres de les façanes, no respecta en no res els ordres antics, la superposició de les lògies, l'escansió dels nivells per frontons triangulars i la retallada de teulades en pavellons rectangulars causen un gran efecte clàssic, transformant aquesta arquitectura, en una entrada triomfal, com en el Castel Nuovo de Nàpols. Però abans de què que es completessin els edificis del nou castell, Francesc I va fer arribar un grup gran d'artistes d'Itàlia per embellir el palau. Crea així segons els seus desigs, una sort de «nova Roma», que s'anomenarà l'Escola de Fontainebleau, amb un cercle intel·lectual i artístic influent. Fins a la seva mort el 1540, Rosso representa el paper principal en què el succeeix Francesco Primaticcio: la decoració de la galeria Francesc I, un vast complex dedicat a l'exaltació de la monarquia francesa és la més bella expressió. Als anys següents, l'adquisició de la propera abadia dels trinitaris, va permetre sortir del cor medieval del castell i crear una obra moderna ex nihilo a al voltant d'un imponent pati d'honor. Inspirat en la Vil·la Mèdici, la unió amb l'antic castell es va fer a través d'una nova ala porticada, el que va permetre la realització de la Galeria Francesc I, superposada en luxosos apartaments amb bany. Pel que fa al cos central amb pavellons quadrats de la nova ala del palau, es va inspirar en el castell de Bury, anotant, per la seva planta rectilínia i les seves claraboies amb depurats frontons triangulars, l'evolució classicista que va marcar el Segon Renaixement.

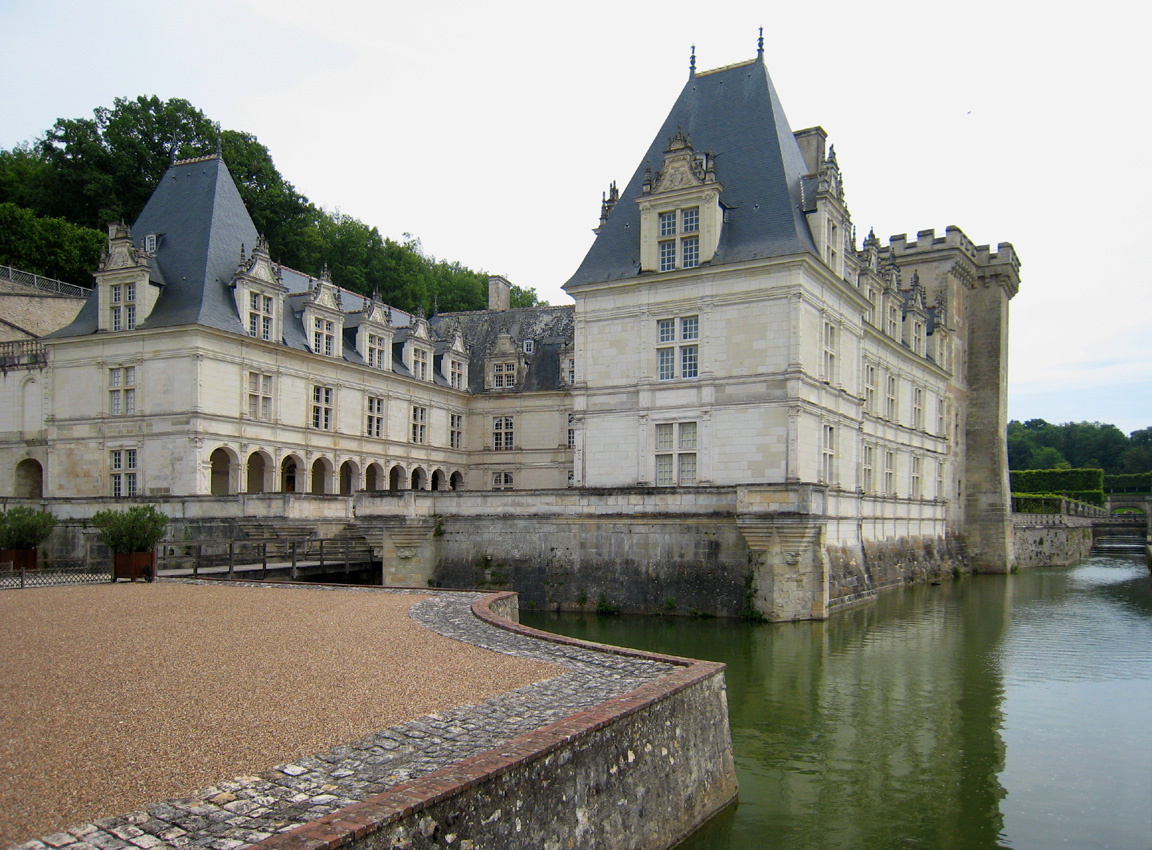
El castell de Villandry (ca. 1536) marca el adveniment del Segon Renaixement.

Últim dels grans castells que es van construir en les ribes del Loira en el segle xvi, el castell de Villandry, aporta un toc final a la recerca del Primer Renaixement. Des de la seva arribada el 1532, Jean le Breton, ministre de finances de Francesc I, explota a Villandry la seva excepcional experiència arquitectònica adquirida en nombroses obres, entre elles en la del castell de Chambord on va supervisar i va dirigir durant molts anys en nom la Corona. Mentre s'aplanava l'antiga fortalesa feudal, es va conservar el donjon, testimoni simbòlic del tractat de 4 de juliol de 1189, nomenat «Paix de Colombiers», de Villandry a l'edat mitjana, pel que el rei d'Anglaterra Enric II, es va presentar davant el rei de França Philippe Auguste per reconèixer la derrota. Completat al voltant de 1536, aquest nou edifici presentava una disposició moderna per la regularitat de la seva planta quadrangular i el seu pati interior que s'obre sobre les perspectives de la vall en què flueixen el Cher i el Loira. Tan pròxim i quasi contemporani del castell d'Azay-le-Rideau, les "fantasies" italianitzants i els records medievals -com ara torretes, pinacles i matacans- decoratius desapareixen aquí per complet a favor d'un estil més senzill, sols francès, el classicisme del qual i la forma de les cobertes prefiguren els assoliments d'Ancy-le-Franc i del castell d'Écouen. Si l'originalitat de Villandry es troba en una concepció arquitectònica d'avantguarda que anuncia el Segon Renaixement, l'ús que es va fer del lloc per construir en ell en plena harmonia amb la natura i la pedra, de jardins de destacable bellesa, de fet, una de les expressions més reeixides del Primer Renaixement francès.

Castell de Chambord (1519-1559).
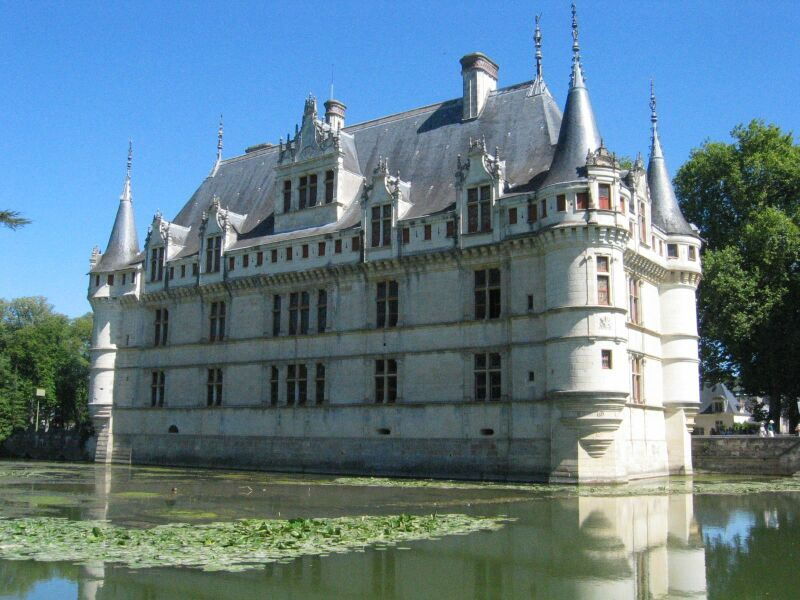
Castell d'Azay-le-Rideau (1518-1523).
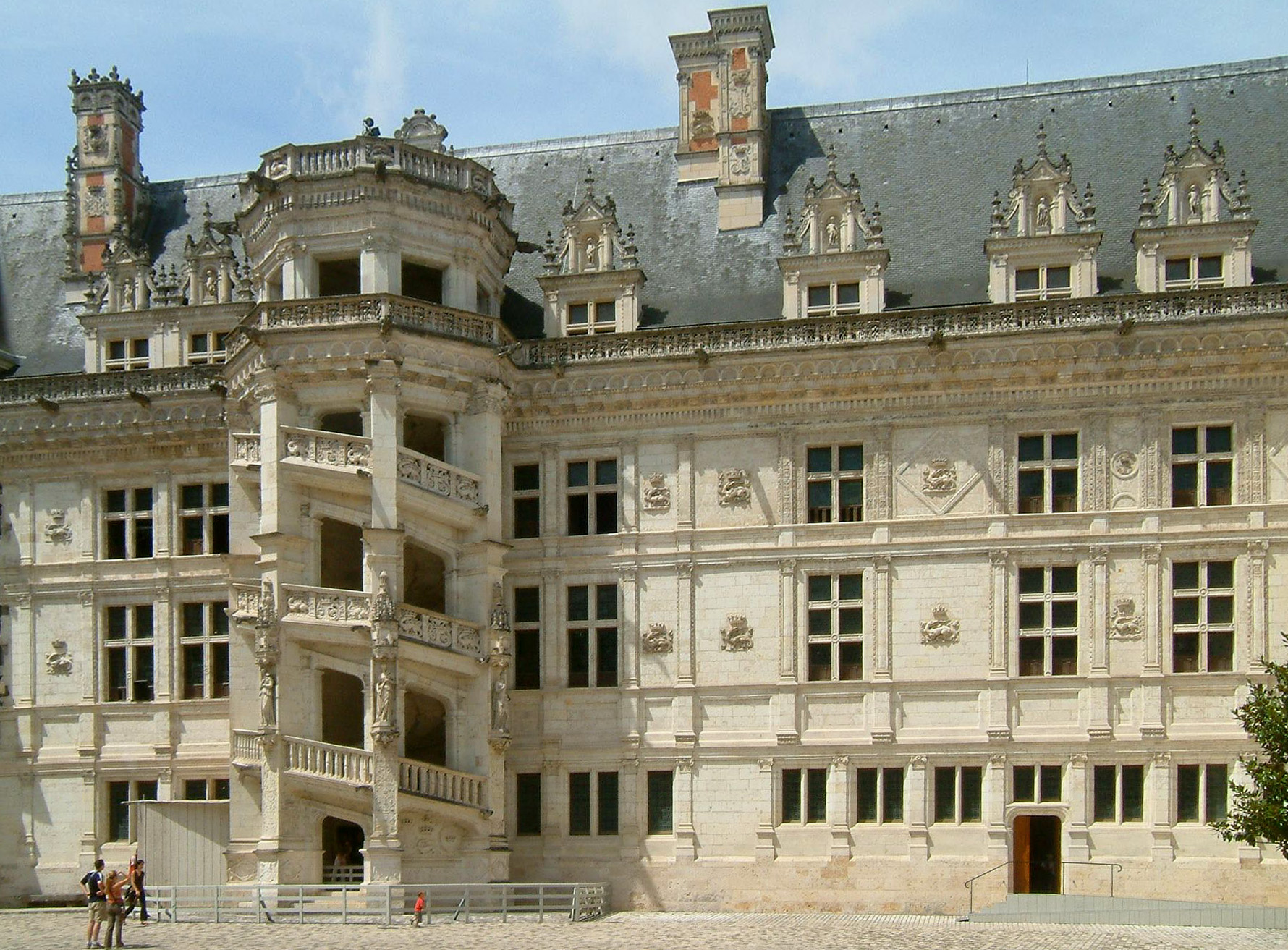
L'«ala de Francesc I» del castell de Blois (1514-1527).
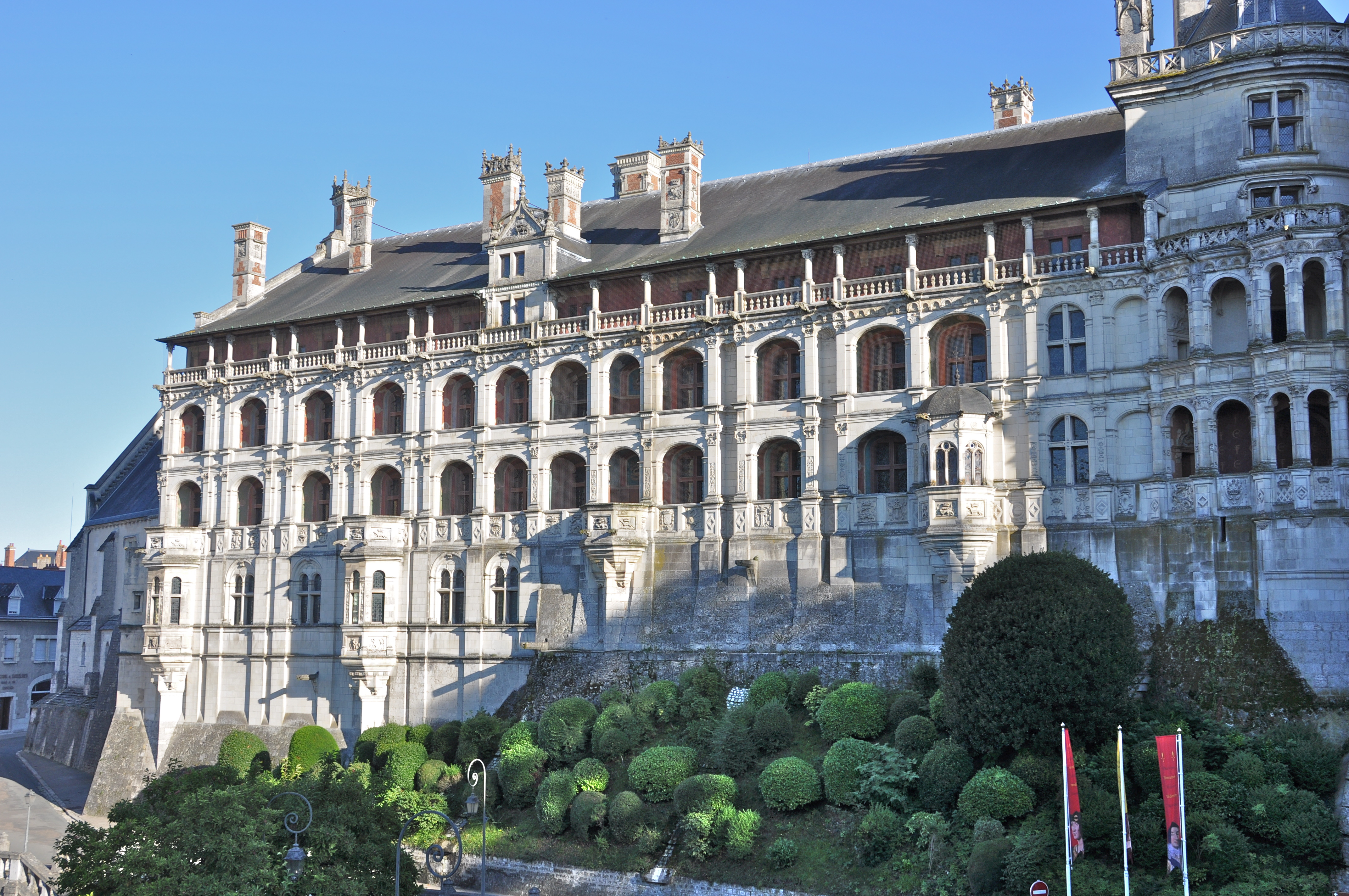
La façana dels apartaments del castell de Blois.
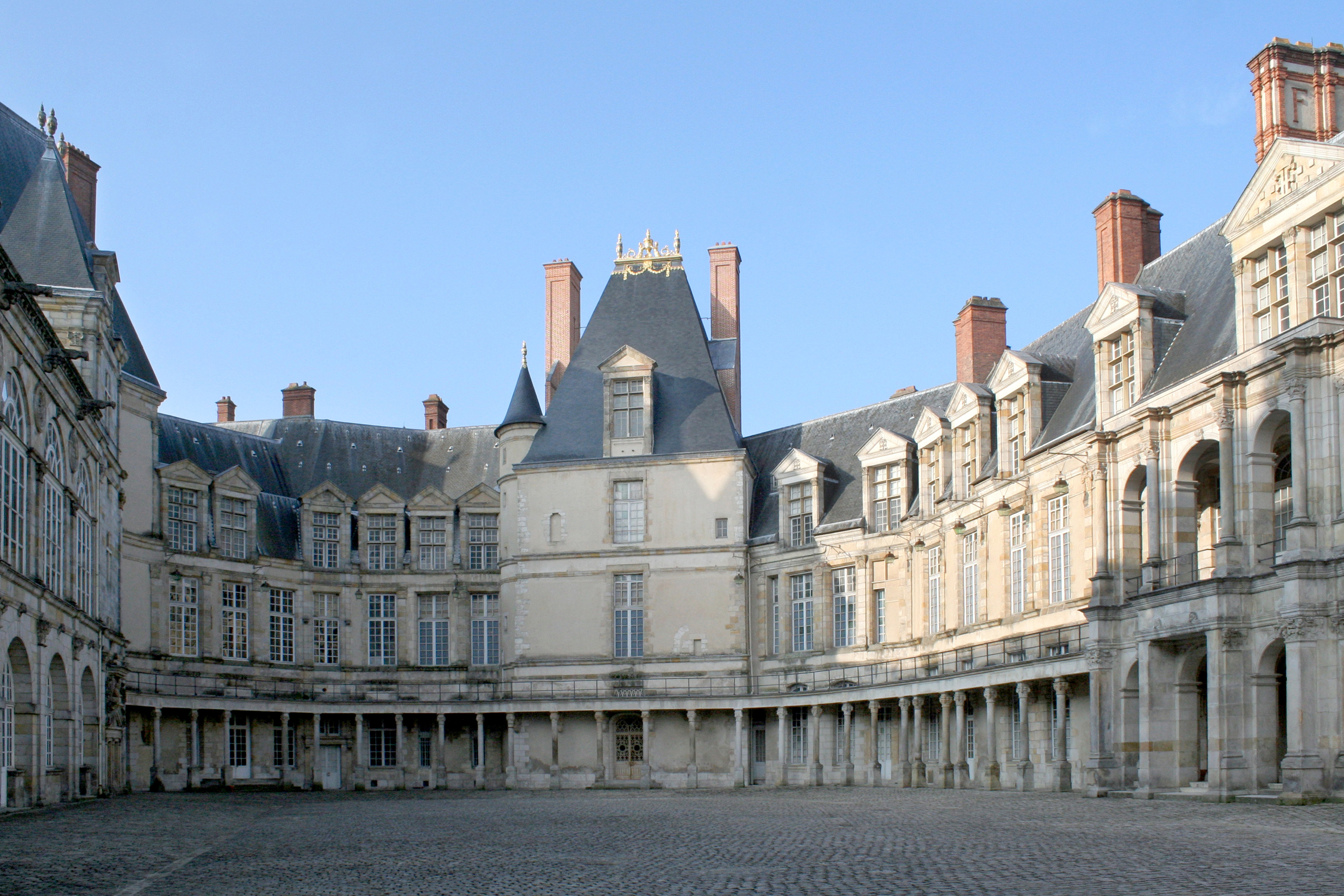
Pati oval del Castell de Fontainebleau (1527).

### Alt Renaixement

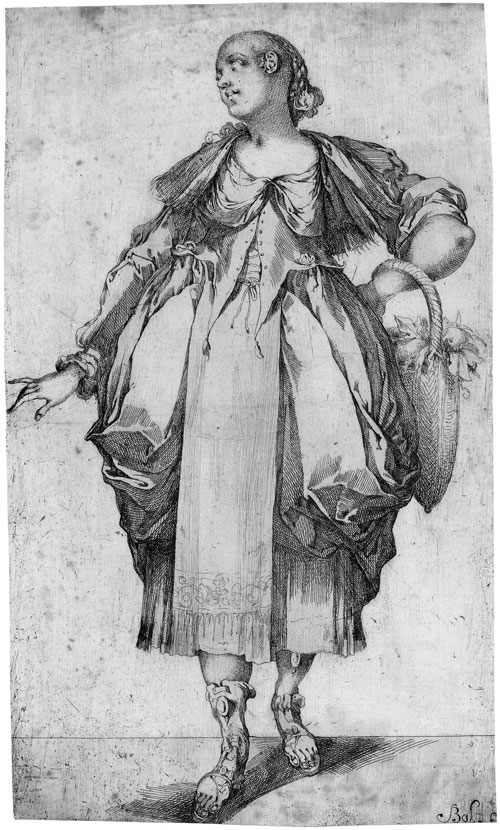
Jardinera amb cistella, gravat de Jacques Bellange, 1612.

L'art del període comprès entre el regnat de Francesc I i el d'Enric IV va estar fortament influït pel Cinquecento italià, ja en la seva fase manierista, associat a pintors com a Michelangelo o Parmigianino. El Manierisme desplega una retòrica visual caracteritzada per figures allargades i elegants, estant la pintura d'història considerat el gènere més important en la jerarquia de gèneres. Destaquen els pintors Jean Clouet i el seu fill François Clouet i els italians Rosso Fiorentino, Francesco Primaticcio i Niccolò dell'Abbate -la denominada Escola de Fontainebleau de 1531-. Leonardo da Vinci va viure a França els seus últims anys (1516-1519) sota el patrocini de Francesc I, però llevat de les obres que va portar a sobre, no va realitzar cap encàrrec per al monarca. En arquitectura destaca la presència (entre 1496-1508) de Giovanni Giocondo qui, reclamat per Carles VIII, va condicionar i va rehabilitar diferents construccions (Pont Nôtre-Dame); així com la de Sebastiano Serlio, tant per les seves construccions com pel seu tractat Els set llibres de l'arquitectura (1537-1551), que condicionarà als arquitectes francesos de major importància, com Philibert de l'Orme i Pierre Lescot.
En escultura, Benvenuto Cellini (Saler de Francesc I de França, 1539-1543) deixarà una influència classicista que es va mantenir fins al segle xvii. Entre els escultors locals van destacar Jean Goujon i Germain Pilon.
A la vegada que es treballava en els castells del Loira, a París l'antiga fortalesa del Louvre es va reconstruir com un palau urbà sota la direcció de Pierre Lescot. A l'oest del Louvre, Caterina de Mèdici es va fer construir el Palau de les Teuleries amb extensos jardins i una gruta.
Les guerres de religió van eclipsar la producció artística, però van fomentar la reflexió intel·lectual i la propaganda religiosa i política.

### Baix Renaixement
L'ascensió al tron d'Enric IV va portar un període d'intens desenvolupament urbà a París, que va incloure la construcció del Pont Neuf, la Place Dauphine 19 el Palais des Vosges o Palais Royal i parts del Palau del Louvre. El mateix rei va reunir els artistes de la denominada Segona Escola de Fontainebleau: Toussaint Dubreuil, Martin Fréminet i Ambroise Dubois. Maria de Mèdici, la seva segona esposa i regent de França a la seva mort, va trucar a Rubens, que va pintar obres de gran format per al Palau de Luxemburg. Un altre pintor flamenc que va treballar per la seva cort va ser Frans Pourbus el Vell.
En la cort dels ducs de Lorena -en aquell temps fora del regne de França- es va desenvolupar un Manierisme tardà molt diferenciat: artistes com a Jacques Bellange, Claude Deruet i Jacques Callot, excel·lents gravadors, amb un lleuger contacte amb els artistes francesos del període, es van caracteritzar per un estil intens i extrem, sovint eròtic, incloent escenes nocturnes i imatges de malsons.

### El Segon Renaixement: el Classicisme (1540 a 1559/1564)

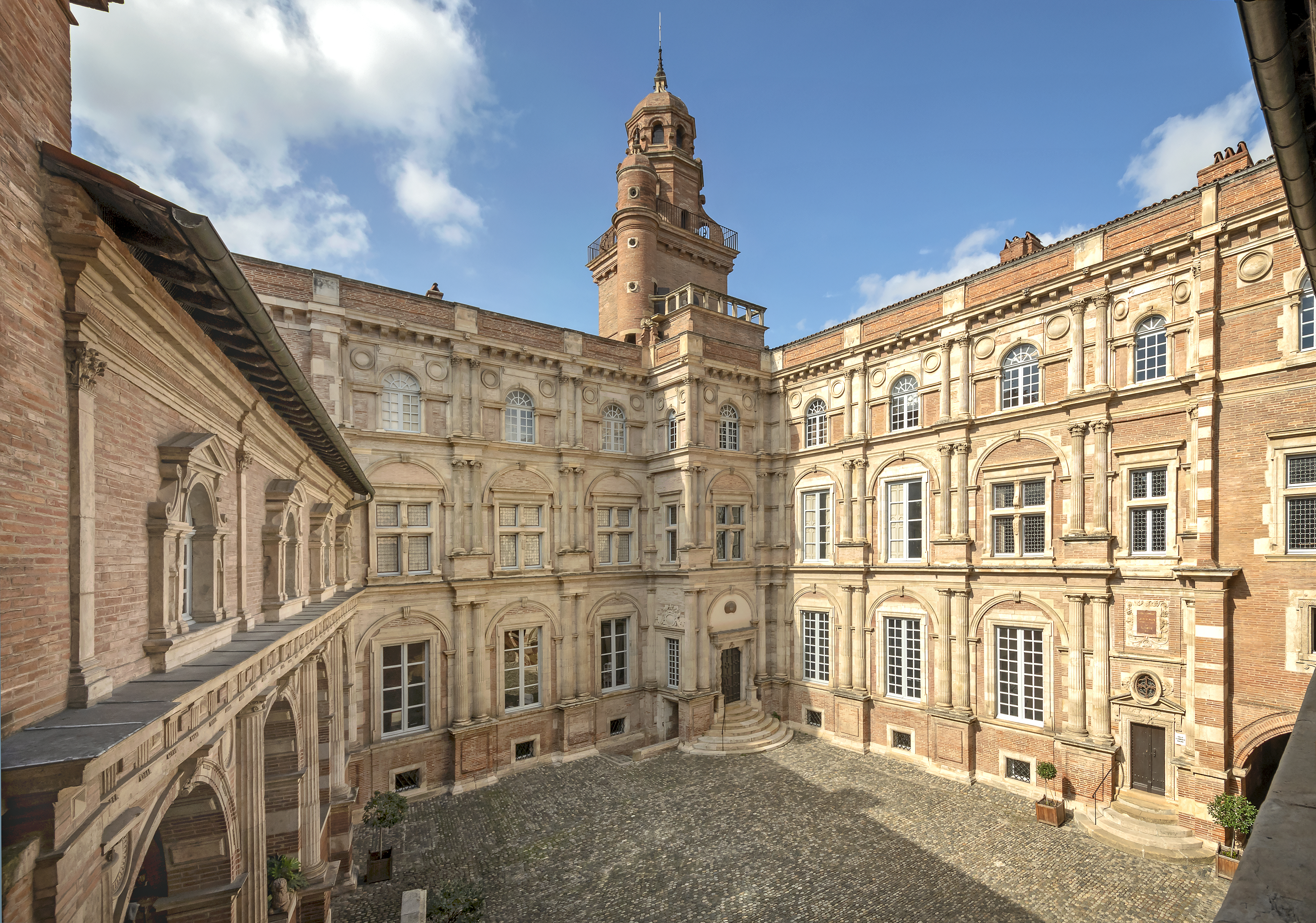
Hôtel d'Assézat a Tolosa de Llenguadoc (1560)
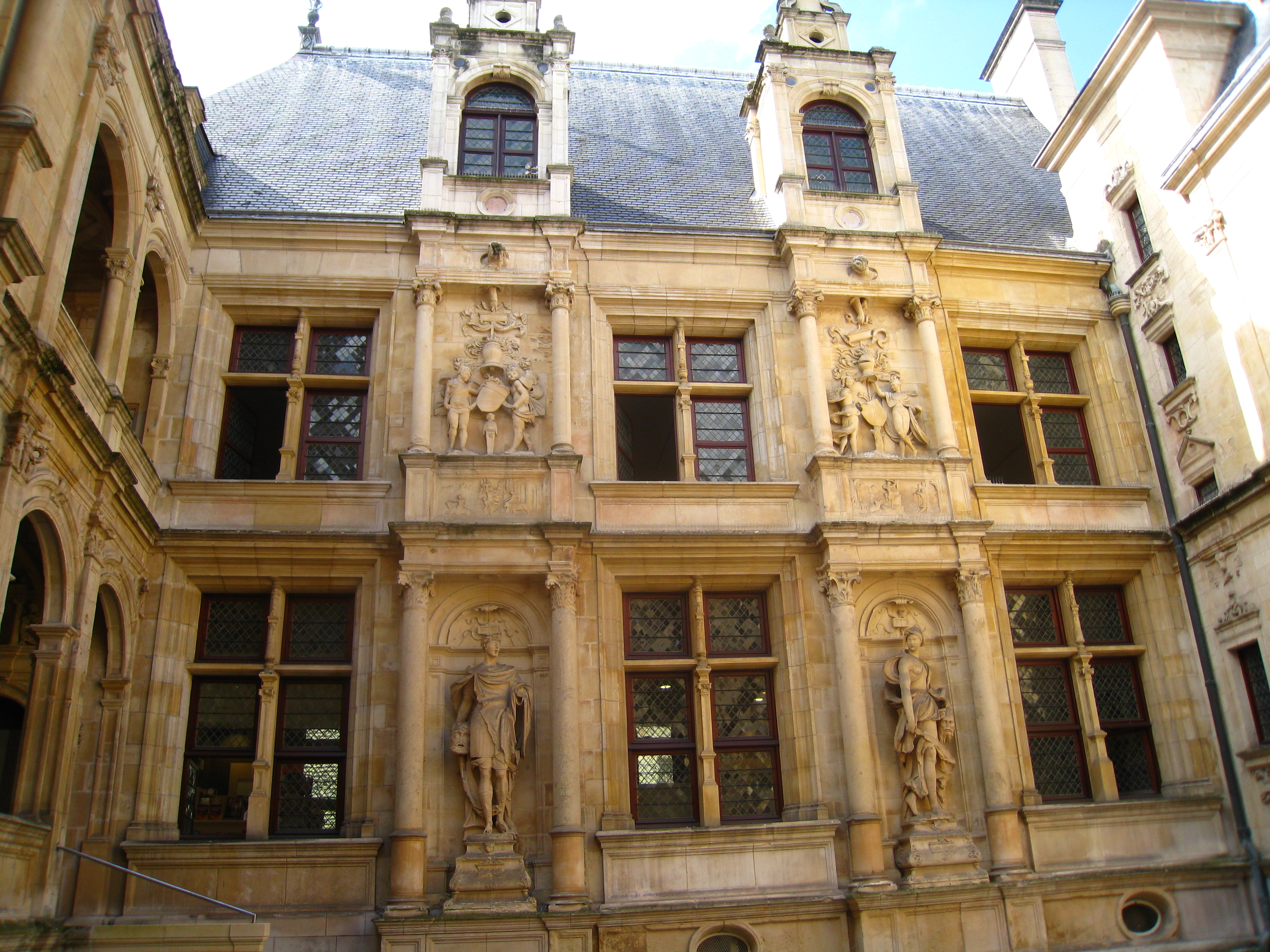
Pati de l'hôtel d'Escoville a Caen (1533-1540)
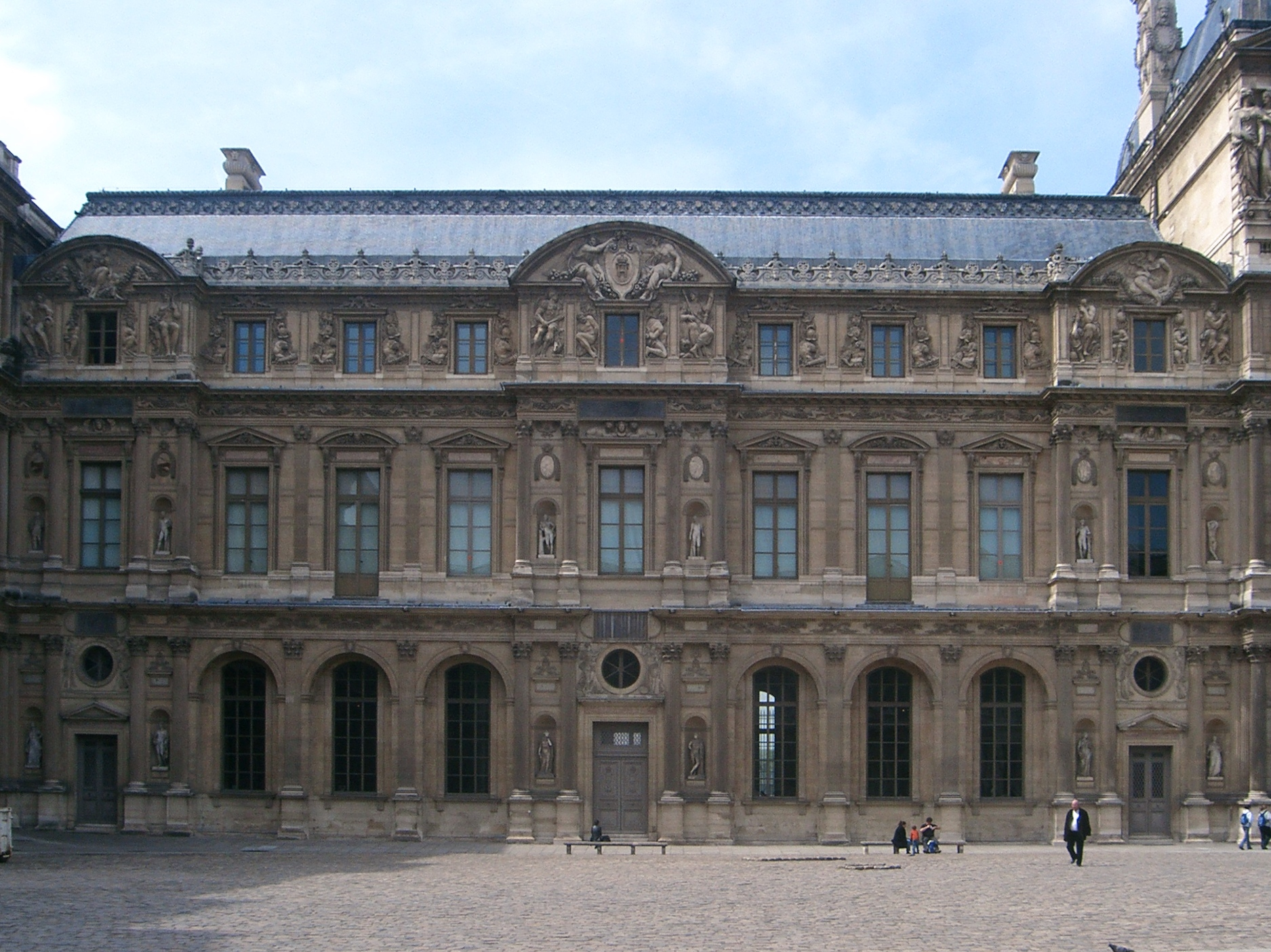
L'ala nomenada Lescot del Palau del Louvre (1546-1556)
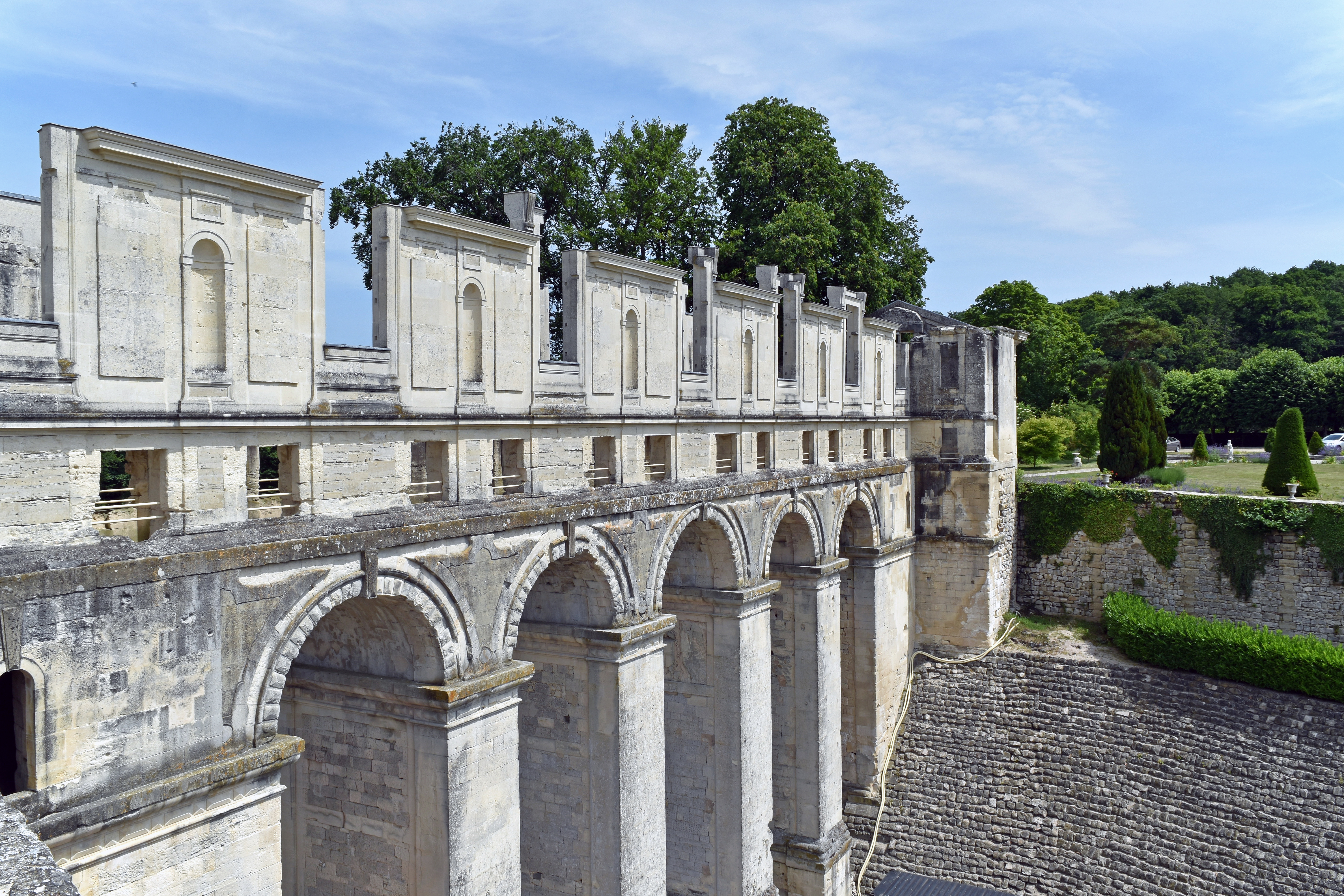
Castell de Fère-en-Tardenois (vers 1560)
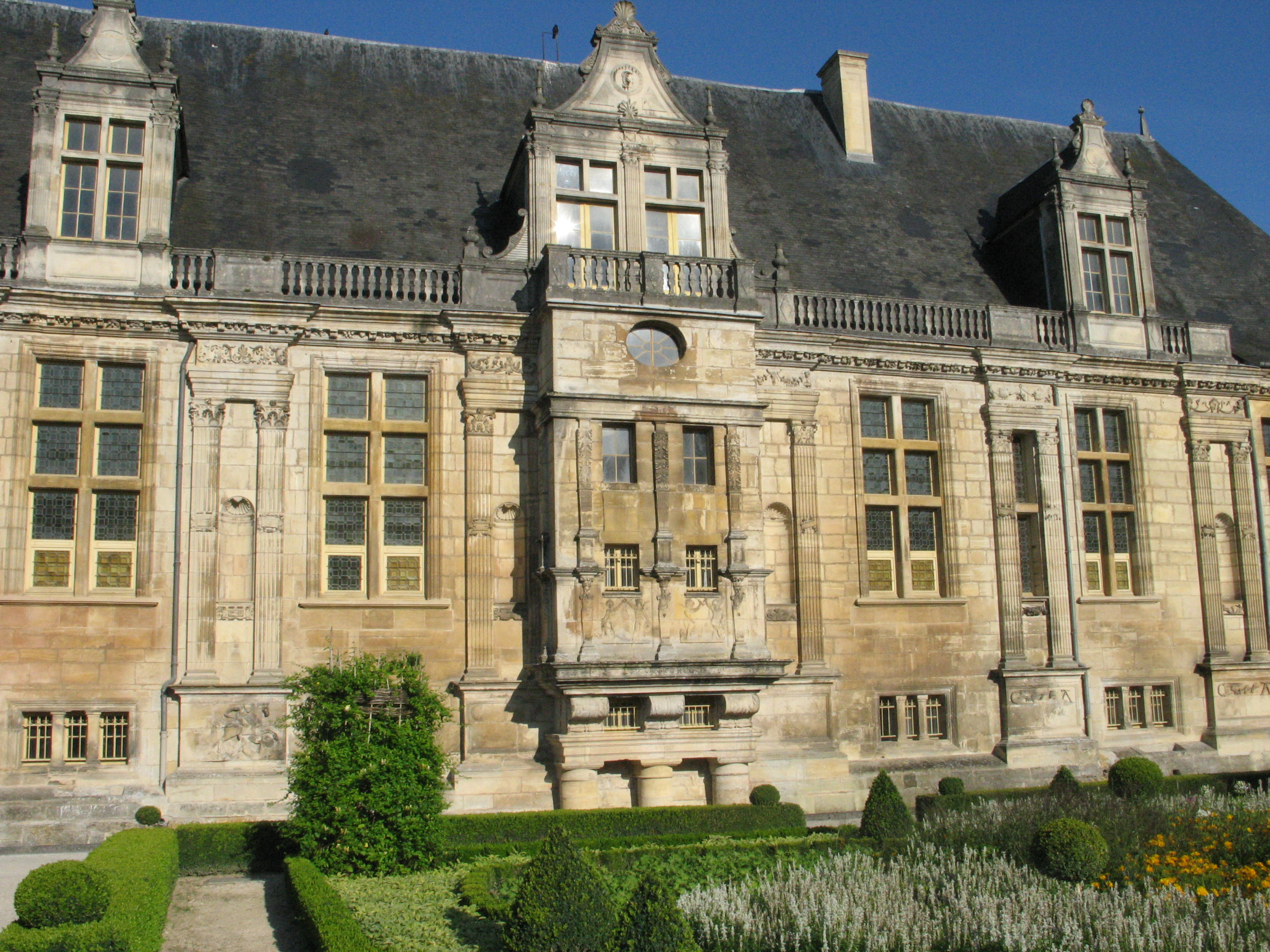
Castell del Grand Jardin (1533-1546)
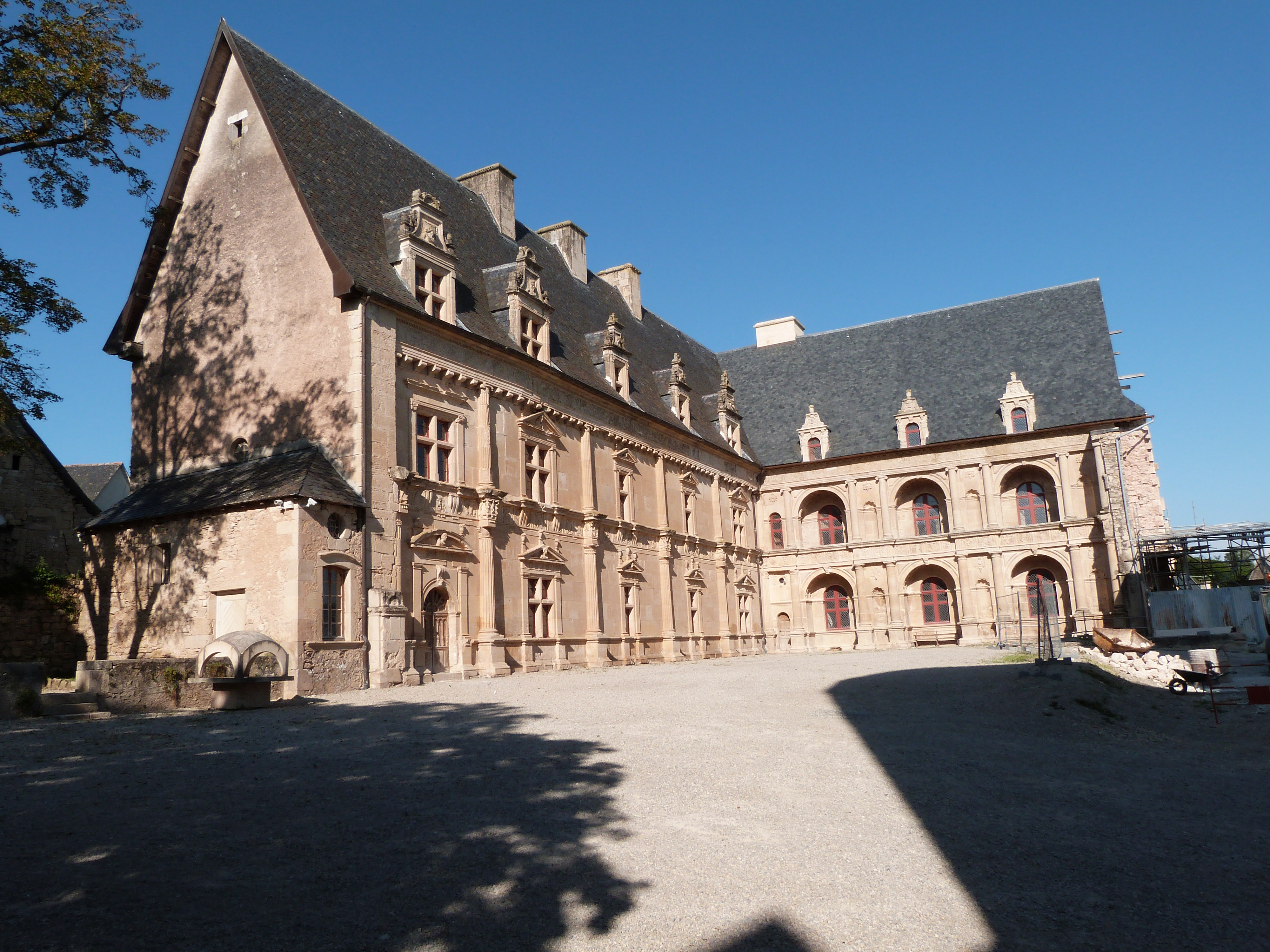
Castell de Bournazel (mitad del XVI)
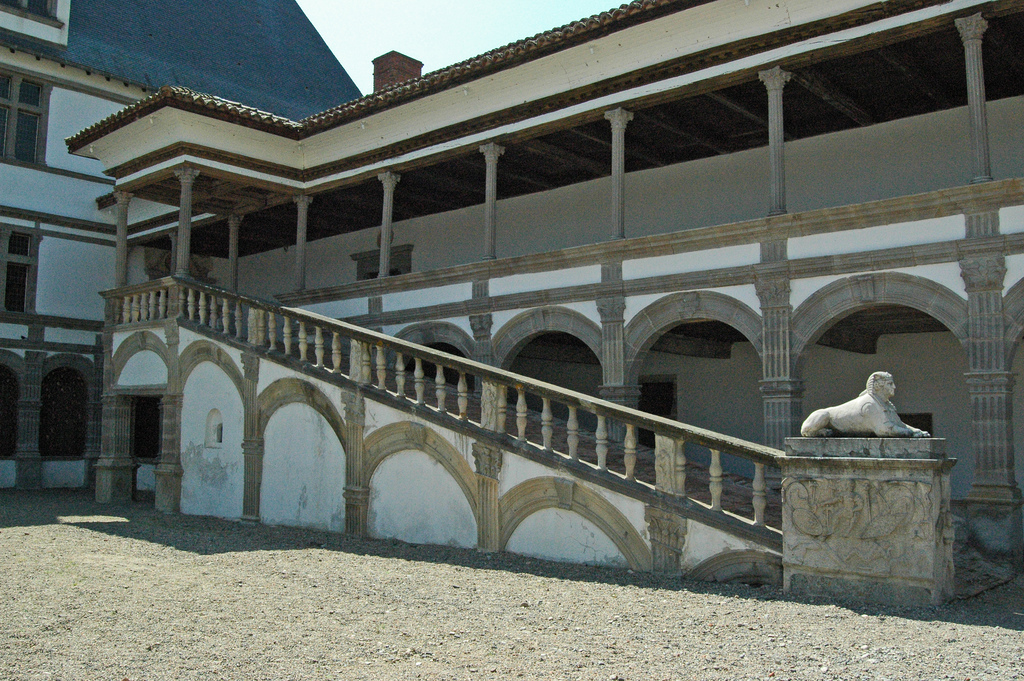
Castell de la Bastie d'Urfé (1536-1558)

El Segon Renaixement marca a partir de 1540 la maduració de l'estil aparegut a començaments de segle així com la seva naturalització mentre que la Vall del Loira acaba relegada com a conservatori de les formes del Primer Renaixement. Aquest nou període es va desenvolupar després, principalment durant els regnats d'Enric II, Francesc II i Carles IX, per no completar-se fins al voltant de 1559-1564, en el moment mateix en el qual s'inicien les guerres de religió de França, que estaran marcades per la Massacre del dia de Sant Bartomeu i la contrareforma catòlica.
Encara que el Primer Renaixement a poc a poc acceptat en províncies, tota una sèrie d'innovacions es fan sentir a Ille-de-France. Des de 1540 el classicisme progressa, després de l'arribada a França de Serlio (1475-1555): encara que la seva obra arquitectònica era limitada, la seva influència va ser considerable per la publicació d'I Sette libri dell'architettura (1537-1551). Gràcies a les seves obres gravades, va ser un dels primers d'iniciar els altres artistes en la bellesa dels monuments de l'antiguitat, contribuint a fer evolucionar plantes i decoracions cap a més sobrietat i regularitat.

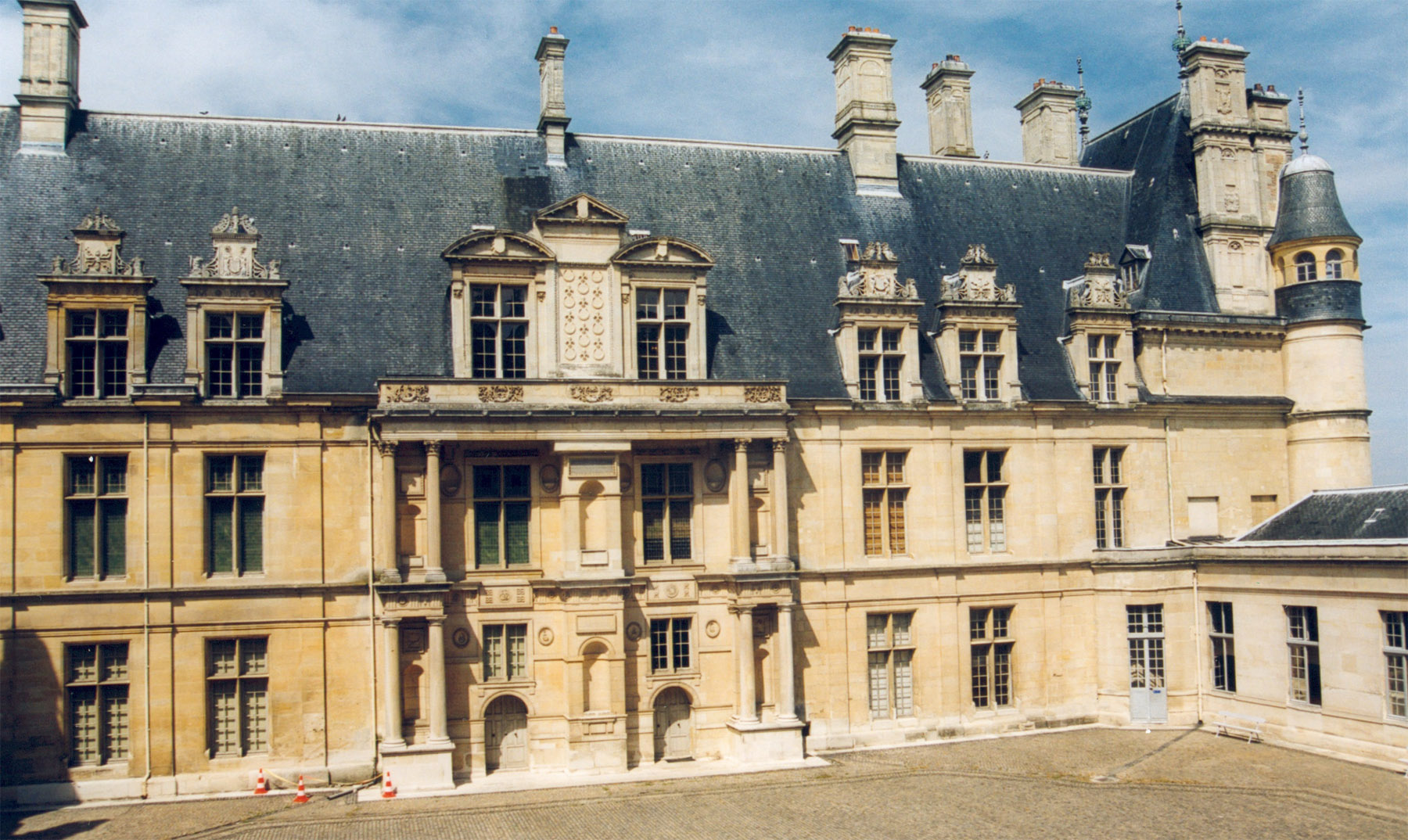
Façana de l'ala Nord del castell d'Écouen de Jean Bullant (1532-1567)

Els arquitectes que en l'època de l'estil Lluís XII i del Primer Renaixement, eren mestres paletes tradicionalistes i eloqüents, es converteixen a continuació en erudits i acadèmics, fent algun d'ells el seu viatge d'estudis a Itàlia. Tanmateix, l'arquitectura francesa continua mantenint les seves pròpies característiques que sedueixen al mateix Serlio: es golfes sont de grand ornements pour les édifices comme une couronne [són grans ornaments per als edificis com una corona] i les grans golfes cobertes de pissarra blavosa són des choses très plaisantes et nobles [coses molt agradables i nobles].
Marcant un veritable canvi d'estil, aquesta nova generació d'artistes opera una síntesi original entre les lliçons de l'antiguitat, la del Renaixement italià i les tradicions nacionals. Entre els més famosos, Philibert Delorme és autor del Hôtel Bullioud a Lió, dels castells de  Saint-Maur-des-Fossés i de Anet així com lcapella de Villers-Cotterêts; Pierre Lescot va edificar l'ala renaixentista del Palau del Louvre i l'Hôtel de Jacques de Ligneris (Museu Carnavalet); Jean Bullant va construir els castells d'Ecouen i de Fère-en-Tardenois així com el petit castell de Chantilly.
Aquests arquitectes van col·laborar estretament amb els escultors i defineixen una arquitectura i decoració estudiada, preferint la bellesa de les línies a la riquesa de l'ornamentació: Cellini esculpeix per a la Porta dorada, el relleu de bronze de la Nimfa de Fontainebleau; la seva obra normalment "manierista" va causar una gran impressió a França i probablement va influir a Jean Goujon, autor de la Font dels Innocents i de la decoració de la façana del Louvre. La influència manierista també impregna l'obra de Pierre Bontemps, a càrrec de la tomba de Francesc I en Saint-Denis, i del monument al cor de Francesc I.

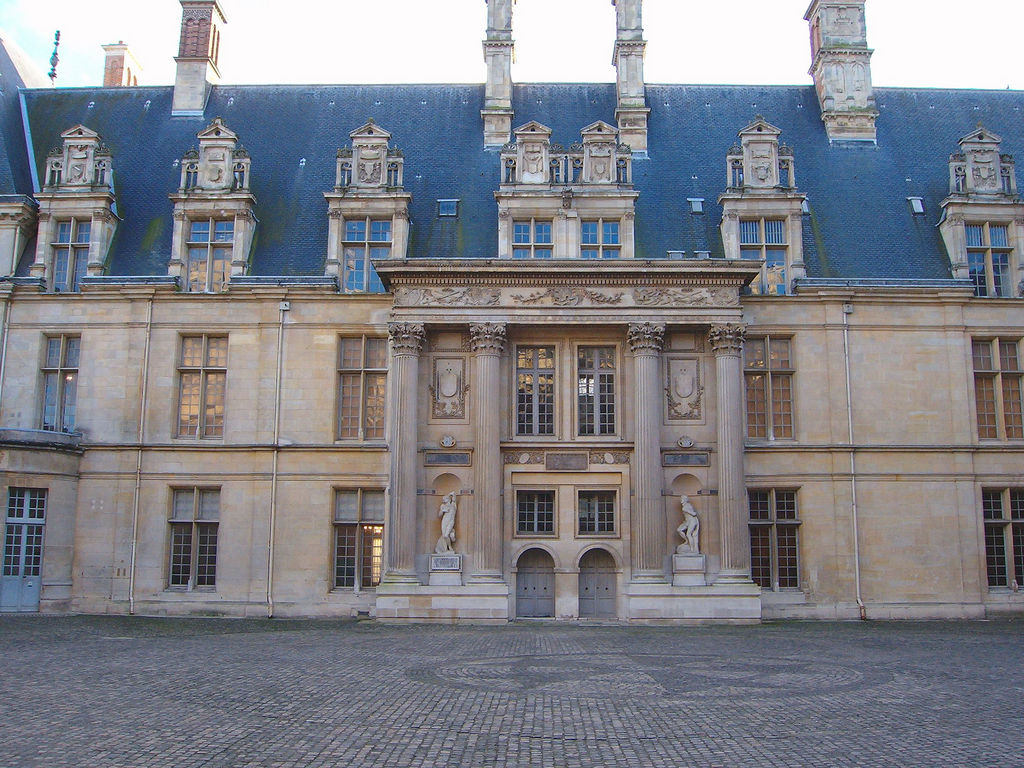
Façana de l'ala sud del castell d'Écouen, amb els models de esclaus de Miquel Àngel dels que es van pendre els originals del Museu del Louvre (1532-1567).

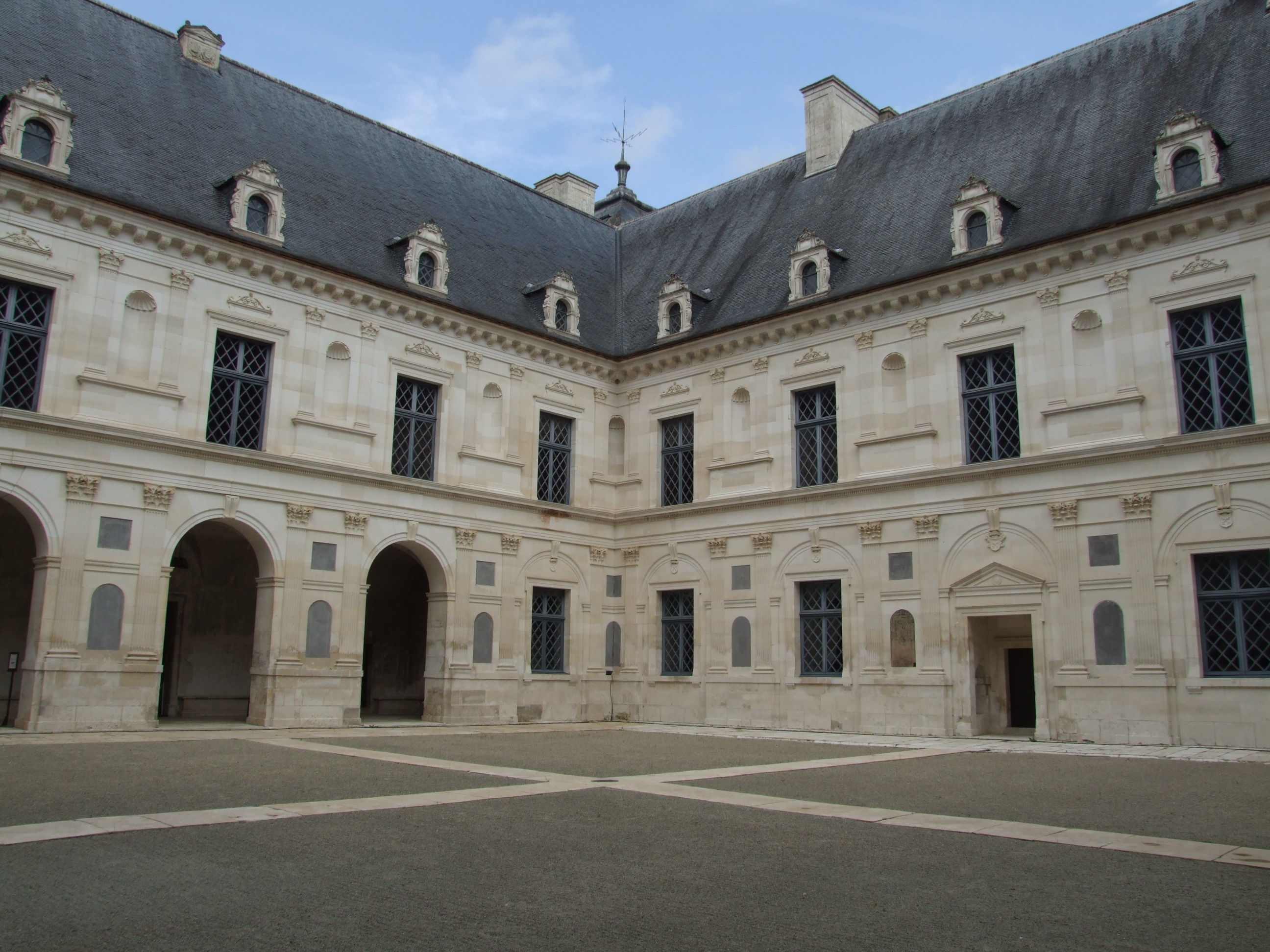
El pati del castell d'Ancy-le-Franc (1538-1546).

A Borgonya, el castell d'Ancy-le-Franc (1538-1546) va ser un dels primers projectes que responia a aquest nou ideal. Dissenyat per l'arquitecte Serlio, aquest castell construït per Antoine III de Clermont, de 1538 a 1546, marca una evolució cap al classicisme a França. Amb aquest edifici comença al terra francès el que es va nomenar l'arquitectura modular. Solament aquí els lleugers frontons de les finestres del primer pis, recorden el Primer Renaixement. Fora d'això, res que distregui l'ordenació uniforme de buits en arcades o en finestres, separades per un tram de pilastres bessones, tancant un nínxol i muntades sobre un alt estilobat. Aquesta alternança d'un buit principal i un buit secundari -aquí simulada després representat per un nínxol- enquadrat de pilastres representa un dels primers exemples a França del tram rítmic tractat amb franquesa i rigor.
L'ala Lescot del Louvre, empresa a partir de 1546, va ser l'obra mestra del Segon Renaixement. Aquesta obra de Pierre Lescot, arquitecte antiquari, va ser decorada per Jean Goujon. L'escala prevista originàriament en el centre del corps de logis es va veure desplaçada a petició d'Enric II per tal de crear una gran sala on estan les cariàtides gregues, buidades a petició de Jean Goujon, de l'Erectèon a l'Acròpolis d'Atenes. A la manera d'un manifest d'estil francès preconitzat per Lescot, la façana presenta una superposició d'ordres clàssics nous sense assolir la regularitat italiana: a mesura que s'ascendeix, les proporcions són cada vegada més fines i la idea de coronar els dos ordres superposats amb una àmplia banda decorada, abocada a aclimatar-se a França, el pis de l'àtic tan apreciat a Itàlia, fent servir per primera vegada àtics fraccionats à la française, per donar la il·lusió d'una àtic recte. Malgrat el seu petit sortint, els avant de-cossos, últim record de les torres medievals, són suficients per a «animar» la façana. Les admirables escultures de Goujon ajuden a fer d'aquest edifici una obra única. A la planta baixa, els arcs de mig punt emmarcats per pilastres causen l'accentuació de les verticals i horitzontals mentre que el joc de dobles suports enquadrant un nínxol ornat amb una medalla, representa una disposició que es convertirà en típica de l'arquitectura francesa.

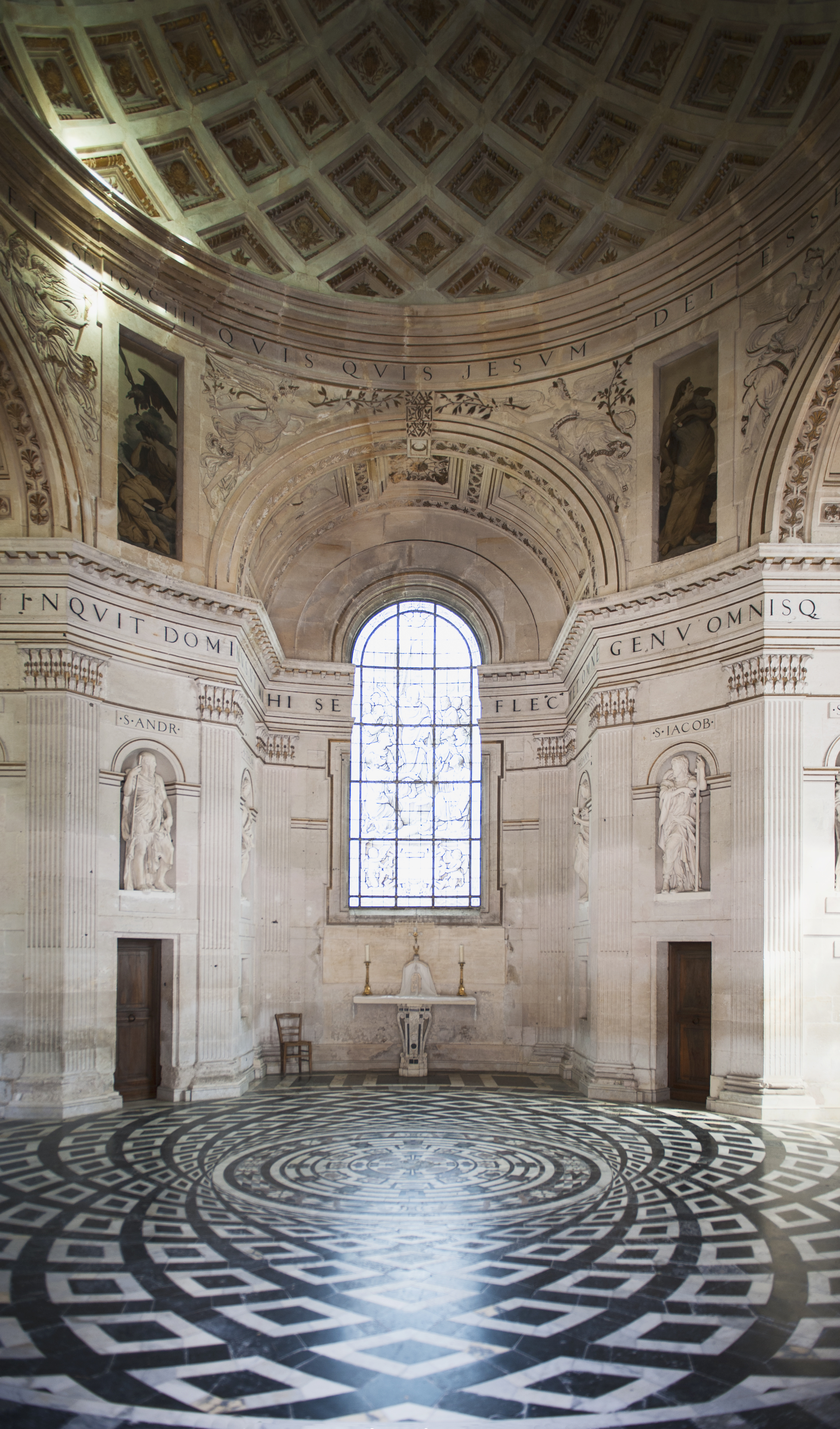
Capella del castell d'Anet (1549-1550)

Un altre assoliment important d'aquest període, el castell d'Anet, va ser dirigit per Philibert Delorme, a compte del rei, per a Diana de Poitiers, l'amant d'Enric II. Destruït durant la Revolució francesa, avui no es conserva sense alteracions més que la capella i els tres ordres superposats conservats en la École des Beaux-Arts de París. Convertida en típica del Segon Renaixement, la planta quadrangular presenta un logis situat enfront de l'entrada. Els fossats fortificats, com a Écouen posseeixen canons per a l'aparell i les festes. L'entrada de forma piramidal, és una reminiscència italiana que representa un arc de triomf tornat a interpretar per Delorme. Quatre columnes jòniques suporten un arc que cau sobre un arquitrau, mentre que les columnes dels passatges laterals s'inspiren en el Palau Farnese d'Antonio da Sangallo el Jove. Sota la retallada de les balustrades, un joc de policromia de materials, emmarca la Nimfa de Fontainebleau realitzada per Cellini per la porta dorada de Fontainebleau. En el cim, un grup d'autòmats, desaparegut, marcava les hores. A totes parts Philibert Delorme va expressar el seu gust per les invencions estranyes inspirades pels capriccio de Michelangelo: La capella del castell d'Anet és l'èxit més innovador. Aquesta va ser la primera vegada que es va utilitzar a França la planta central. Si el tall de nínxols envoltats de pilastres està influït per les realitzacions contemporanis de Bramante  i de Miquel Àngel, el fris que la corona està inspirat per Sangallo. Les escultures són, potser, de Jean Goujon. L'edifici serveix de joier dels esmalts de Francesc I i dels apòstols de Scibec de Carpi. La volta de la cúpula desenvolupa una decoració que comporta una imbricació de cercles que es reflecteixen, d'una forma octogonal, sobre el paviment del terra. Aquest motiu, inspirat pels elements que es troben amb freqüència en els mosaics romans mostra la voluntat de superar el model italià en referir-se directament als assoliments antics, a fi de crear una arquitectura original a la francesa.
Al costat d'aquests importants projectes reials, les grans residències de la ciutat participen en la naturalització d'aquest nou estil: baix l'impuls del Segon Renaixement, tota la sumptuosa decoració de fullatge i de medallons desmesurats que ornaven la Galeria de l'Hotel de Chabouillé de Moret-sur-Loing, desapareixen enfront del sistema de «proporcions modulars», estrictament aplicat a l'entaulament de la maison de Jean d'Alibert a Orleans, on les mènsules retallades, inspirades en l'Escola de Fontainebleau superen les finestres.

### El Manierisme (1559/1564- principis delseglexvii)

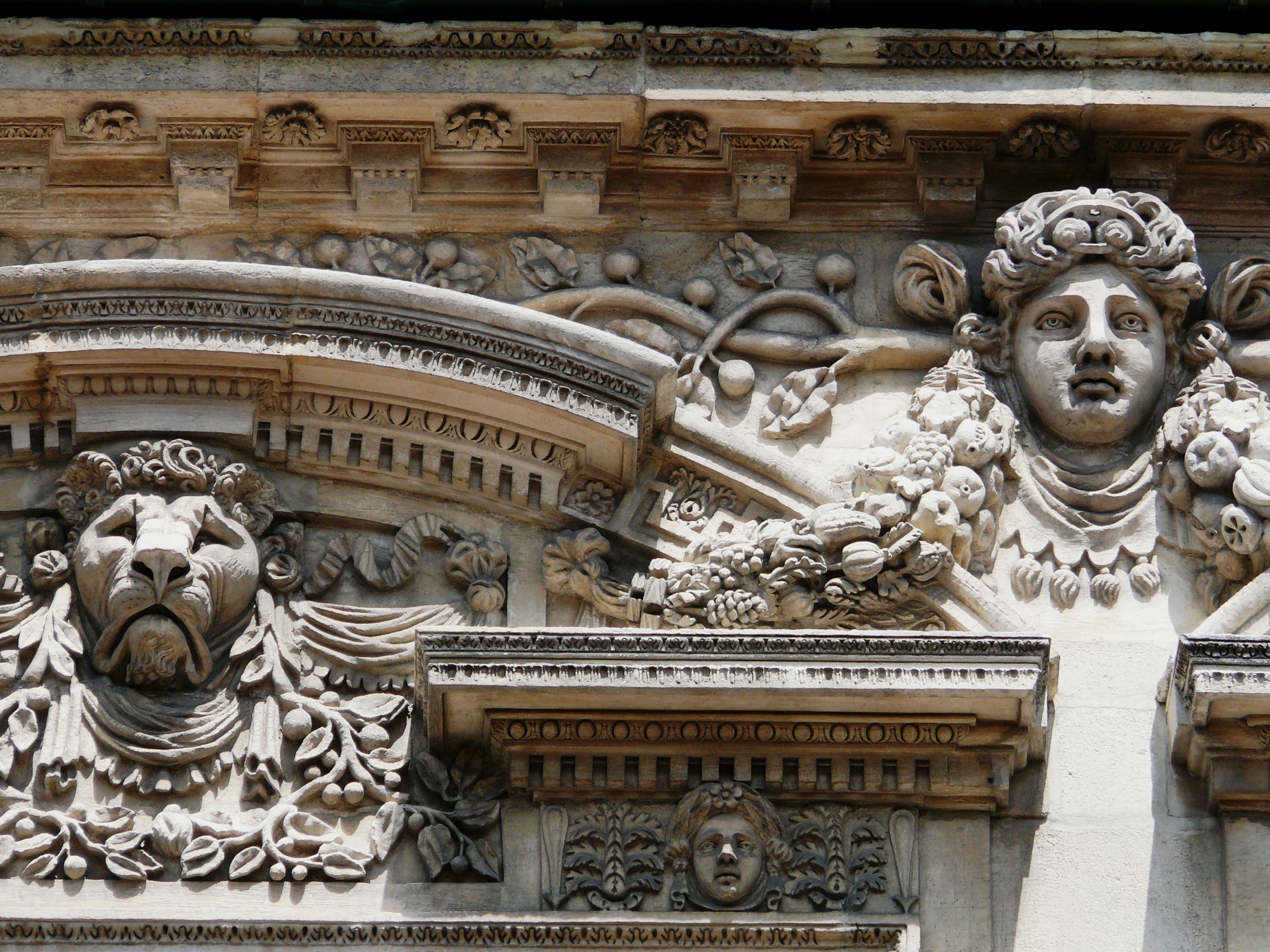
Maison Maillard a Dijon (1561)
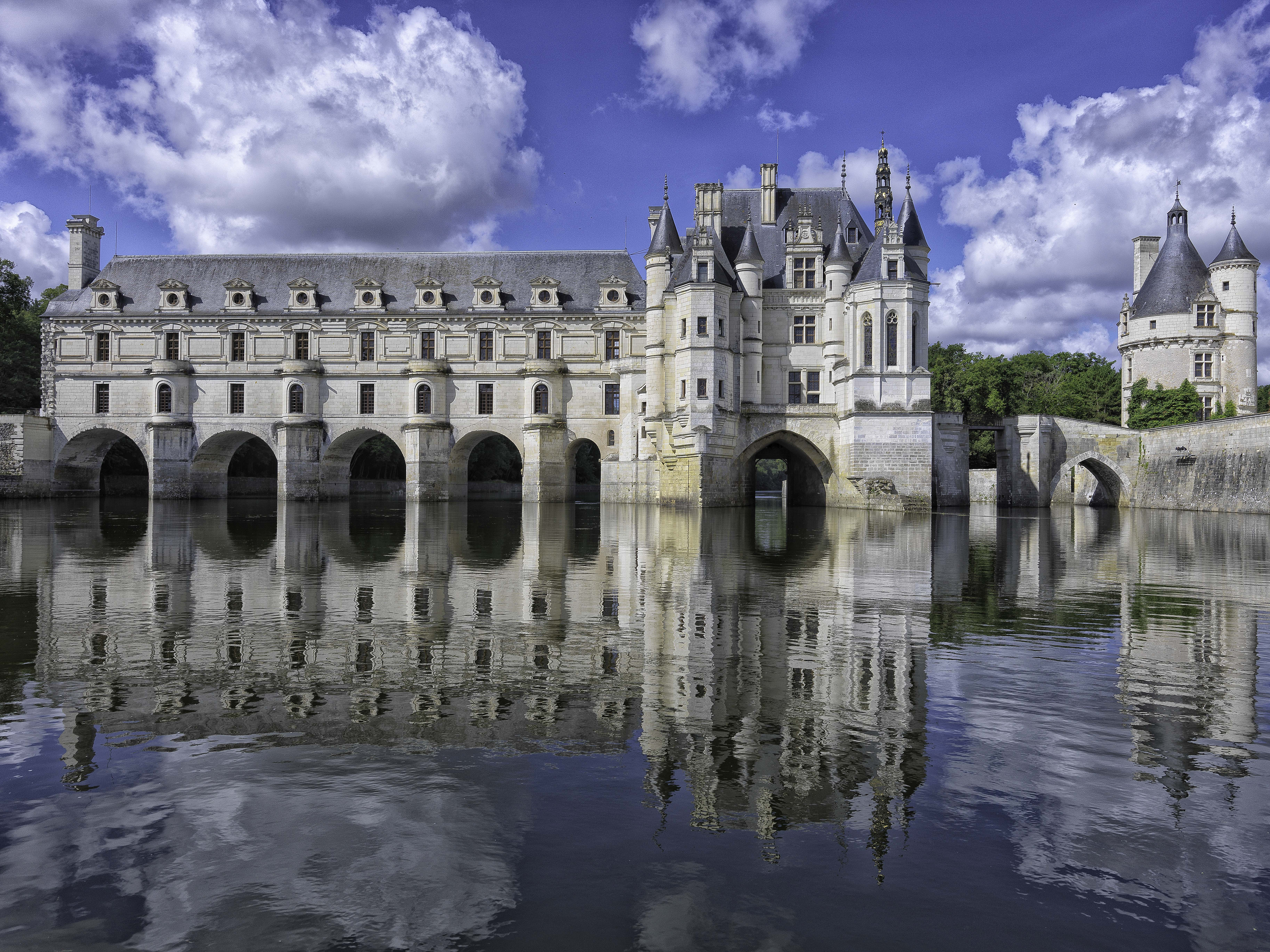
Galeria Dômes et Galerie des Attelages del castell de Chenonceau, de Jean Bullant (1576-1577)
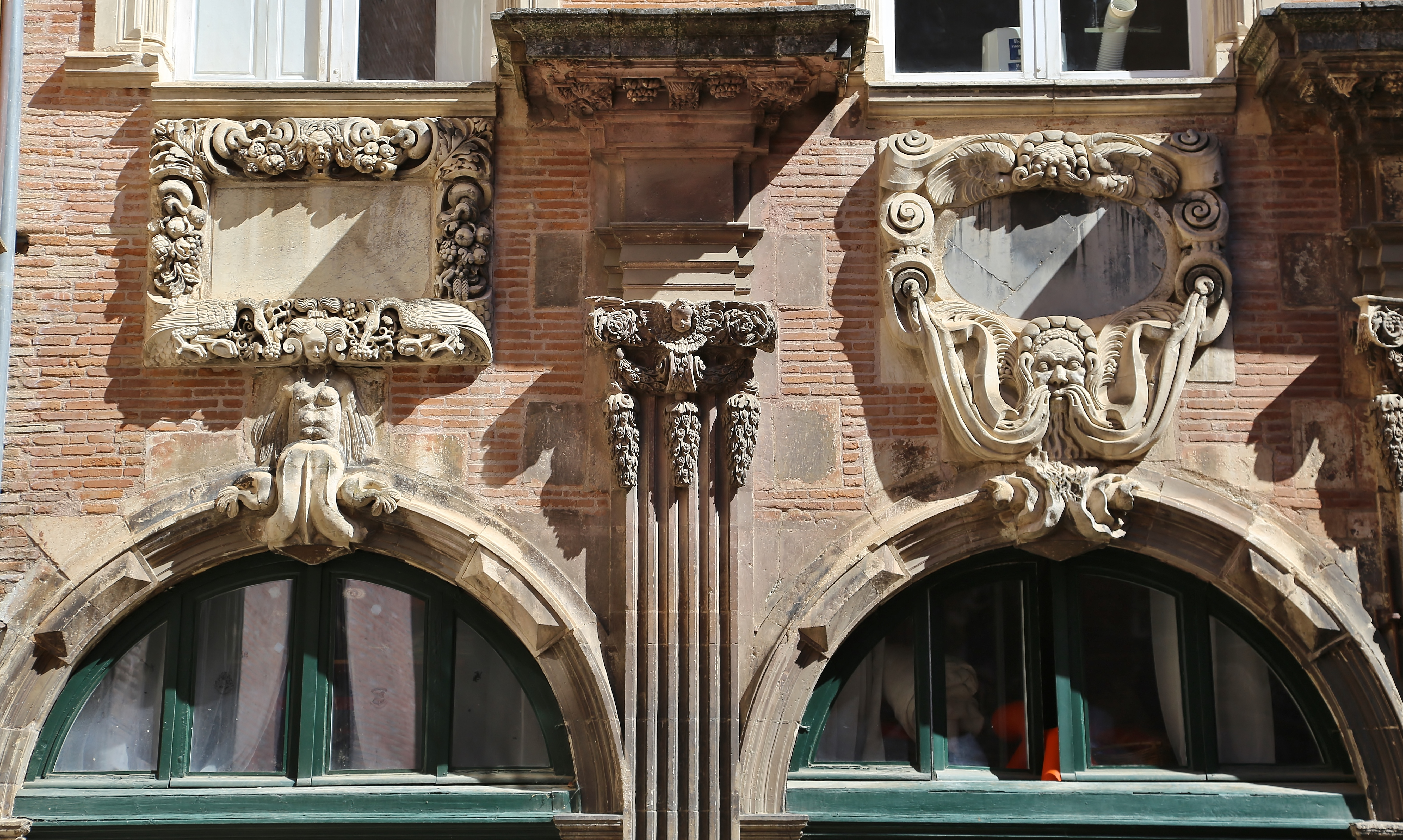
Detall del pati interior del Hôtel de Bagis de Tolosa de Llenguadoc (1610)
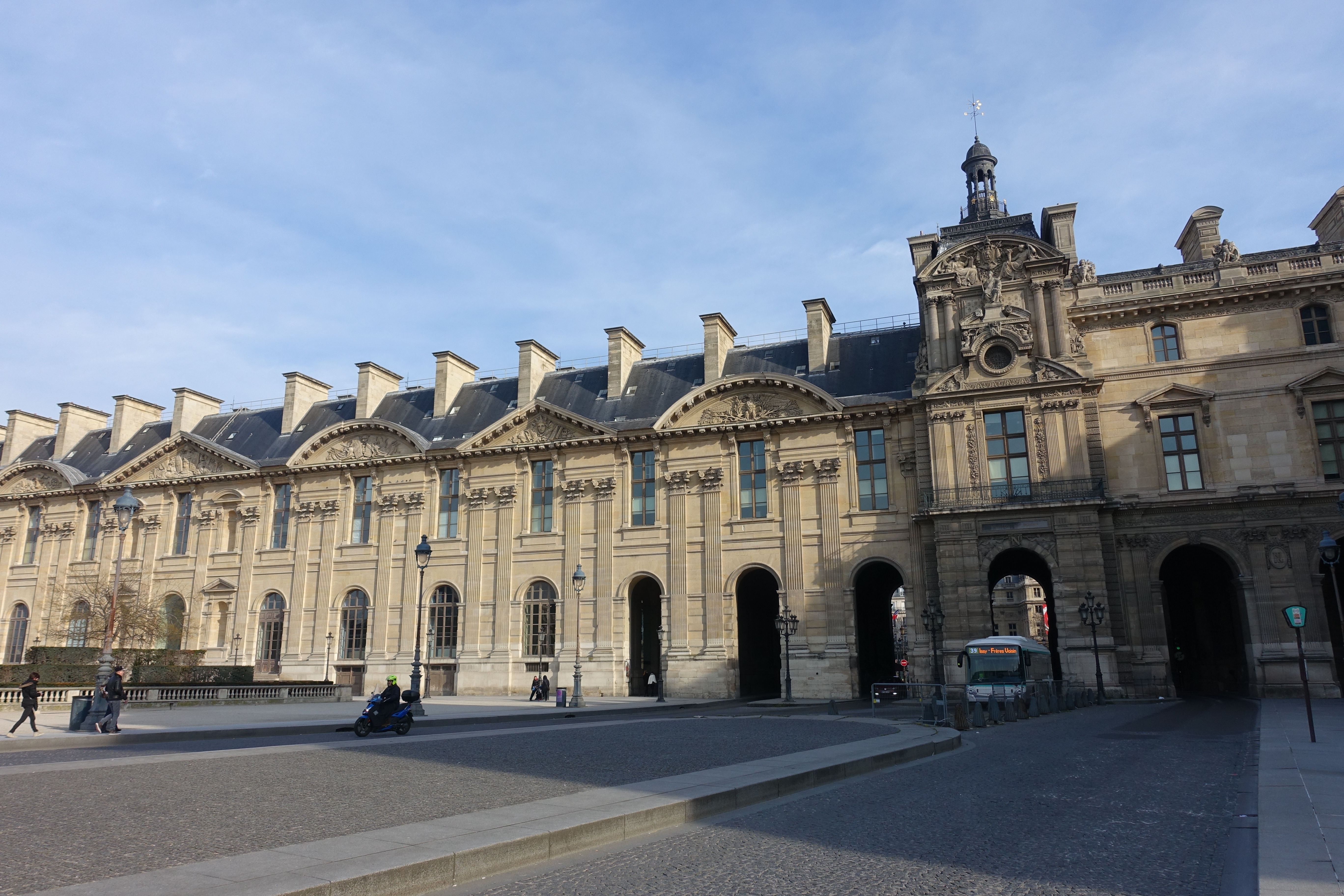
Façana rematada per la galeria del costat de l'aigua del Louvre, de Jacques II Androuet du Cerceau (ca. 1600)
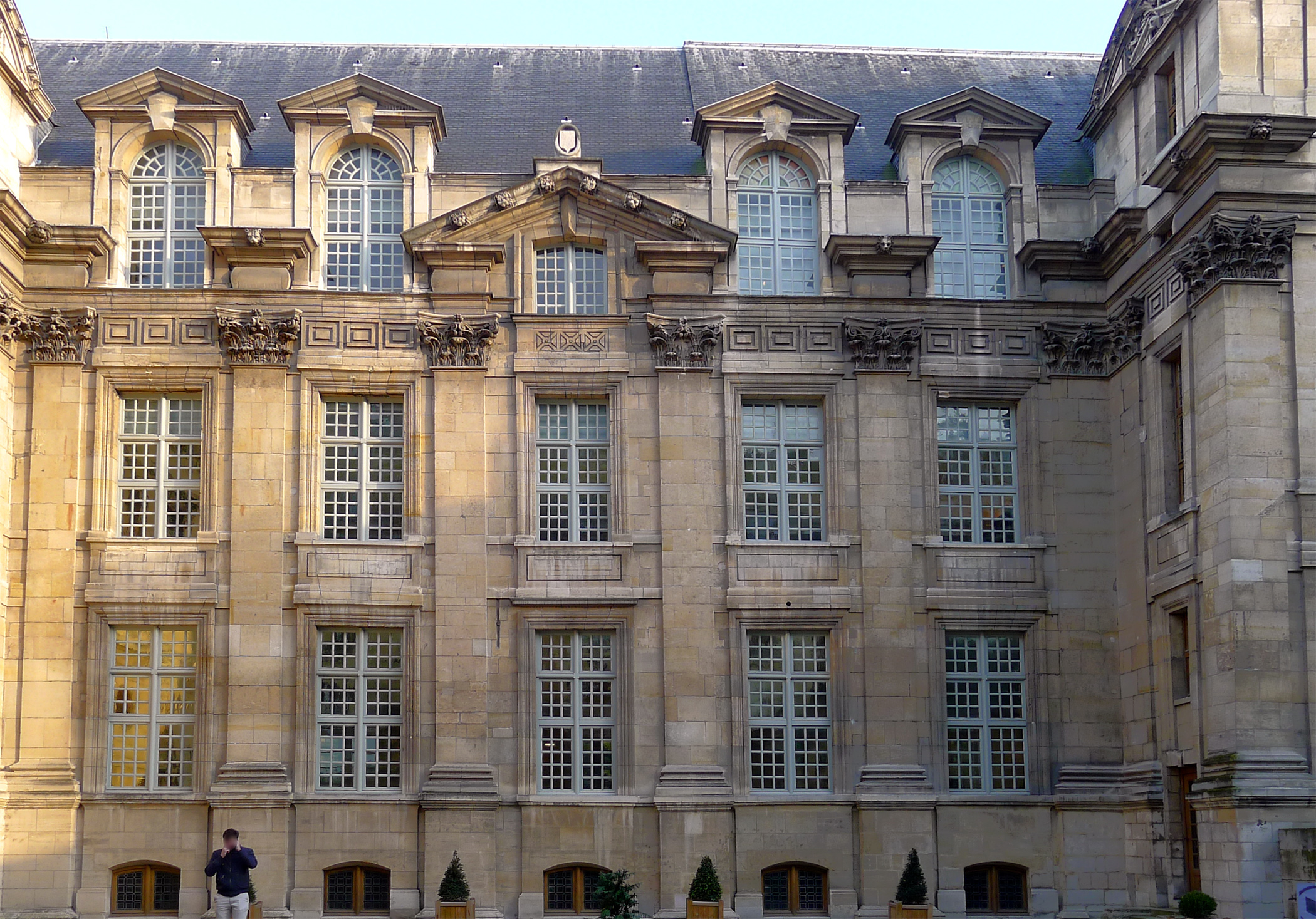
Vista de la façana del pati del Hôtel Lamoignon (1584-1611)
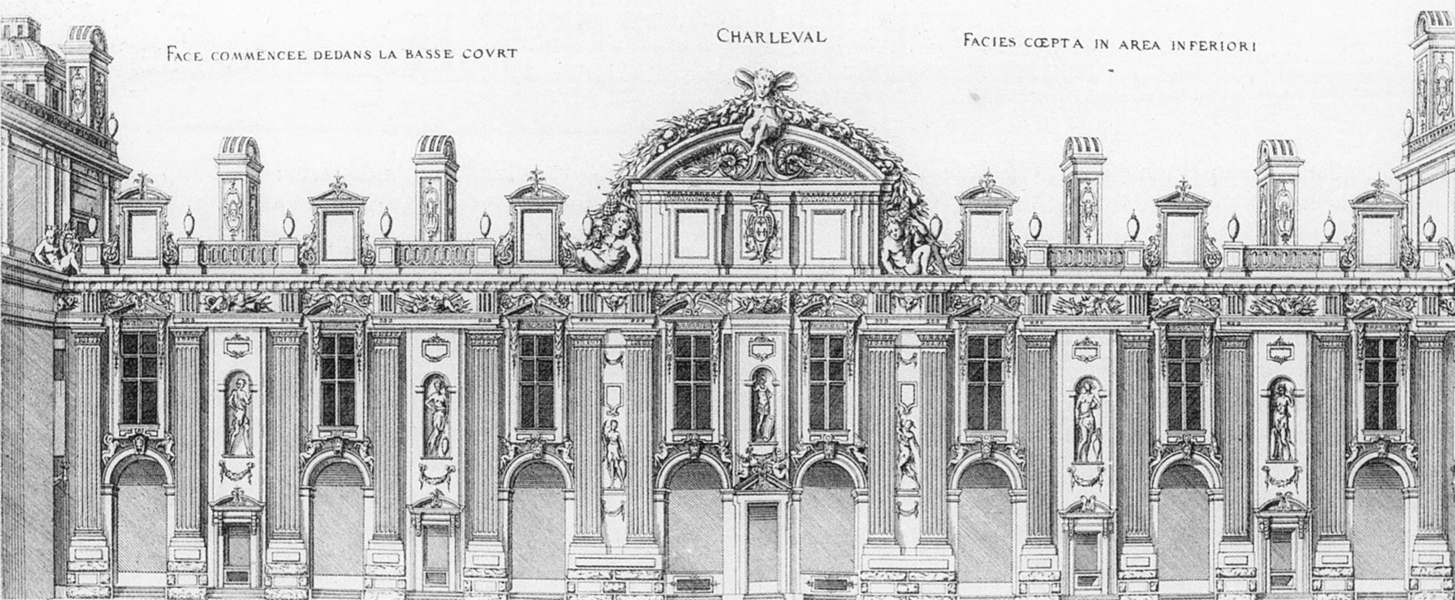
Castell de Charleval, que quedó inacabat el 1574 de Jacques Androuet du Cerceau, «Les plus excellents bastiments de France»).

Formant un últim ressò del Renaixement i de l'humanisme a França, aquesta última fase es desvia des dels anys 1559/1564, del classicisme ambient per la seva fantasia creativa, que pot justificar per a aquest estil el nom de manierista. Just quan comencen les guerres de religió, marcades per la Massacre del dia de Sant Bartomeu, el pessimisme i l'escepticisme van envair a homes i a artistes de mera formació humanista. Els pensadors antics de referència seran els estoics, preferentment Plató. Si l'humanisme sobreviu, la seva filosofia profunda evoluciona, sent represa i repensada per la Contrareforma catòlica.

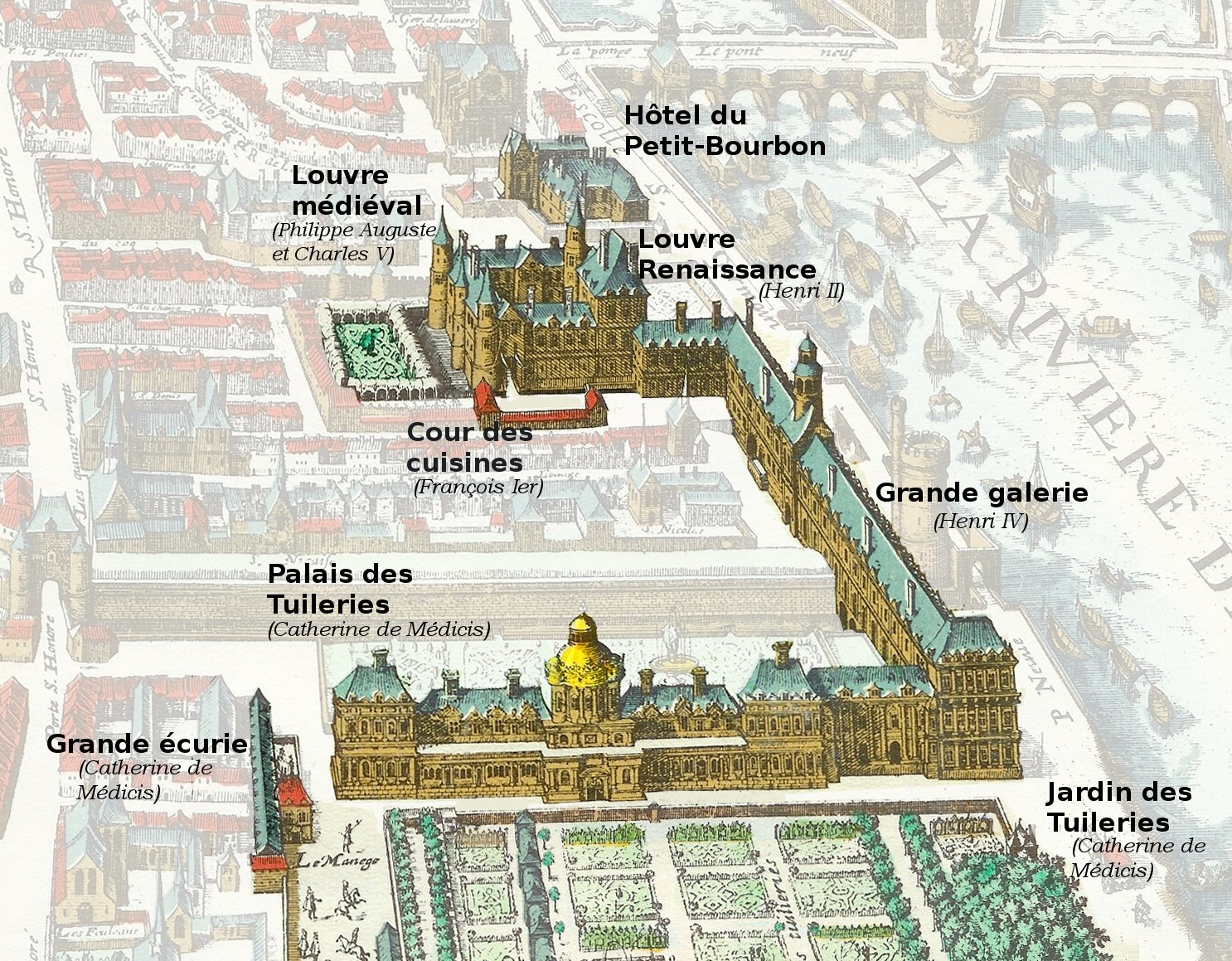
Palau del Louvre i Palau de les Teuleries (1615)

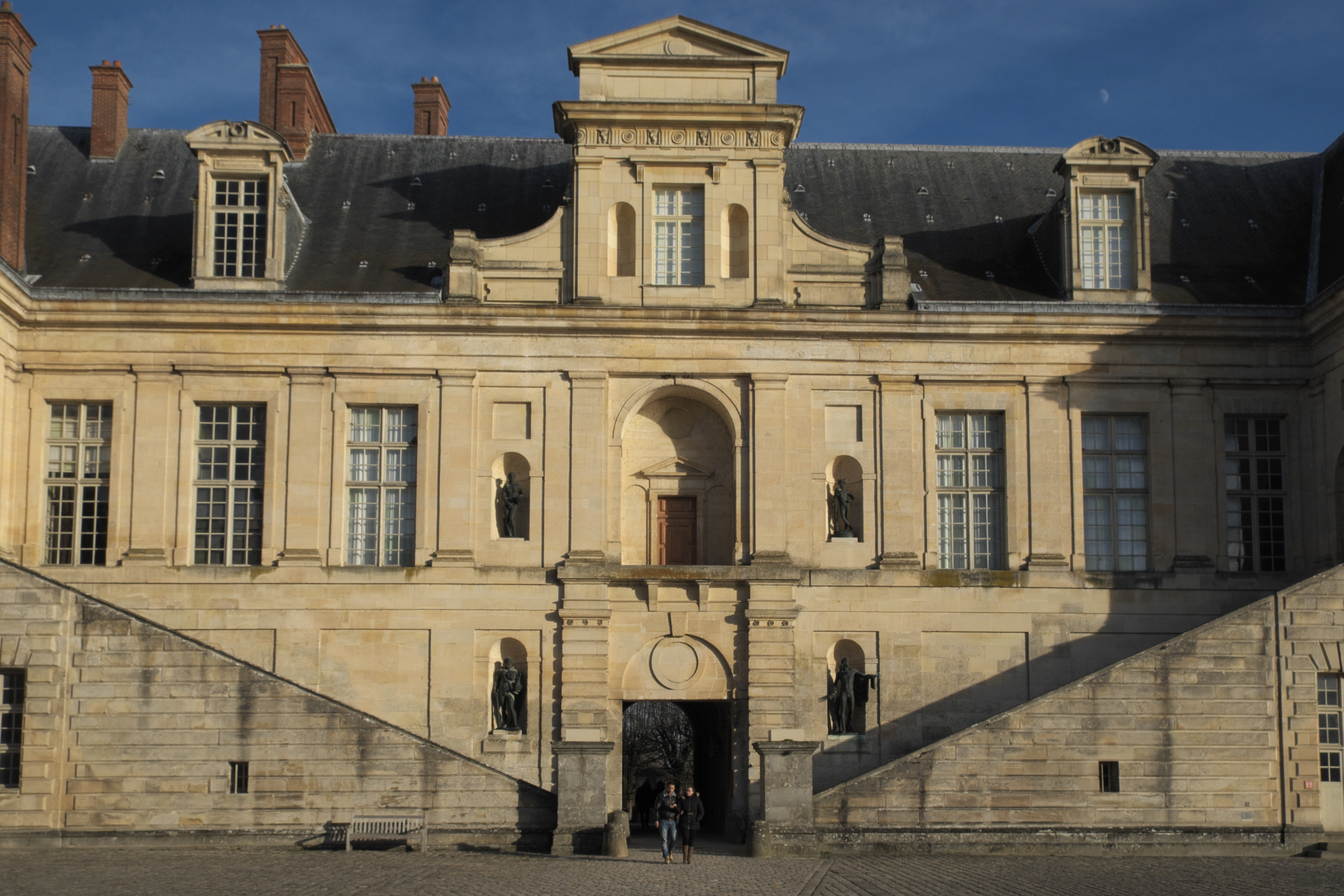
Ala de la Belle cheminée del castell de Fontainebleau (1565-1570).

De la claredat de les formes i del classicisme del Segon Renaixement, succeeix una arquitectura manierista. Emergint novament amb una força renovada, el joc de volums i les recerques sobre la llum i l'ombra, tot ja barroc, es mescla amb frontons fragmentats, pilastres, grotesques, volutes o d'altres màscares, sortides de la cultura renaixentista. Finestres i golfes sovint envaeixen l'entaulament: això es coneix com a golfes passants. És així que en l'Hôtel d'Angoulême Lamoignon de París -al voltant de 1584-, es va marcar un ordre colossal tan gran com en el Palau Valmarana de Andrea Palladio, l'entaulament es trenca amb golfes que descendeixen fins l'arquitrau. Els arquitectes tenen una predilecció marcada per les columnes adossades, estriades, ornades, estant les més espectaculars les nomenades columnes franceses de tronc arrissat inventades per Philibert Delorme i aparegudes en el període anterior. Aquesta invenció és part d'un gust general per l'ornament, que també es manifesta en les vestimentes, en la joieria i els encaixos. És per tant, una expressió de la nova maduresa en l'arquitectura francesa. Delorme ho justifica: «Si ha estat permès als antics arquitectes en diverses nacions i països inventar noves columnes (...) qui empêchera que nous français, n'en inventions quelques-uneixes et les appelions françaises».
Malgrat una caiguda significativa en el patrocini reial, vinculat a la situació política, Caterina de Mèdici i les elits socials van continuar encarregant treballs als artistes: Philibert Delorme es va encarregar des de 1564 de completat el castell de Saint-Maur i de construir el Palau de les Teuleries, construccions que es continuaran més tard per Jean Bullant, arquitecte que també coronarà amb una galeria el pont del castell de Chenonceau (1576-1577). Per connectar el nou Palau de les Teuleries amb el vell Louvre, Jacques II Androuet du Cerceau comença, cap a 1594, la construcció de la de la galeria al caire de l'aigua, completada més tard per Louis Métezeau mentre realitzava en paral·lel per a Diana de França, l'Hôtel Lamoignon.
La gran construcció d'aquesta època, el Palau de les Teuleries iniciat per Delorme havia d'articular-se al voltant de tres patis amb pavellons coronats per cúpules i amb la creació de jardins. En la part amb vistes al parc, el pavelló central flanquejat per dues ales longitudinals uniformes tenen una alçada només d'una planta baixa rematada per una planta amb golfes sota teulada. El pavelló central n'ofereix una rítmica realitzada per columnes molt decorades, que alberga una escala helicoidal prop d'un gran buit ple de columnes -completades solament sota Enric IV -. És l'obra més manierista de Delorme relacionada amb les últimes produccions de florentins i de Miquel Àngel. Però Delorme va morir el 1570. Bullant, el seu successor, no va aconseguir acabar més que una part. Aquest treball és testimoni sobre l'arquitectura «a la francesa».
L'ala de la «Bella Xemeneia» del castell de Fontainebleau és representativa del resultat del renaixement francès, encara que tenyida pel manierisme italià. Dissenyat de manera grandiosa per Francesco Primaticcio, cap a 1565-1570, té la particularitat de tenir dues escales en rampes divergents que van magnificar l'entrada als apartaments de Carles IX. Primaticcio pot haver trobat la idea de les dues escales a la rampa dreta en les grans realitzacions de Bramante al Vaticà o de Michelangelo al Capitoli, invertint el sentit de les rampes. La façana està decorada amb grans bronzes de tema mitològic, executats entre 1541 i 1543 per Primaticcio, enviat a Roma a petició del Francesc I, per fer còpies en guix obtingudes sobre les escultures de marbre que es conservaven allà. Un taller de foneria instal·lat en el castell de Fontainebleau, en el pati del Cavall blanc, va permetre portar a terme el treball de fosa sota la direcció de l'arquitecte italià Jacopo Vignola.
A la mateixa època, a propòsit d'un «bescanvi forçat» amb Diana de Poitiers, Caterina de Mèdici, nova propietària del castell de Chenonceau, va fer construir sobre el «pont de Diana» dues galeries superposades que formen una àrea de recepció única en el món, donant al castell el seu aspecte actual, les obres van començar el 1576 i es van acabar el 1581. La galeria és probablement obra de Bullant que va substituir Delorme en el favor reial. Aquesta nova construcció forma dos espais superposats de 60 m de llarg per 5.85 m d'amplada, il·luminat per 18 finestres. La planta baixa consta d'una successió de torretes en mitja lluna, inspirades en les exedres de les termes de l'antiguitat, que comprimiran el punt dels tallamars de la plataforma. Aquestes torretes s'acaben en balcó en la planta noble, la primera, té les parets més ornamentades que en la planta baixa. Típic d'aquesta arquitectura manierista, les façanes tenen altes finestres rematades amb amples frontons corbs, connectats per divisions horitzontals amb marcs modelats. Caterina de Mèdici també volia revestir amb un acabat més clàssic aquest castell que continuava sent massa gòtic per al seu gust. Va ser amb aquest propòsit que el tram central, en l'entrada del castell, va ser decorat amb dos busts i que es van perforar quatre finestres noves en els trams laterals; per donar cabuda a les quatre cariàtides inspirades en les realitzacions de Giulio Romano -que ara es conserva en el jardí-.

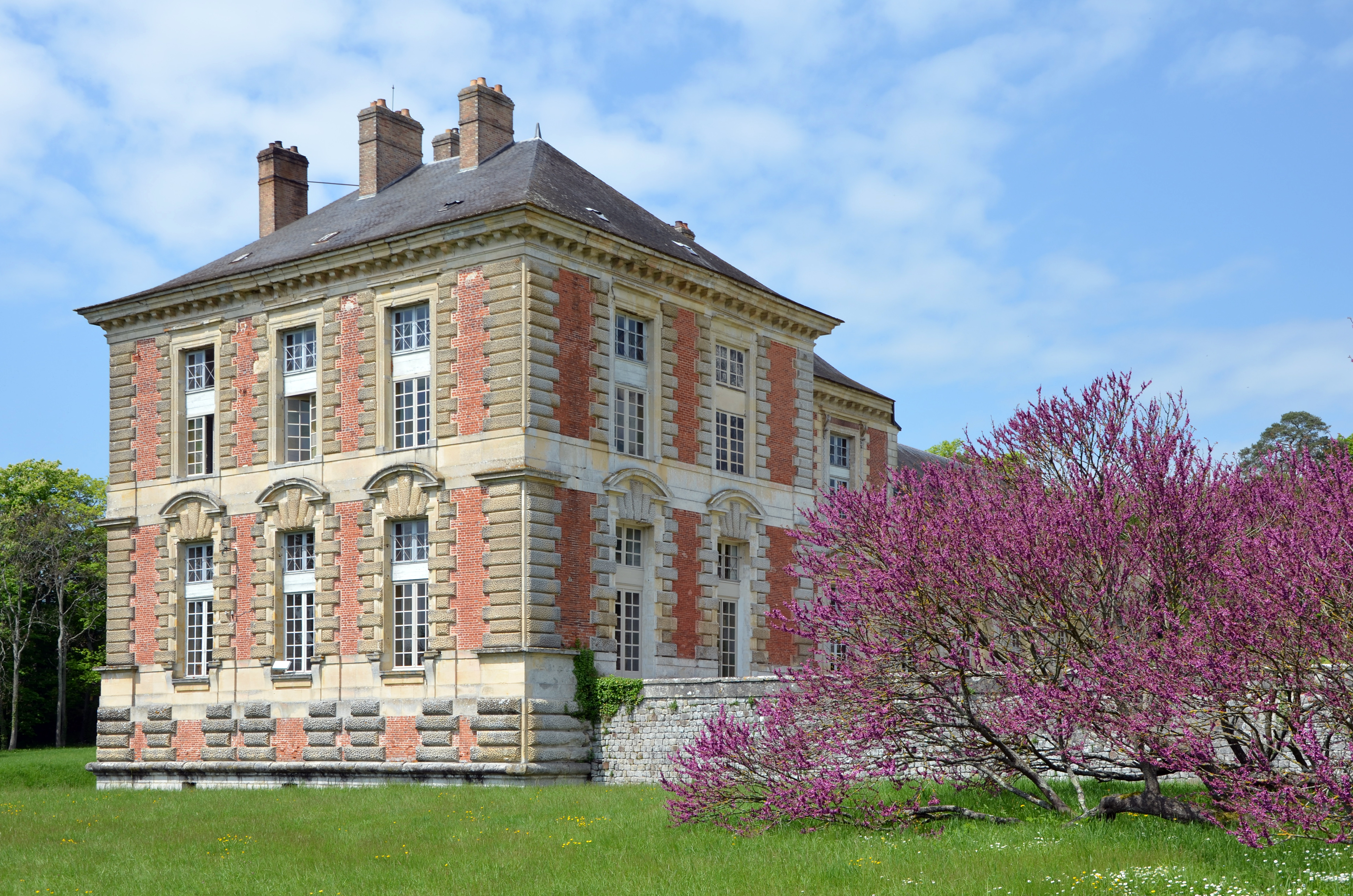
Castell de Vallery o de los Condé, de Pierre Lescot (1562)

Marcant una última evolució artística d'aquest Renaixement tardà, Pierre Lescot va desenvolupar el castell de Vallery (1562), en el que pot nomenar-se l'estil rústic francès: construït a partir de 1548 per al mariscal Jacques d'Albon de Saint-André, l'edifici es caracteritza per un sistema de murs de maó i de cadenes de pedres dentades marcant els angles dels cossos d'edificació i enquadrant els trams de finestres, retallats per una o dues bandes de pedra. El baix cost, i també l'encant de la policromia d'aquesta arquitectura «a tres llapisos», probablement explica el seu èxit des del regnat d'Enric III i es va desenvolupar àmpliament a començaments del segle xvii, en el que es va dir l'estil Lluís XIII: d'aquesta nova expressió arquitectònica es poden citar el castell Wideville (1580-1584) en els Yvelines, el palau abacial de Saint-Germain-des-Prés o el castell de Rosny-sur-Seine (1595-1606).

## Arquitectura religiosa

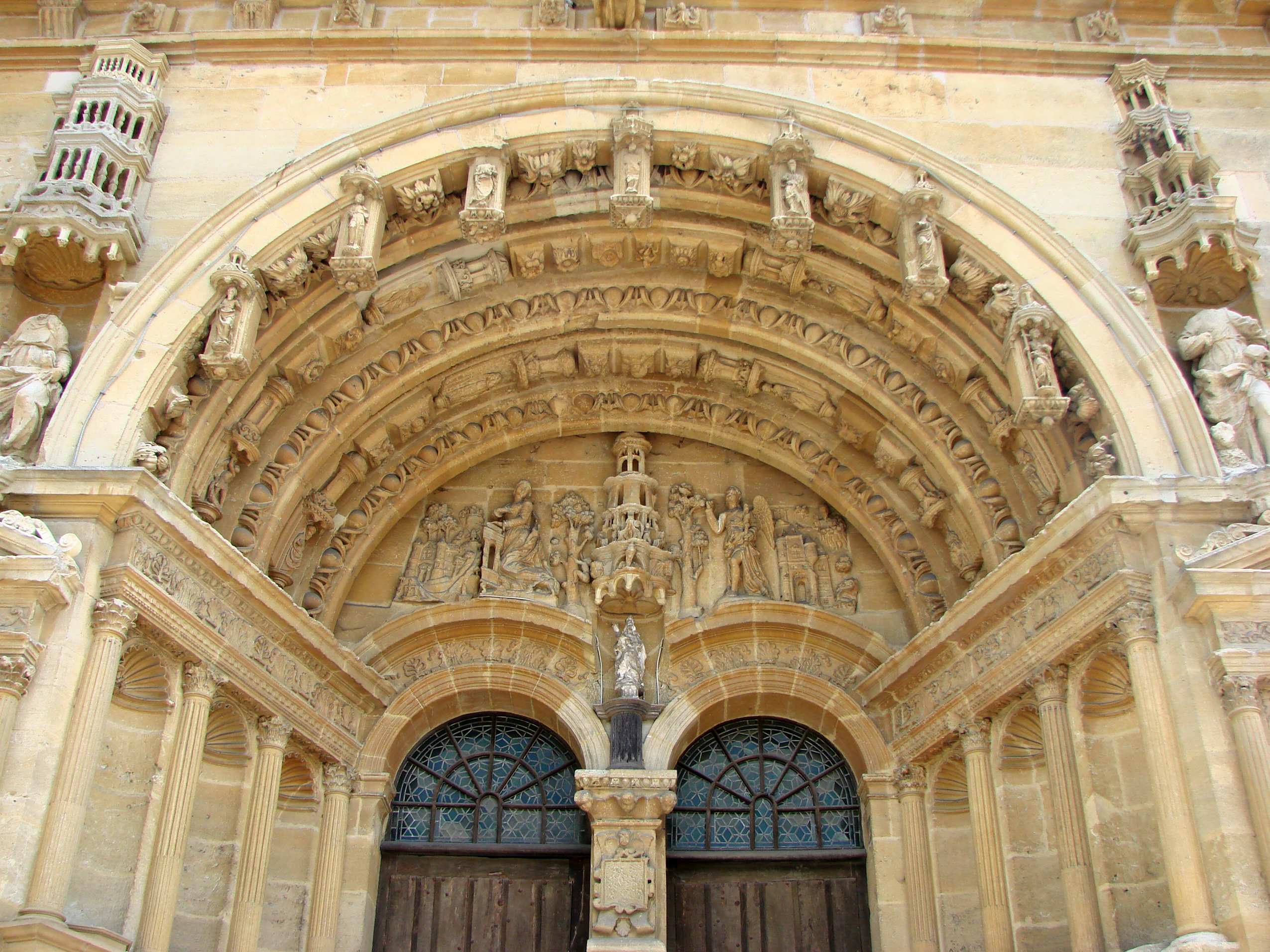
Portal de l'*esglesia de Saint-Maurille de Vouziers.

En el domini religiós a França, les esglésies construïdes al Renaixement són menys nombroses que les edificacions civils, però encara es conserven un bon un nombre. Encara l'arquitectura gòtica va continuar sent àmpliament utilitzat durant la primera part del segle com en el monestir reial de Brou. Alguns exemples significatius de l'arquitectura del Renaixement es troben en l'Església de Sant Eustaqui de París -que va marcar l'inici de la transició entre el gòtic i renaixentista- i en l'església de Saint-Étienne-du-Mont, a París, en l'església de Sant Acceul d'Ecouen, en l'església de Sant Miquel de Dijon, en l'abadia de Fontevraud -especialment en el claustre i la sala capitular -, en la catedral de Sant Lluís de Blois i en la catedral de Le Havre. Finalment, hi ha una particularitat específica de moltes esglésies construïdes en el segle xvi a l'oest de Bretanya i que estan envoltades del que s'anomena el recinte parroquial, clausura que incorpora en general, a més a més de l'església, una porta triomfal, una ossera, un calvari i un recinte construït en un renaixement local, però molt ric.

Esglésies renacentistes a França
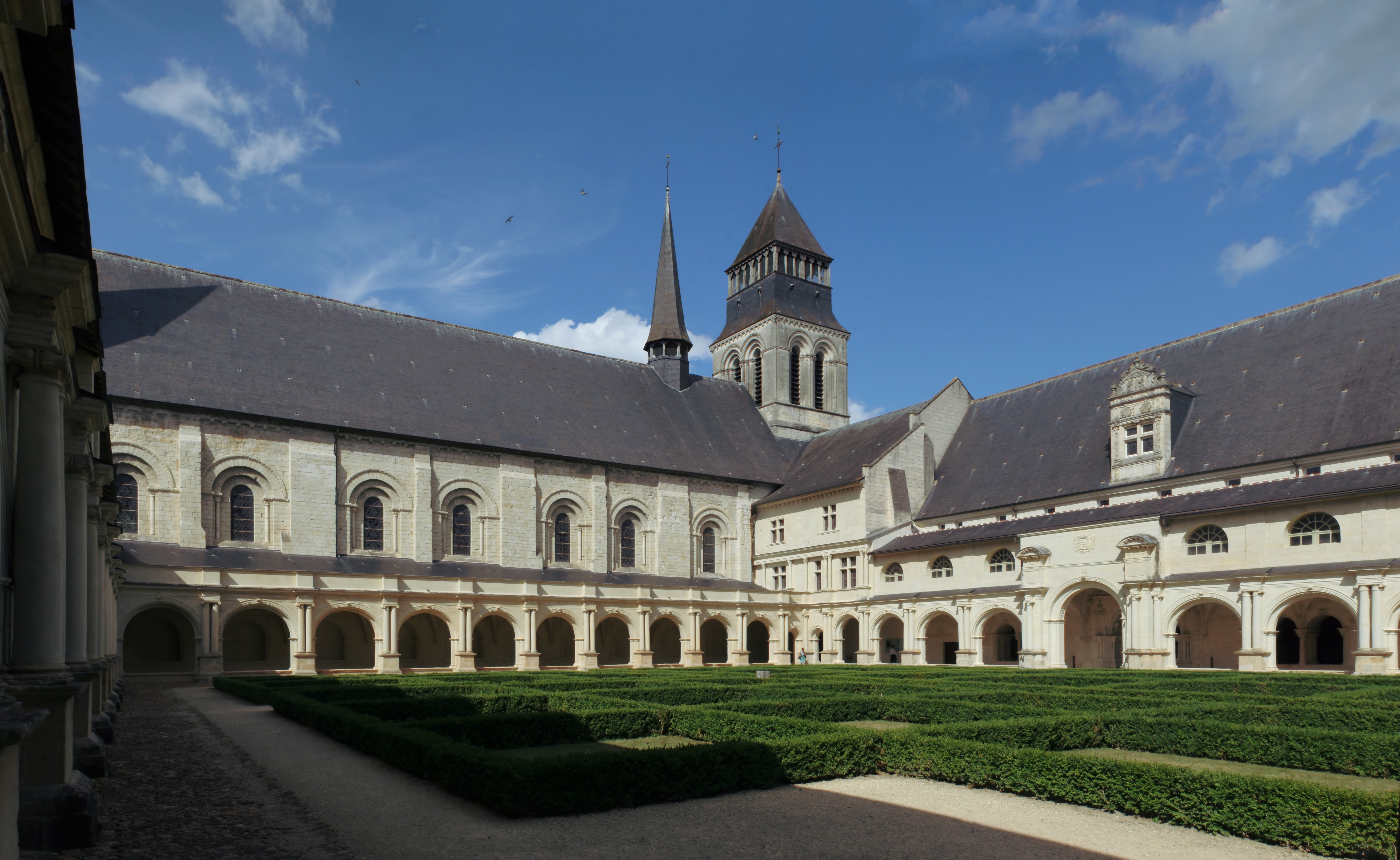
Claustre en l'abadia de Fontevraud
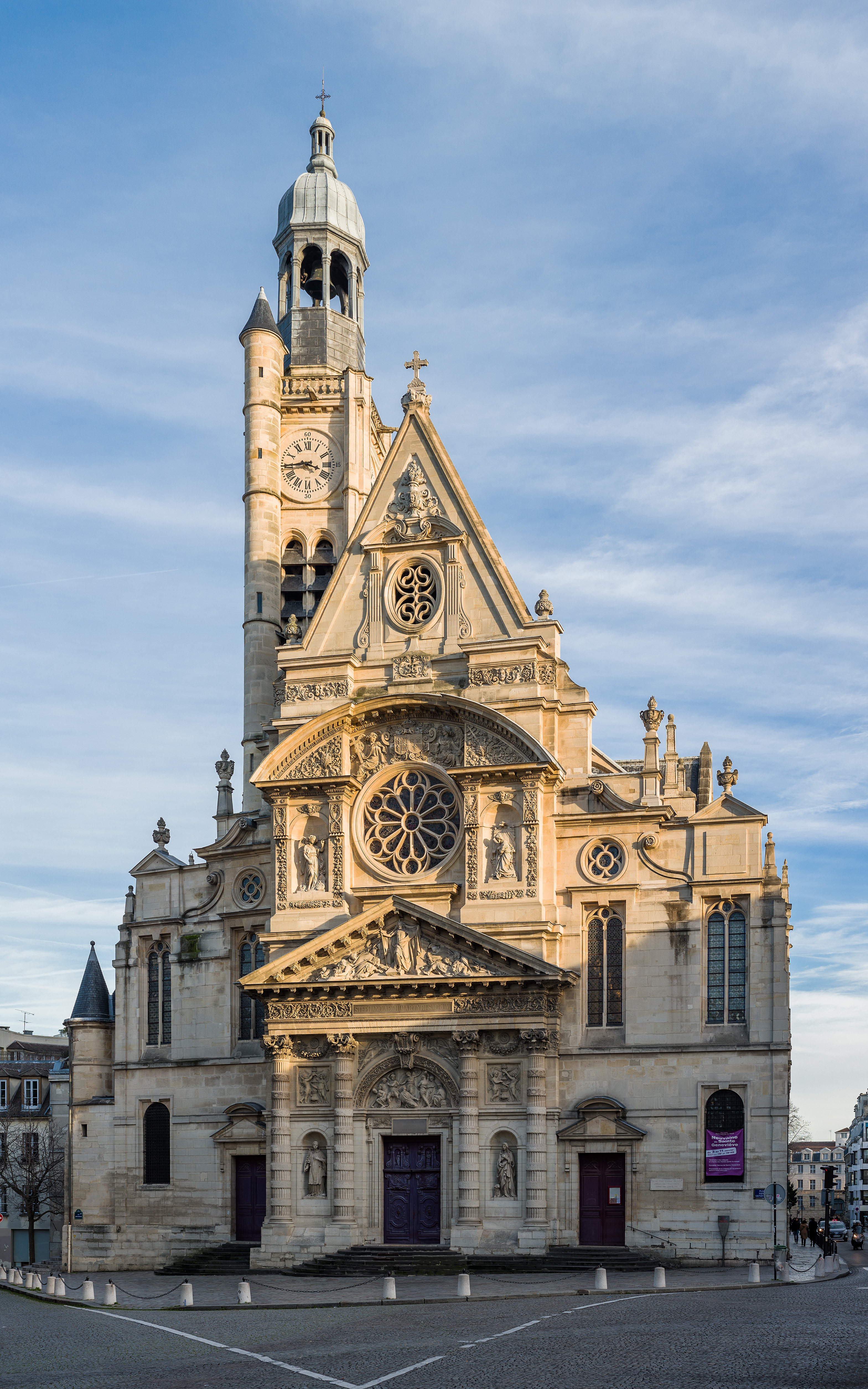
Església de Saint-Étienne-du-Mont (París)
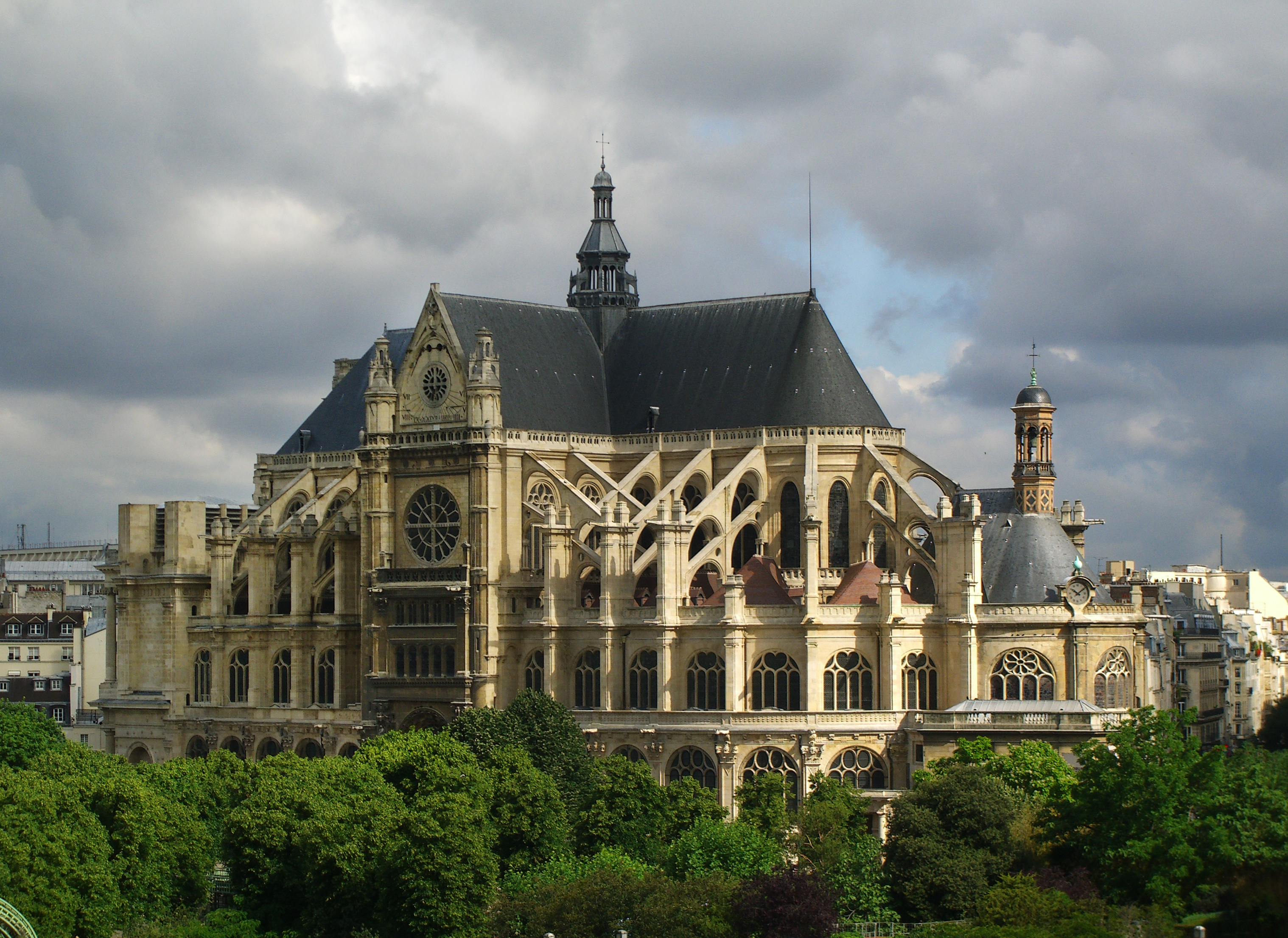
Església de Sant Eustaqui de París
Església de Sant Miquel (Dijon)